# Bildtafel Pilze Mitteleuropas
Die Bildtafel Pilze Mitteleuropas gibt einen Überblick über die häufigsten Pilzarten (nur Großpilze) Mitteleuropas. Details zu den Pilzen können den verlinkten Artikeln entnommen werden.
Oft gibt es mehrere Bezeichnungen für eine Pilzart, die teilweise auch nur in bestimmten Gegenden gebräuchlich sind. In dieser Bildtafel wird die gängigste Bezeichnung verwendet, da sonst die alphabetische Sortierung eine Mehrfacheinordnung notwendig machen würde. Weitere Benennungen finden sich im jeweils verlinkten Artikel.

## A

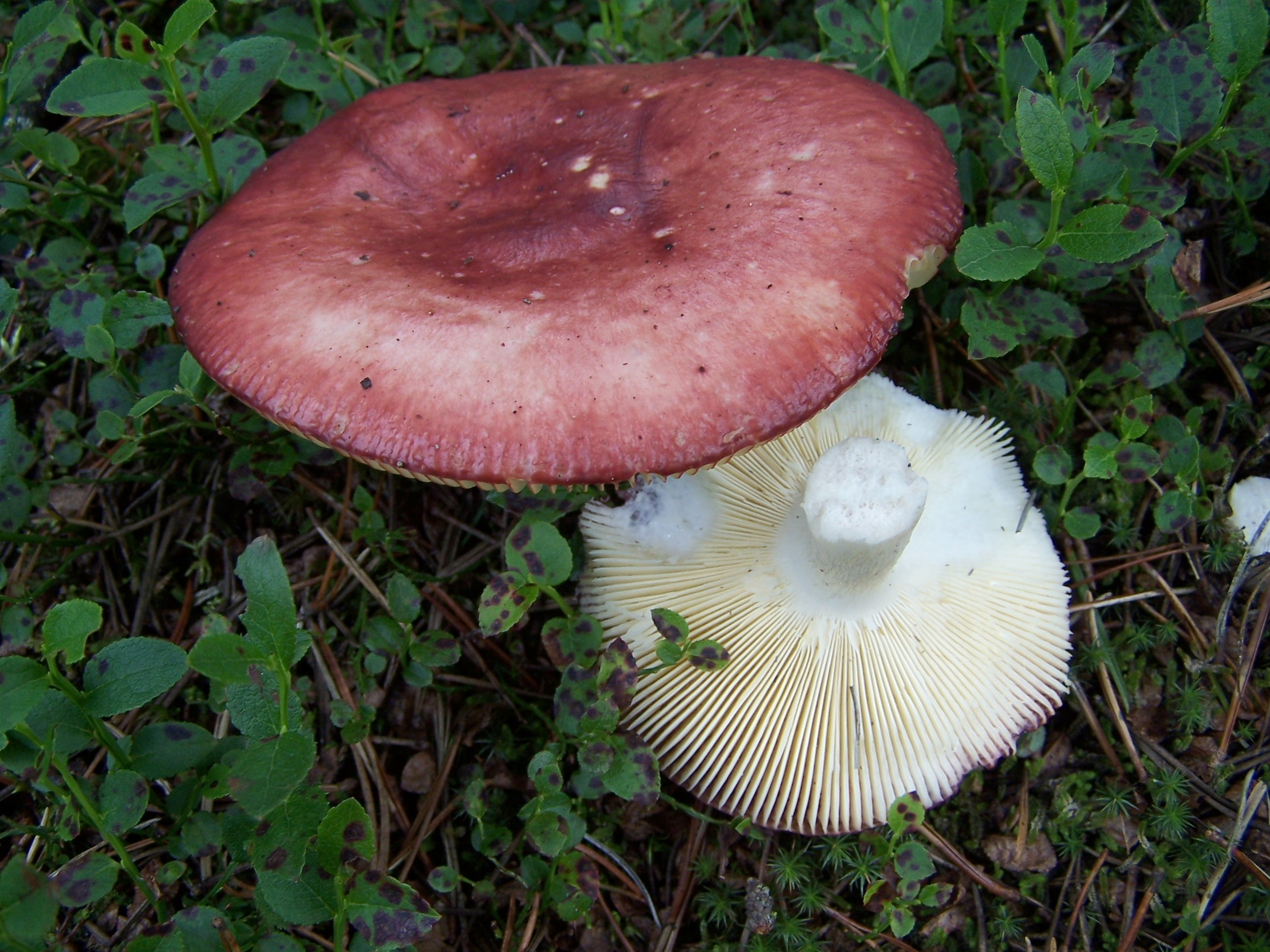
Apfel-Täubling (Russula paludosa)
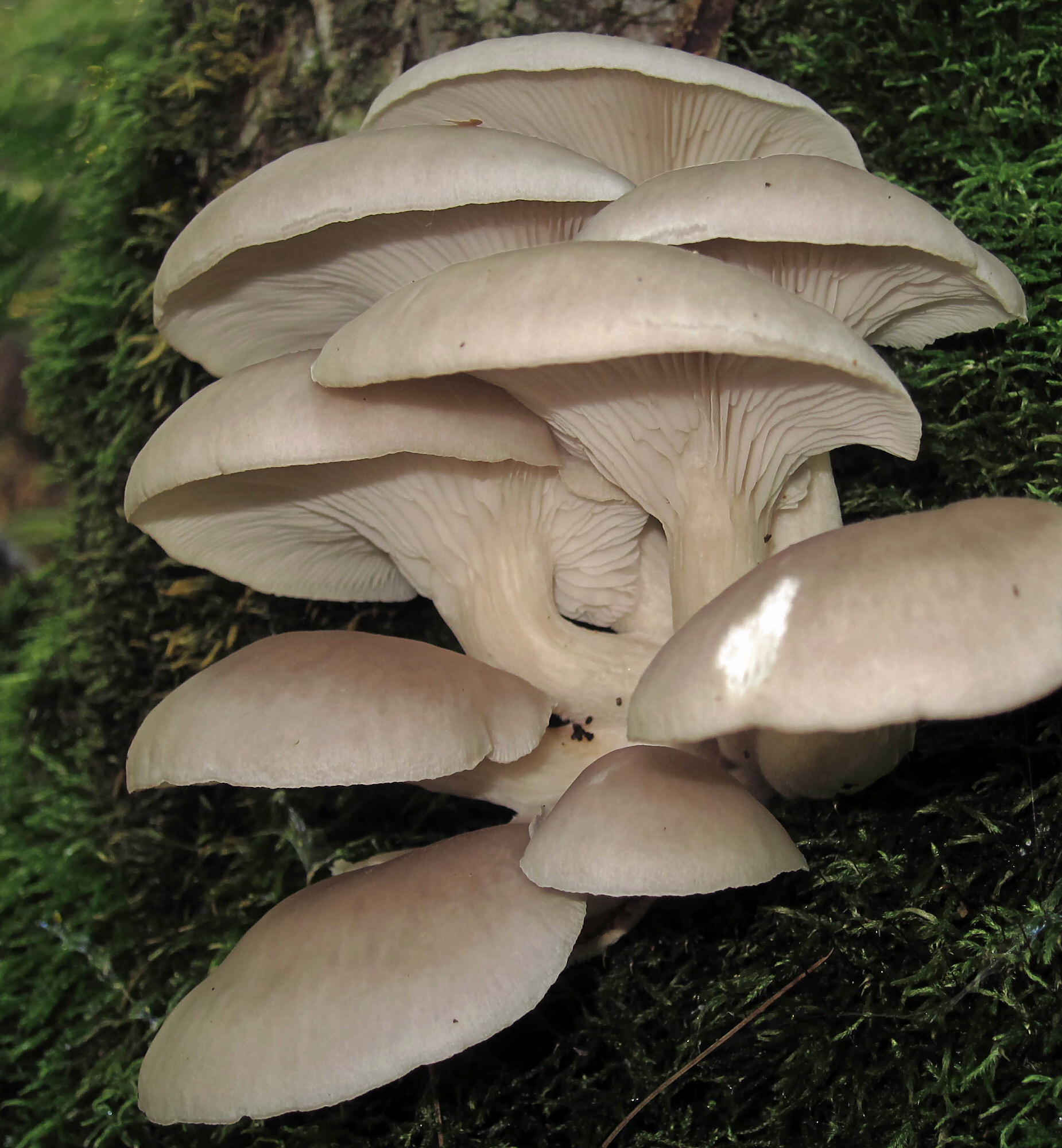
Austern-Seitling (Pleurotus ostreatus)

## B

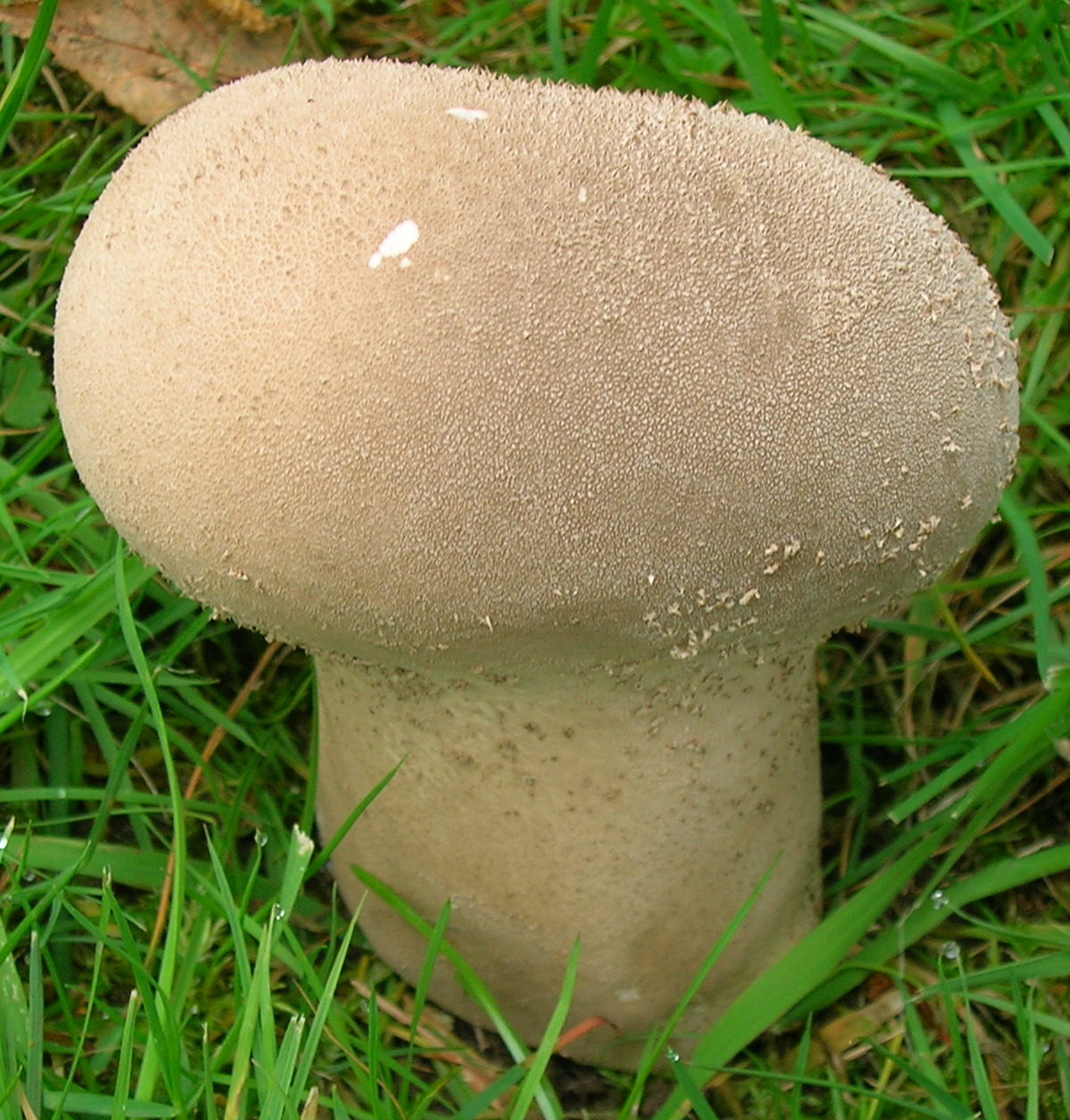
Beutel-Stäubling (Lycoperdon excipuliforme)
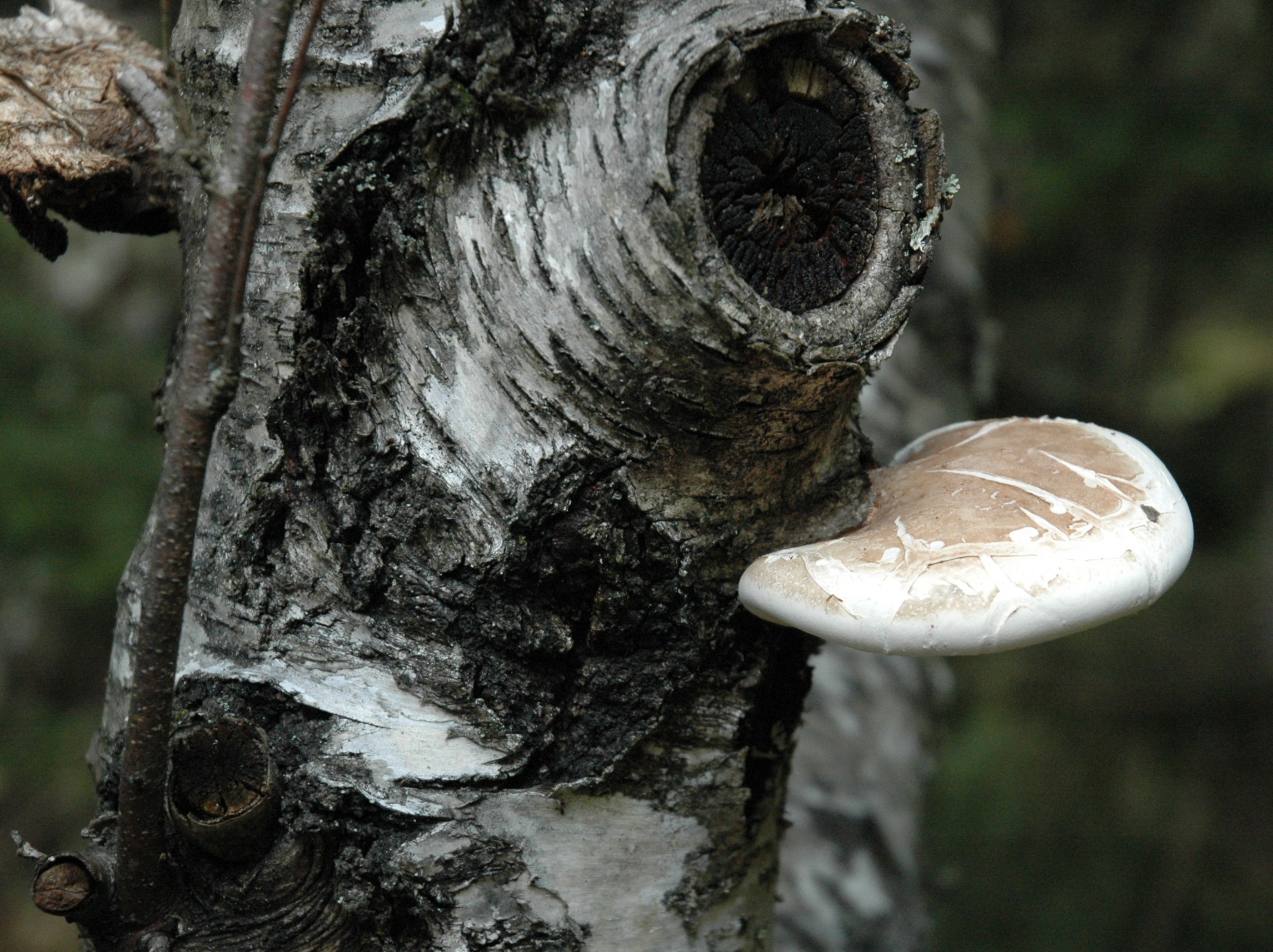
Birkenporling (Piptoporus betulinus)
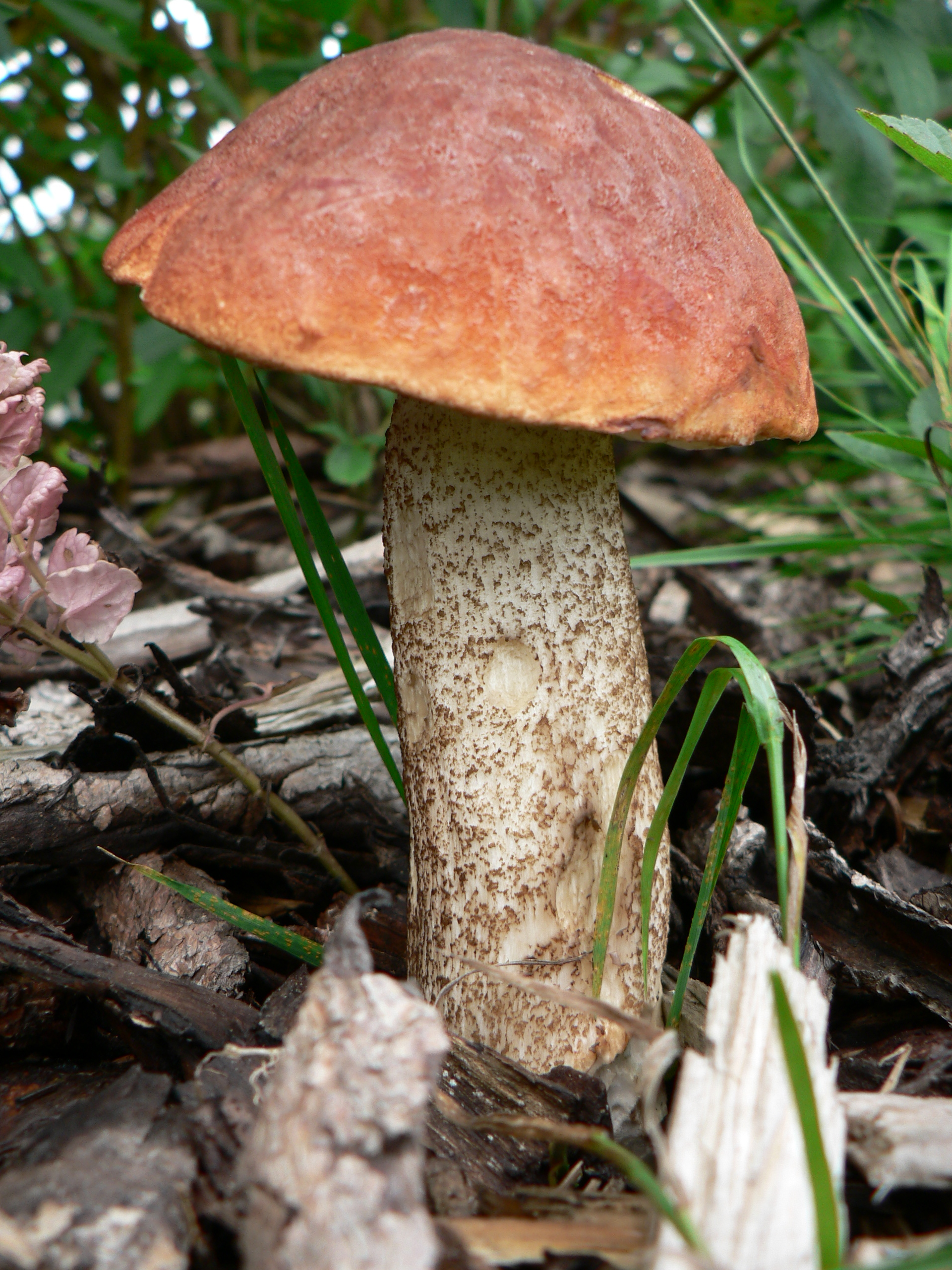
Birken-Rotkappe (Leccinum versipelle)
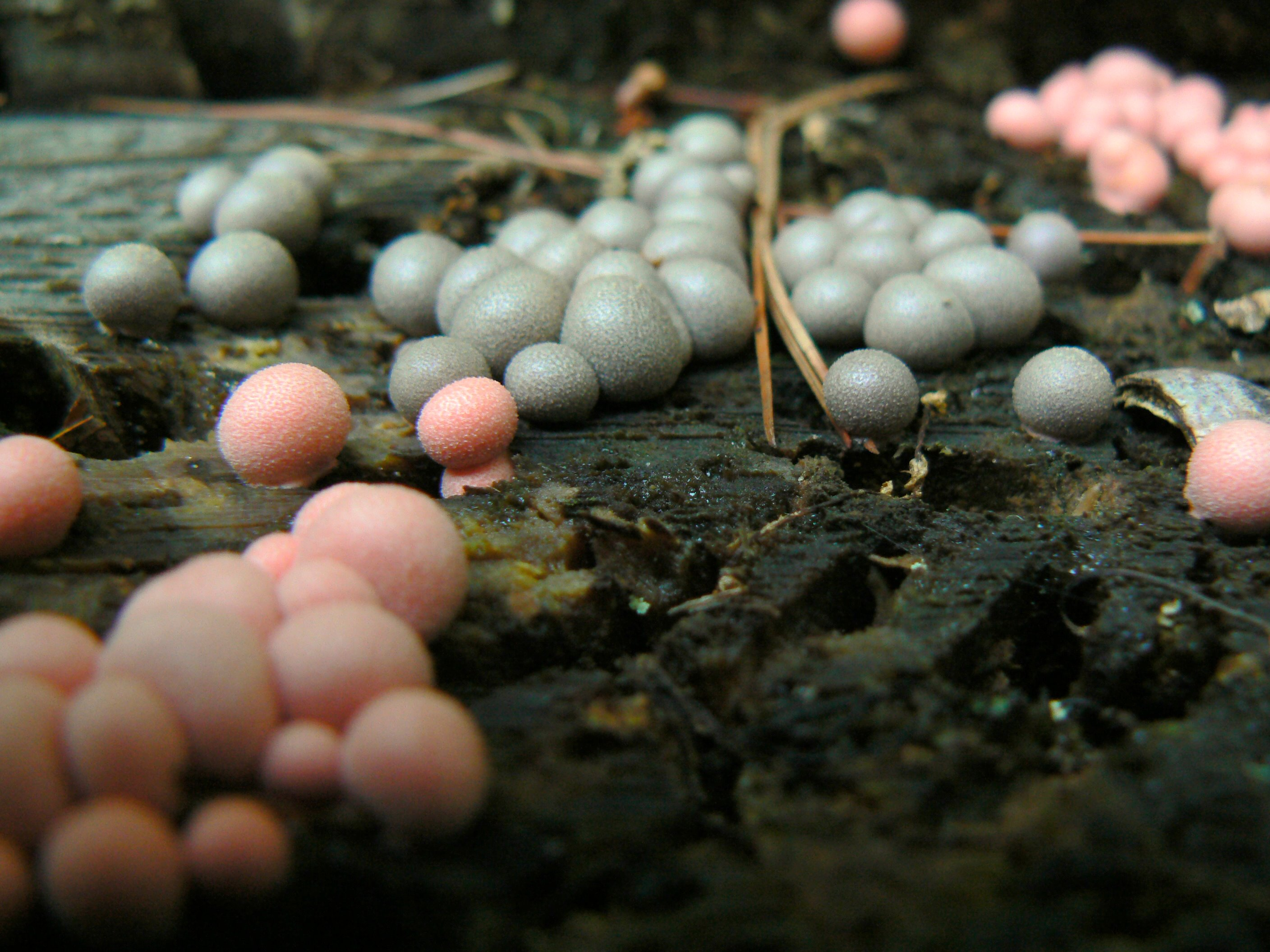
Blutmilchpilz (Lycogala epidendrum)
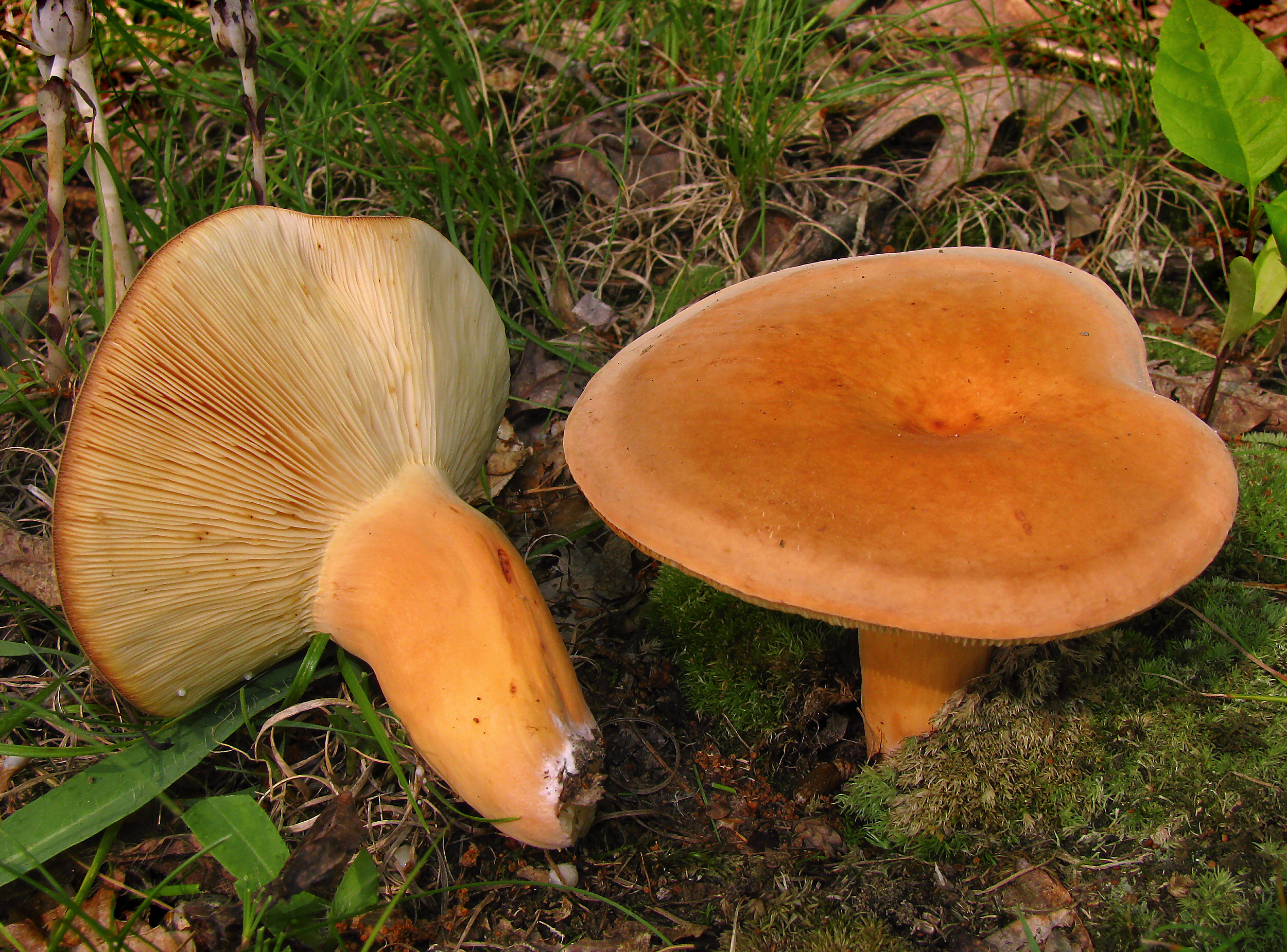
Brätling (Lactarius volemus)
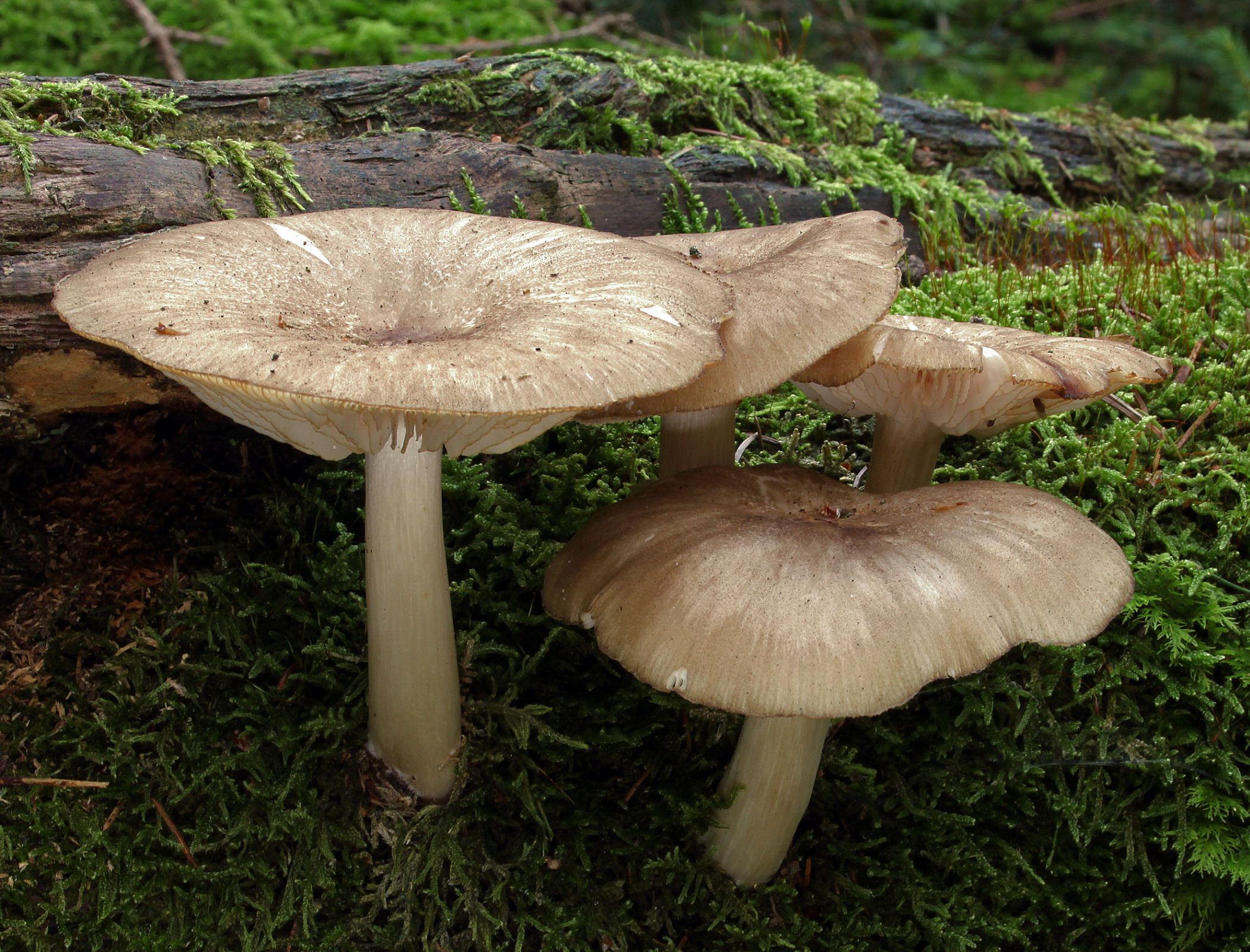
Breitblättriger Rübling (Megacollybia platyphylla)
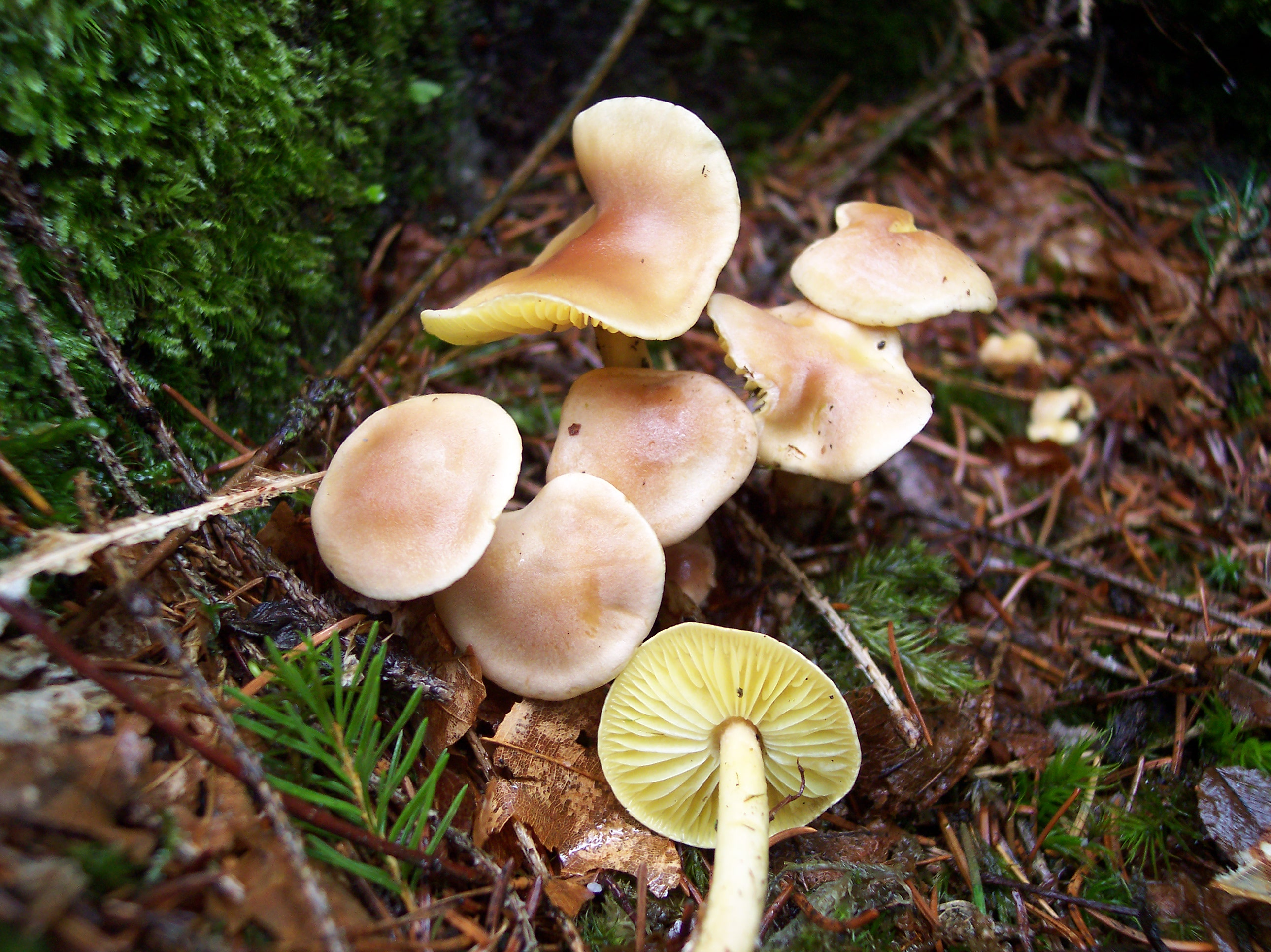
Brennender Rübling (Gymnopus peronatus)
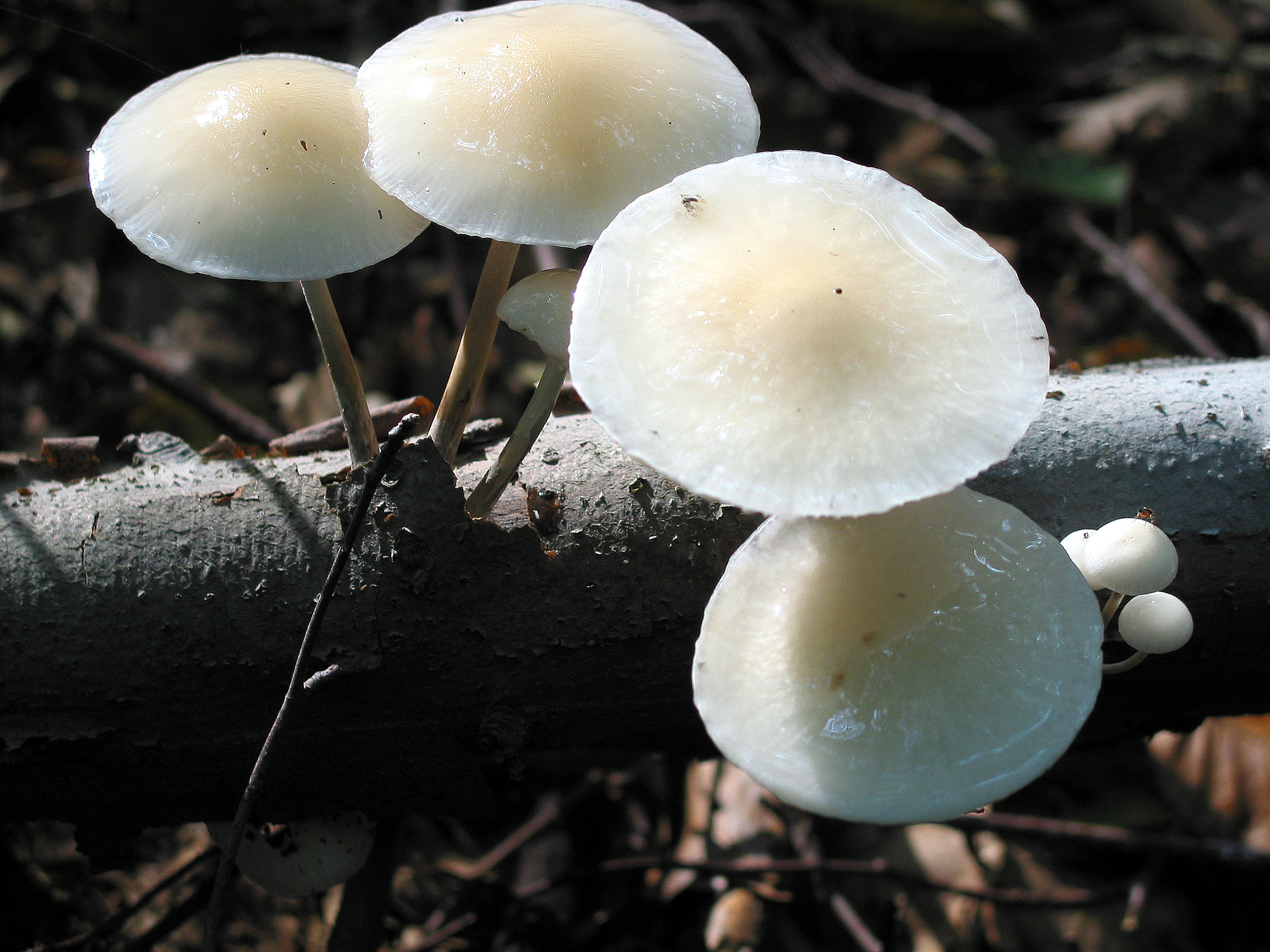
Buchenschleimrübling (Oudemansiella mucida)
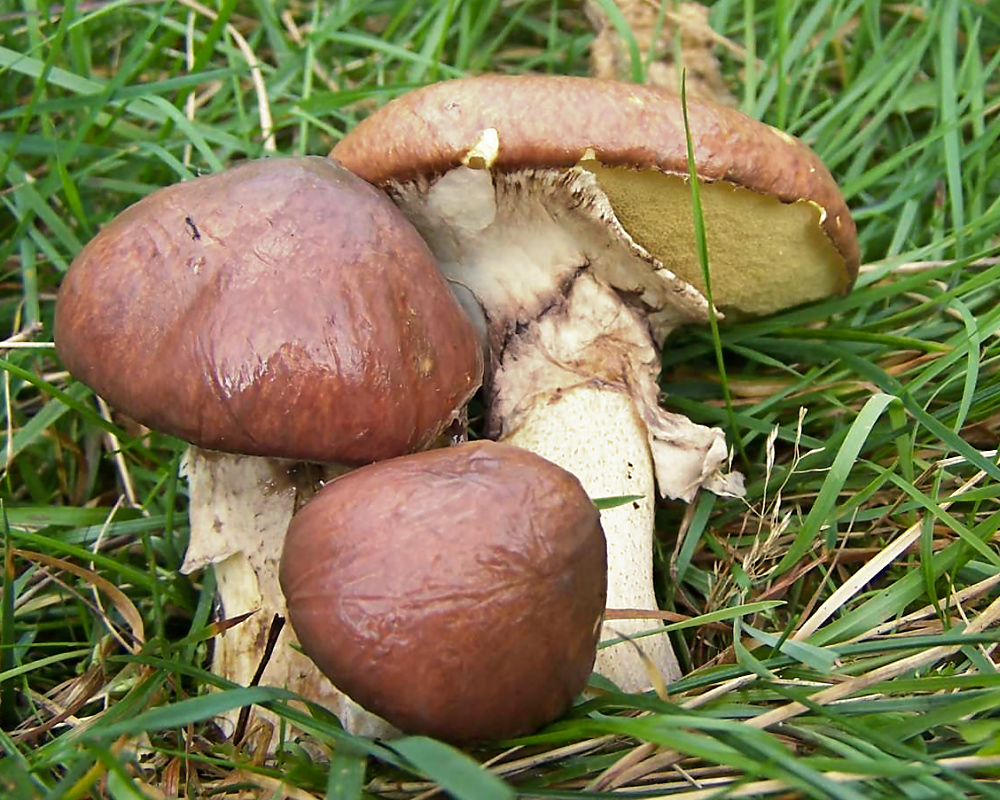
Butterpilz (Suillus luteus)

## C

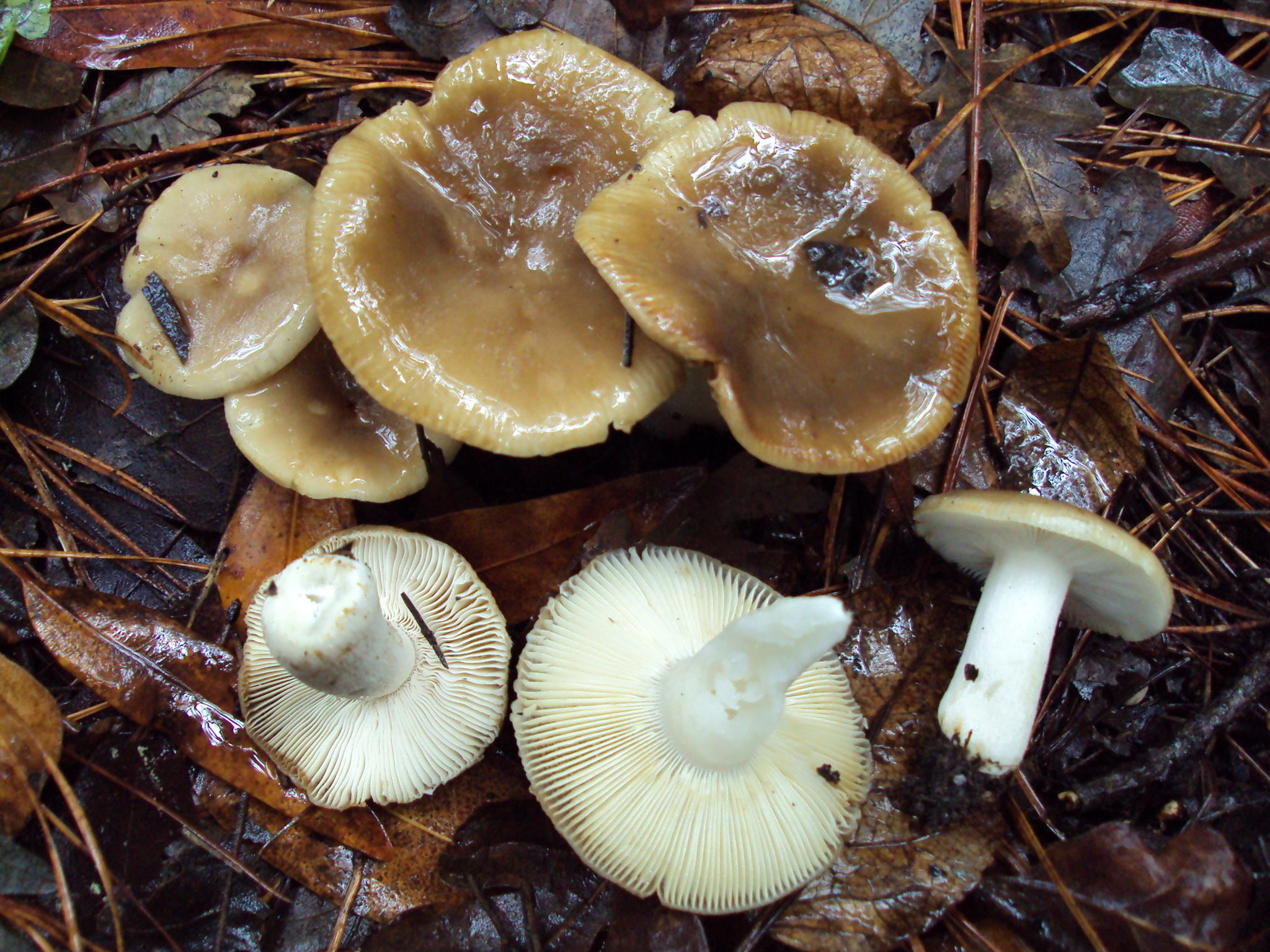
Camembert-Täubling (Russula amoenolens)

## D

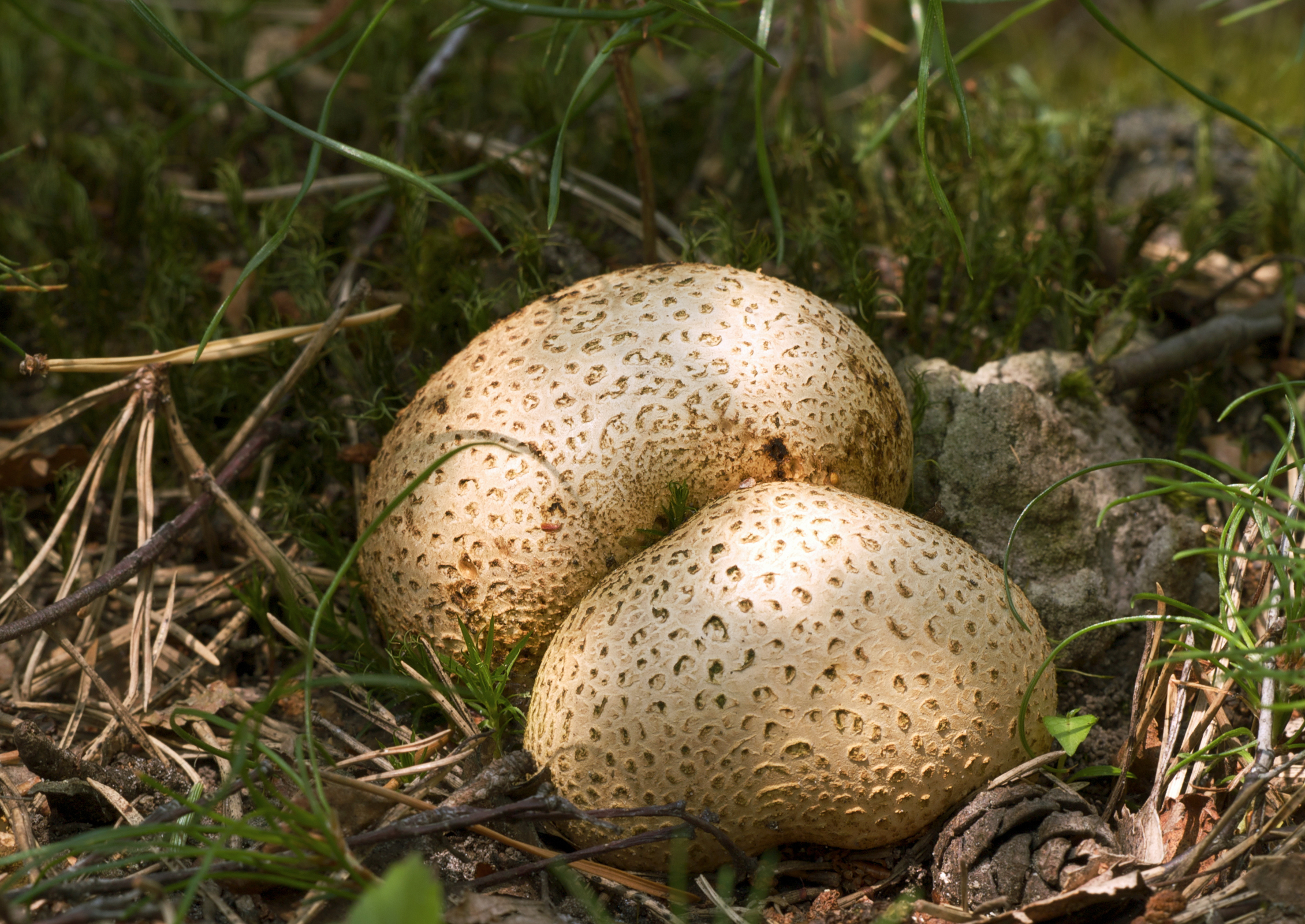
Dickschaliger Kartoffelbovist (Scleroderma citrinum)
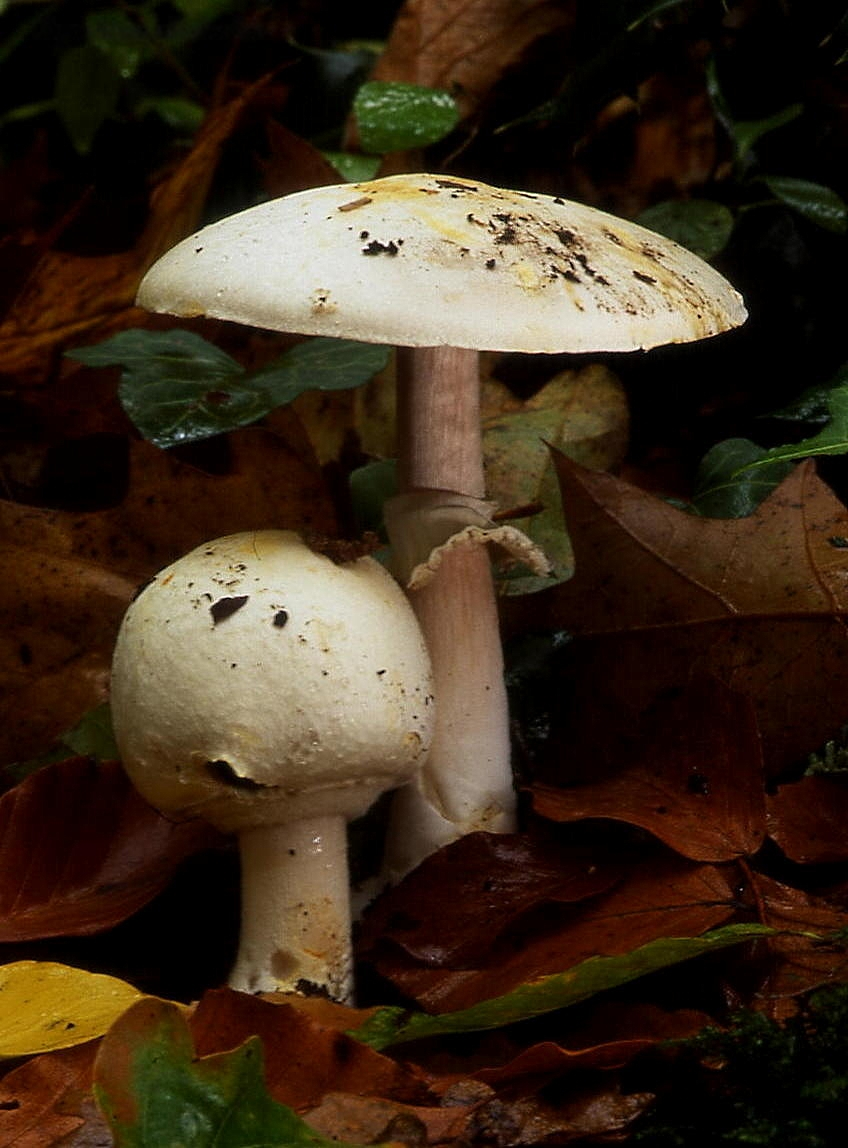
Dünnfleischiger Anis-Egerling (Agaricus silvicola)
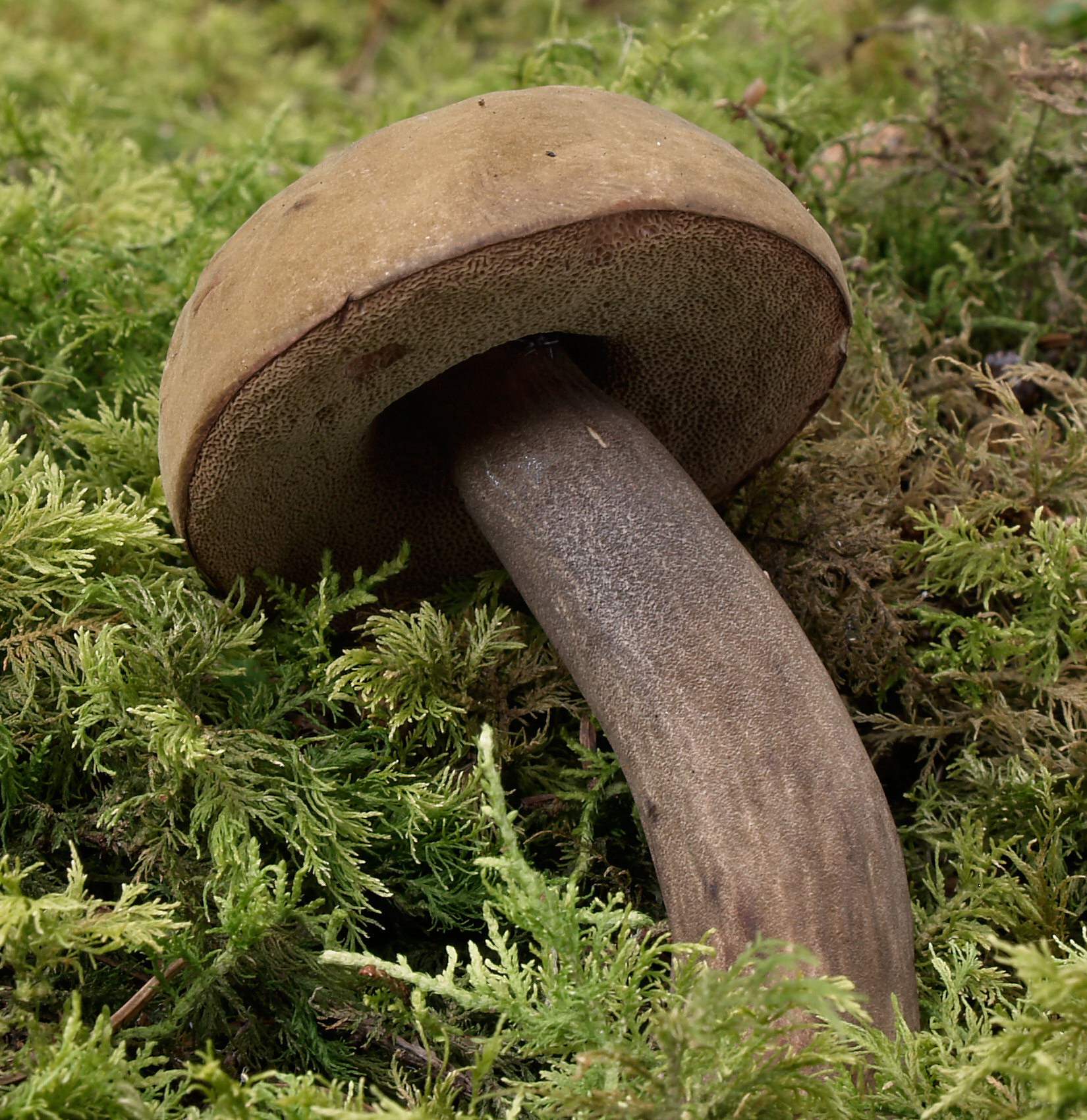
Düsterer Röhrling (Porphyrellus porphyrosporus)

## E

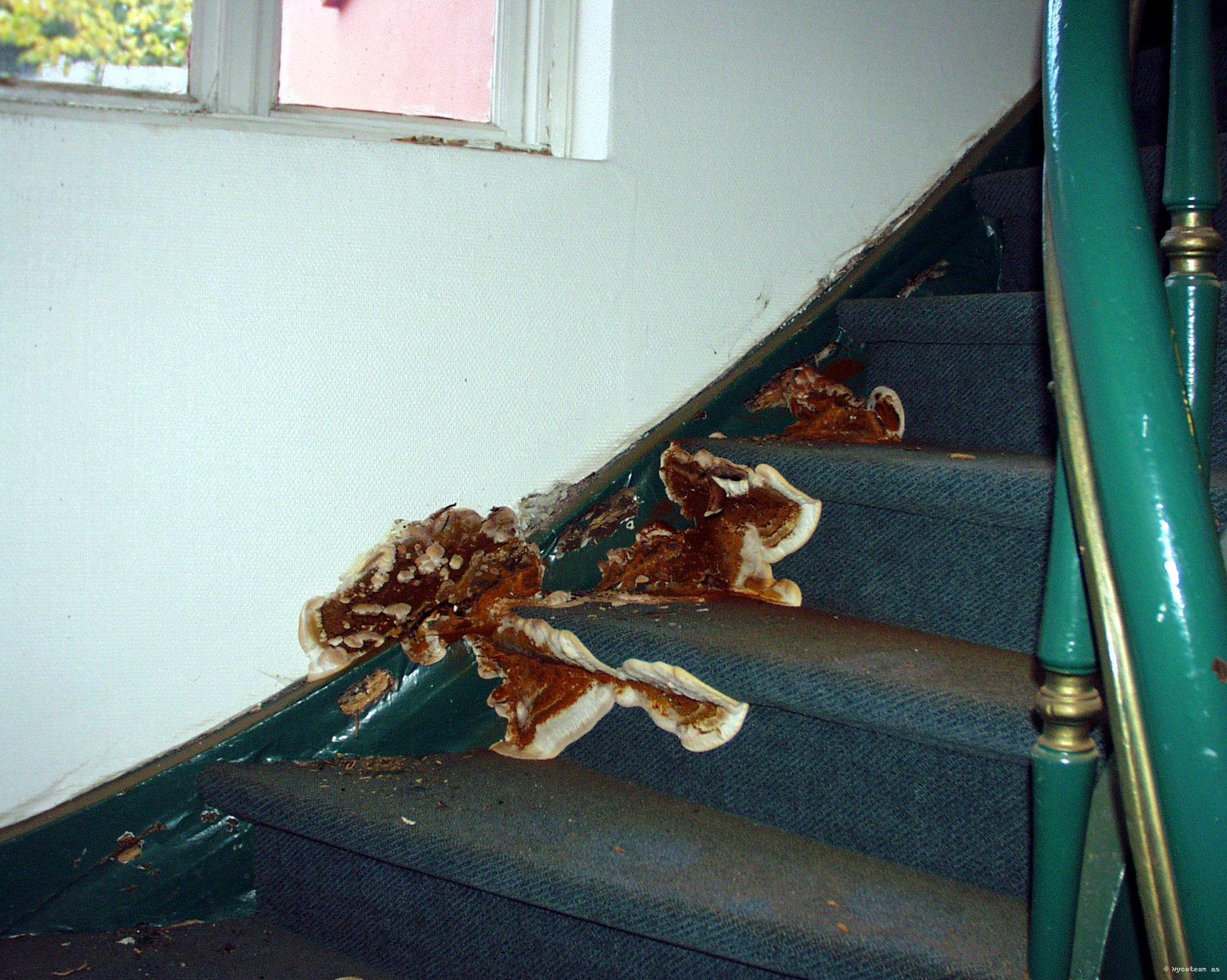
Echter Hausschwamm (Serpula lacrymans)
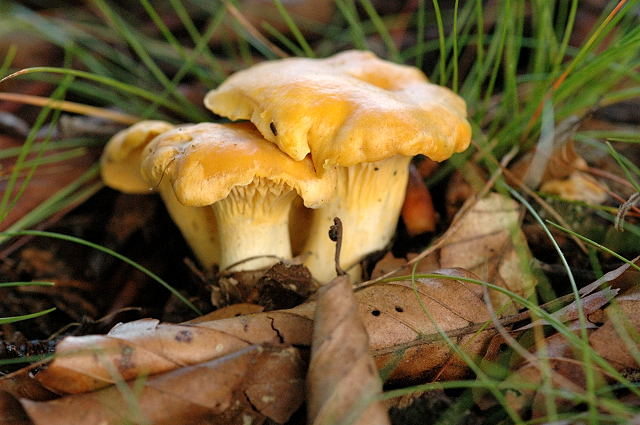
Echter Pfifferling (Cantharellus cibarius)
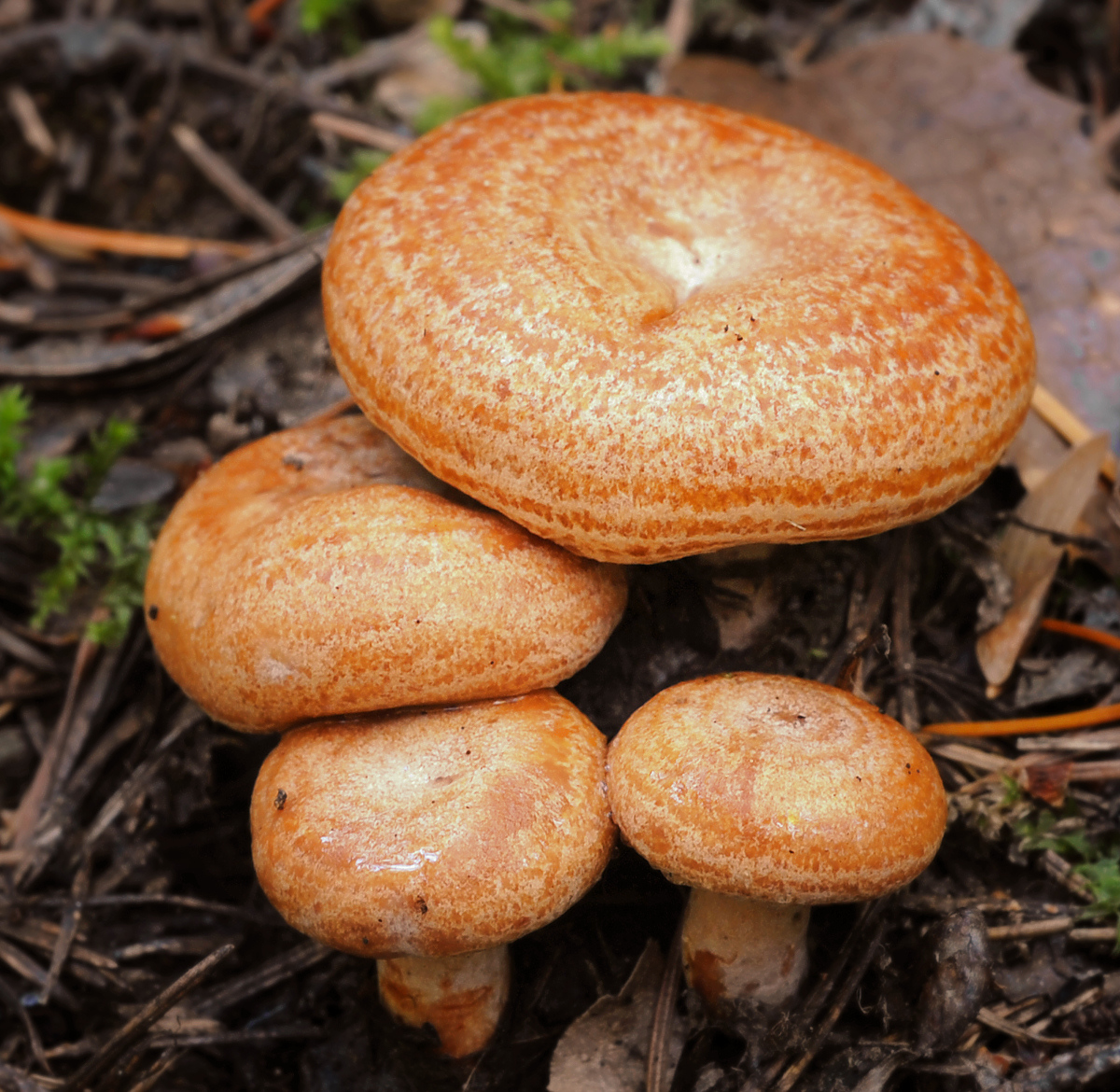
Edel-Reizker (Lactarius deliciosus)

## F

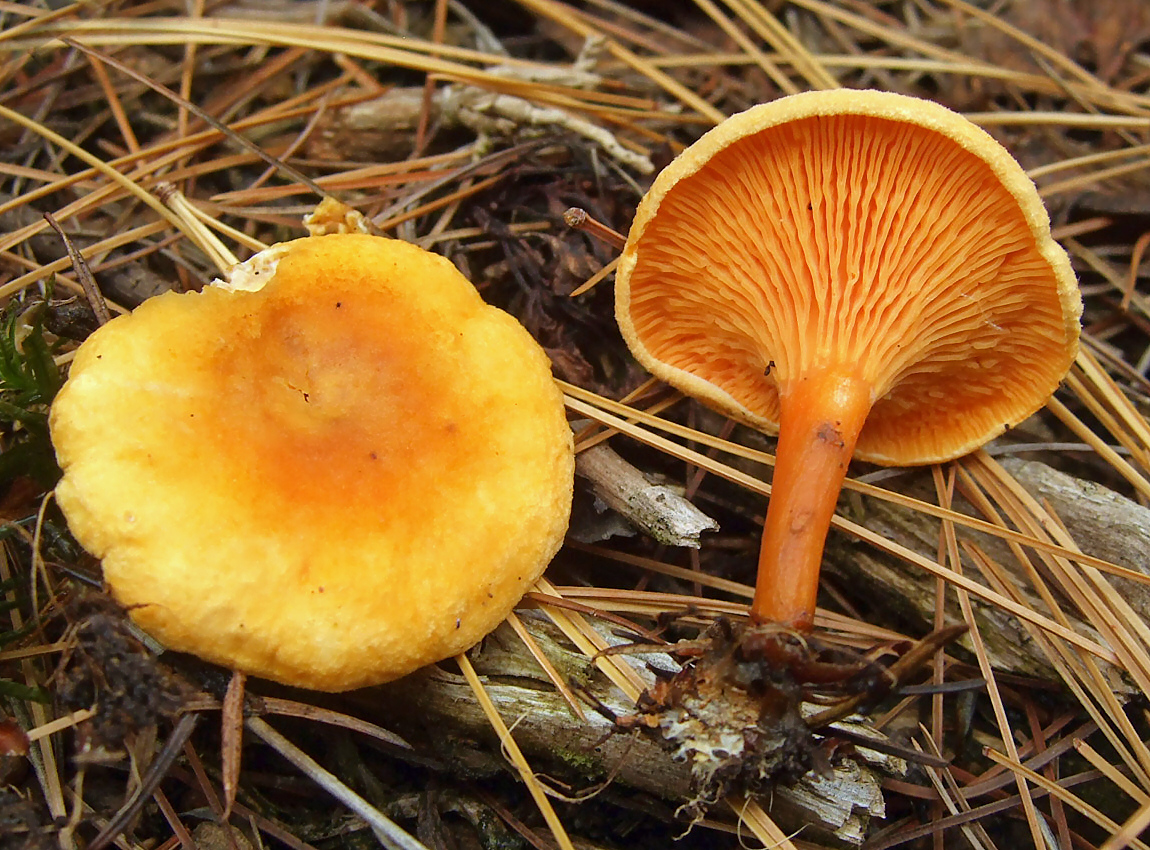
Falscher Pfifferling (Hygrophoropsis aurantiaca)
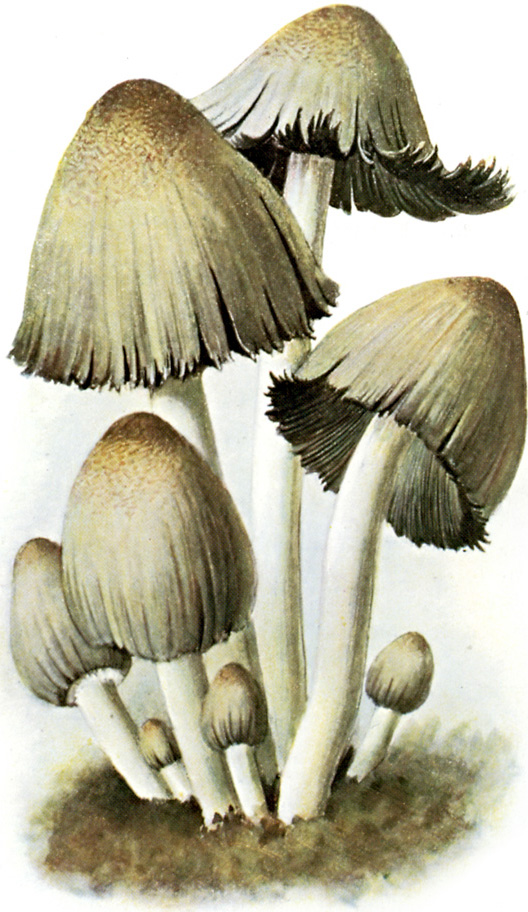
Faltentintling (Coprinus atramentarius)
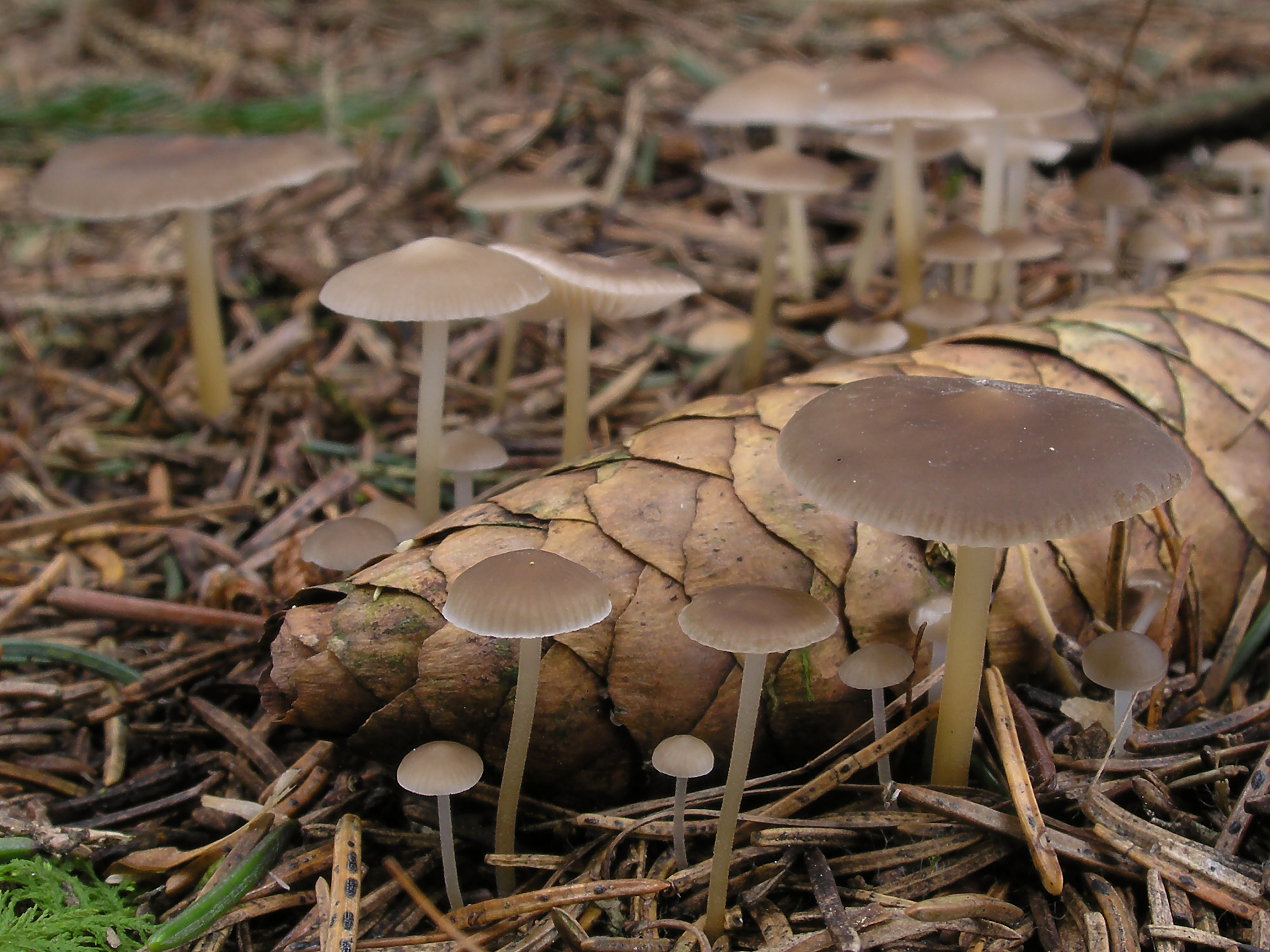
Fichten-Zapfenrübling (Strobilurus esculentus)
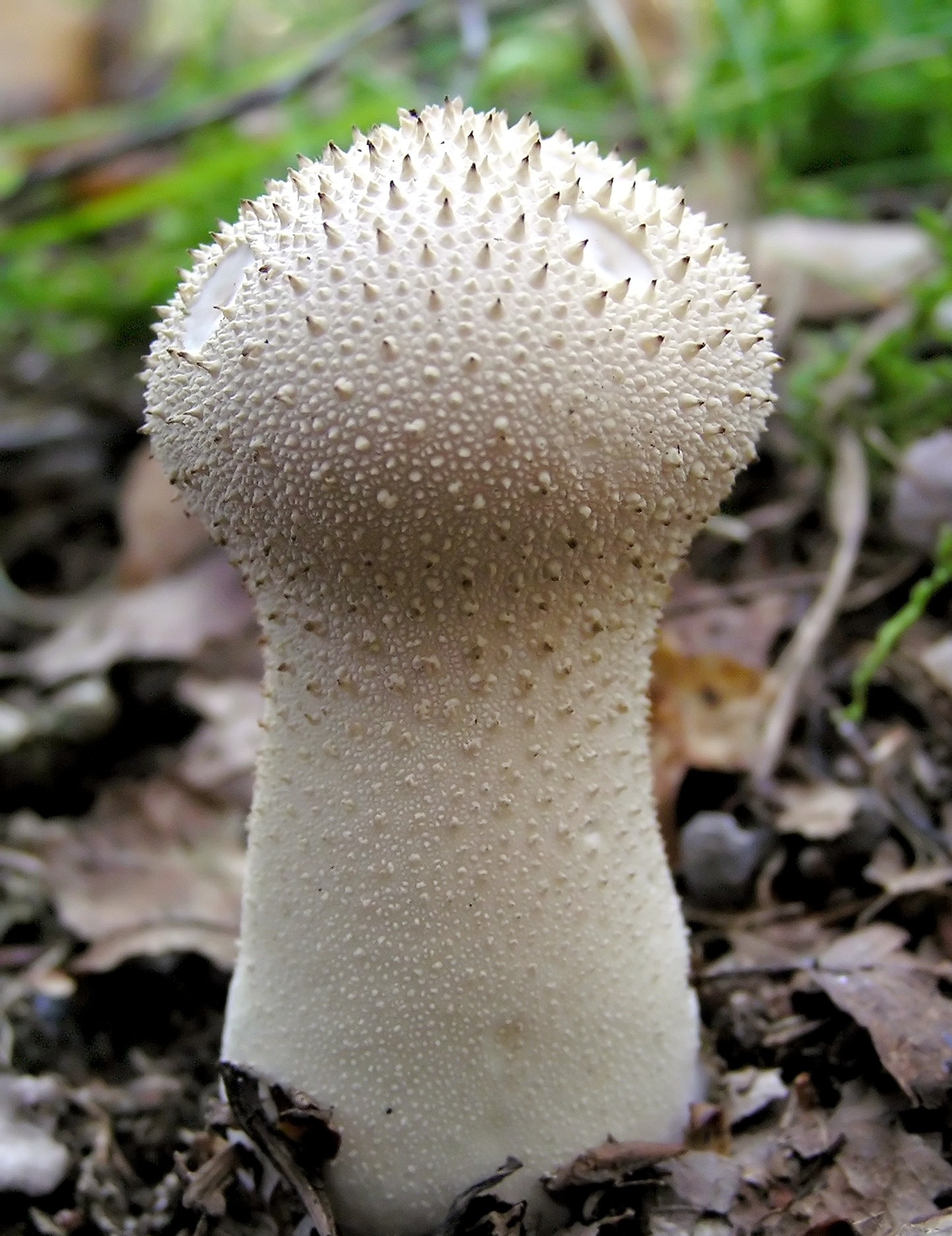
Flaschen-Stäubling (Lycoperdon perlatum)
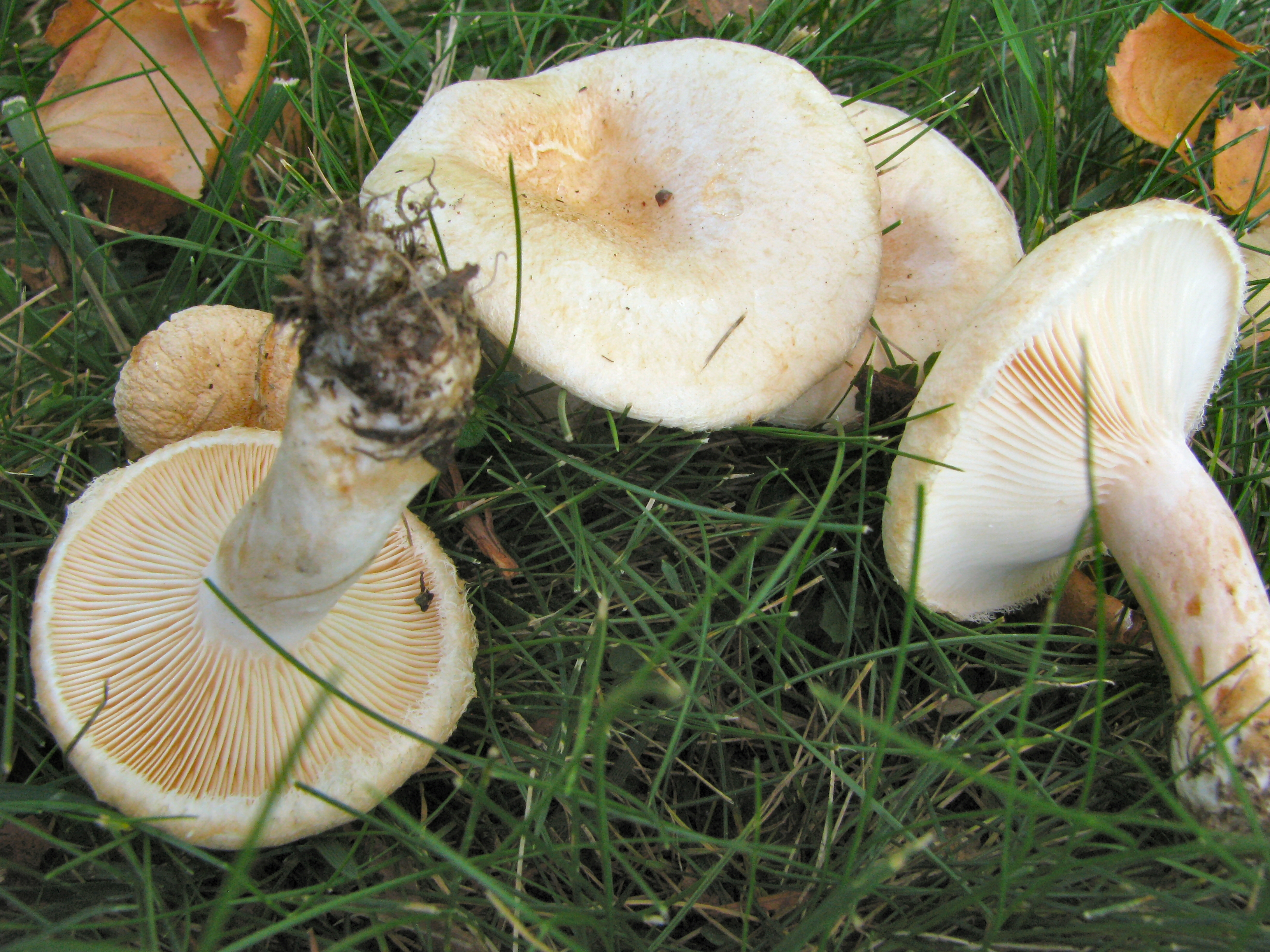
Flaumiger Birken-Milchling (Lactarius pubescens)
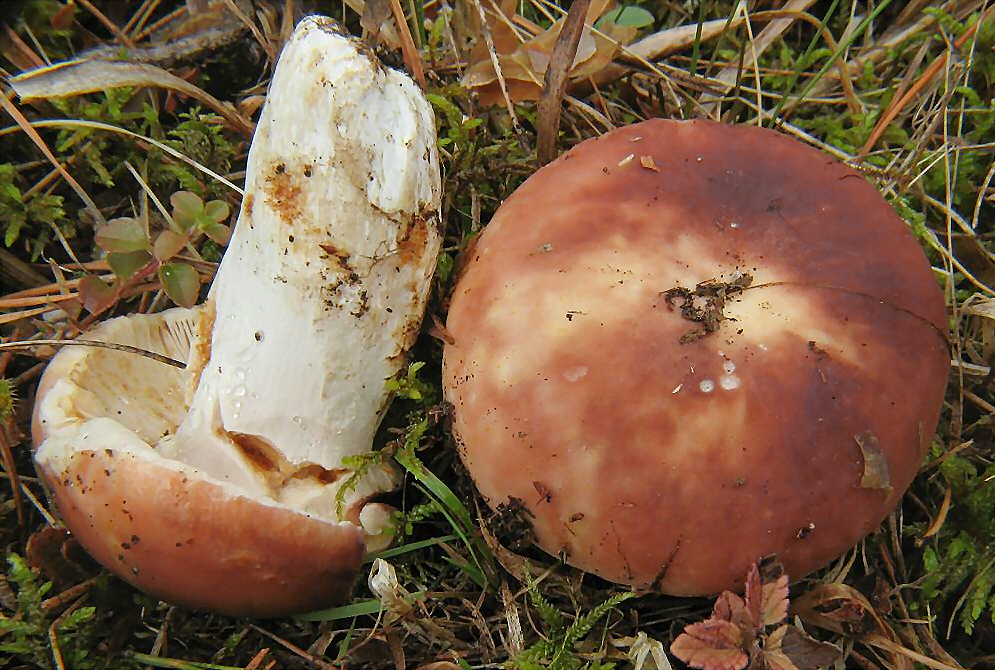
Fleischroter Speise-Täubling (Russula vesca)
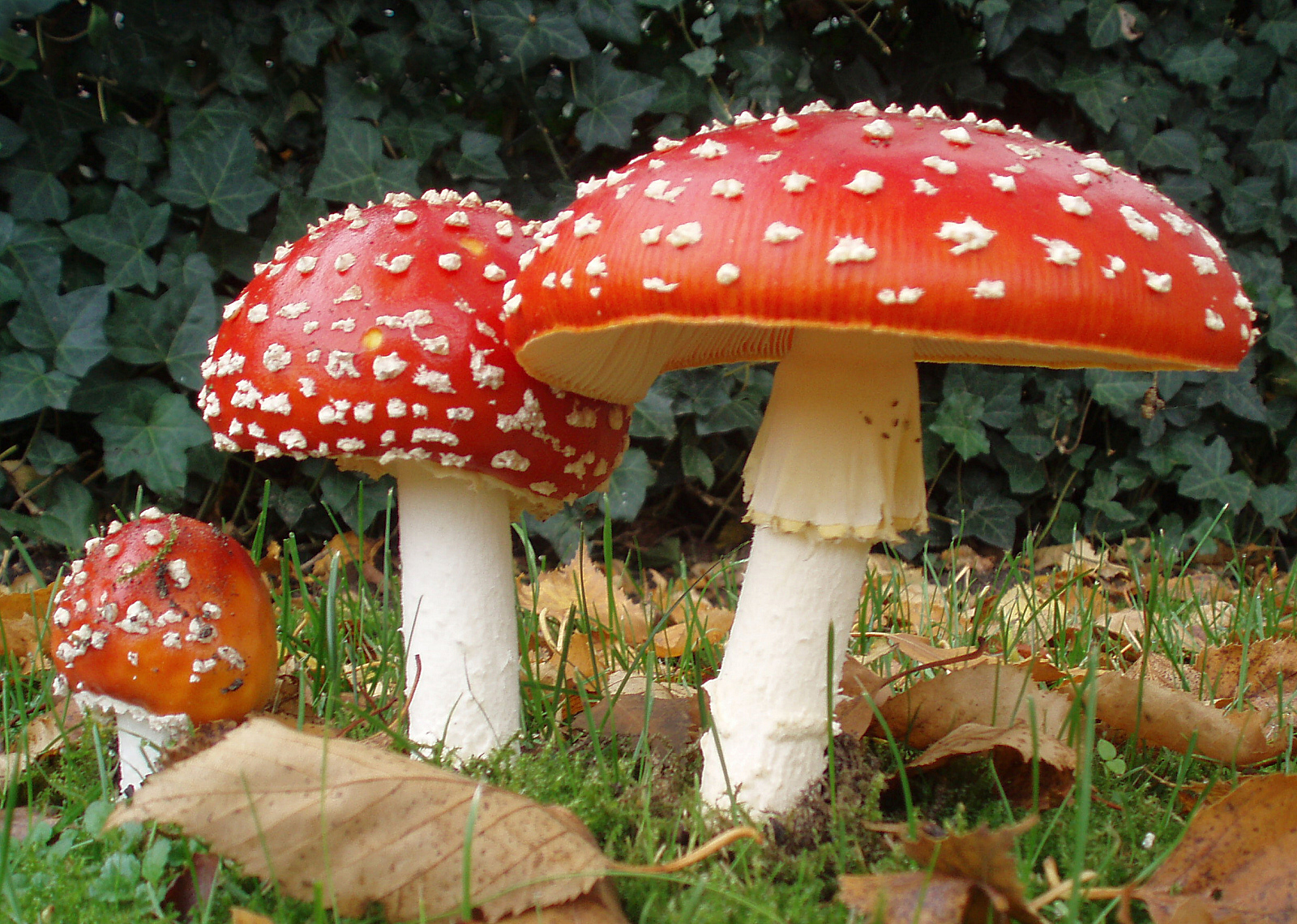
Fliegenpilz (Amanita muscaria)
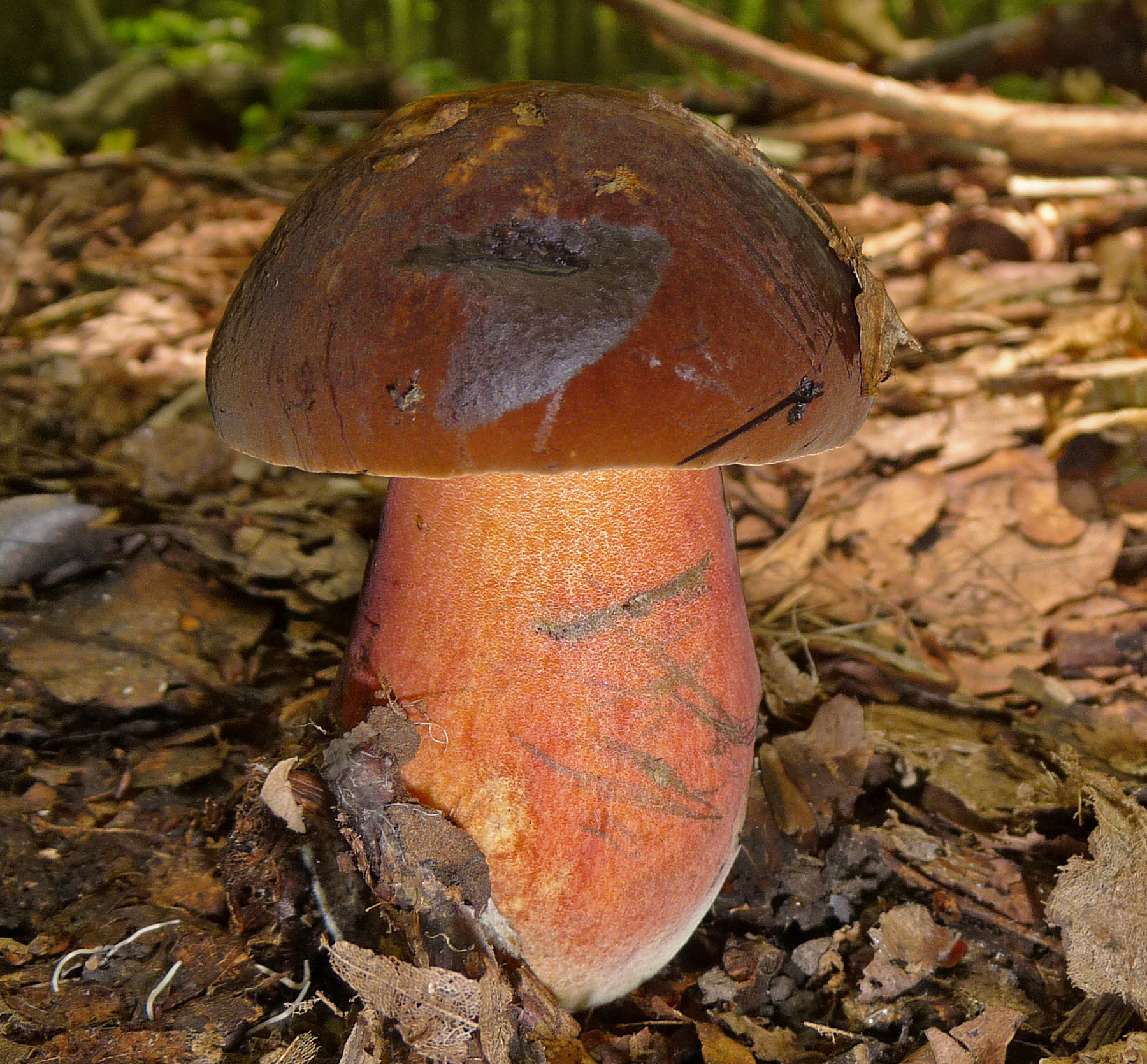
Flockenstieliger Hexen-Röhrling (Boletus erythropus)
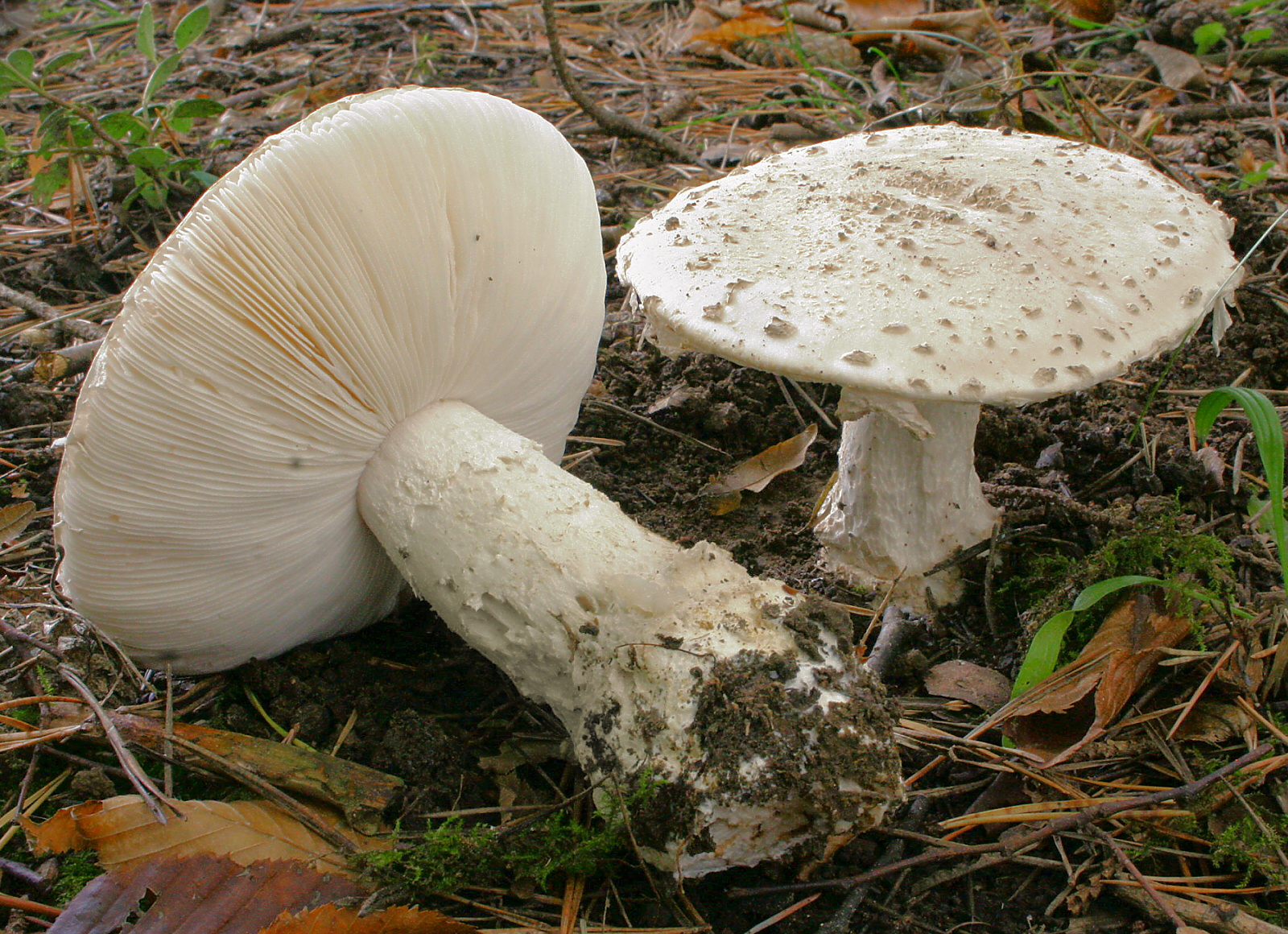
Fransiger Wulstling (Amanita strobiliformis)
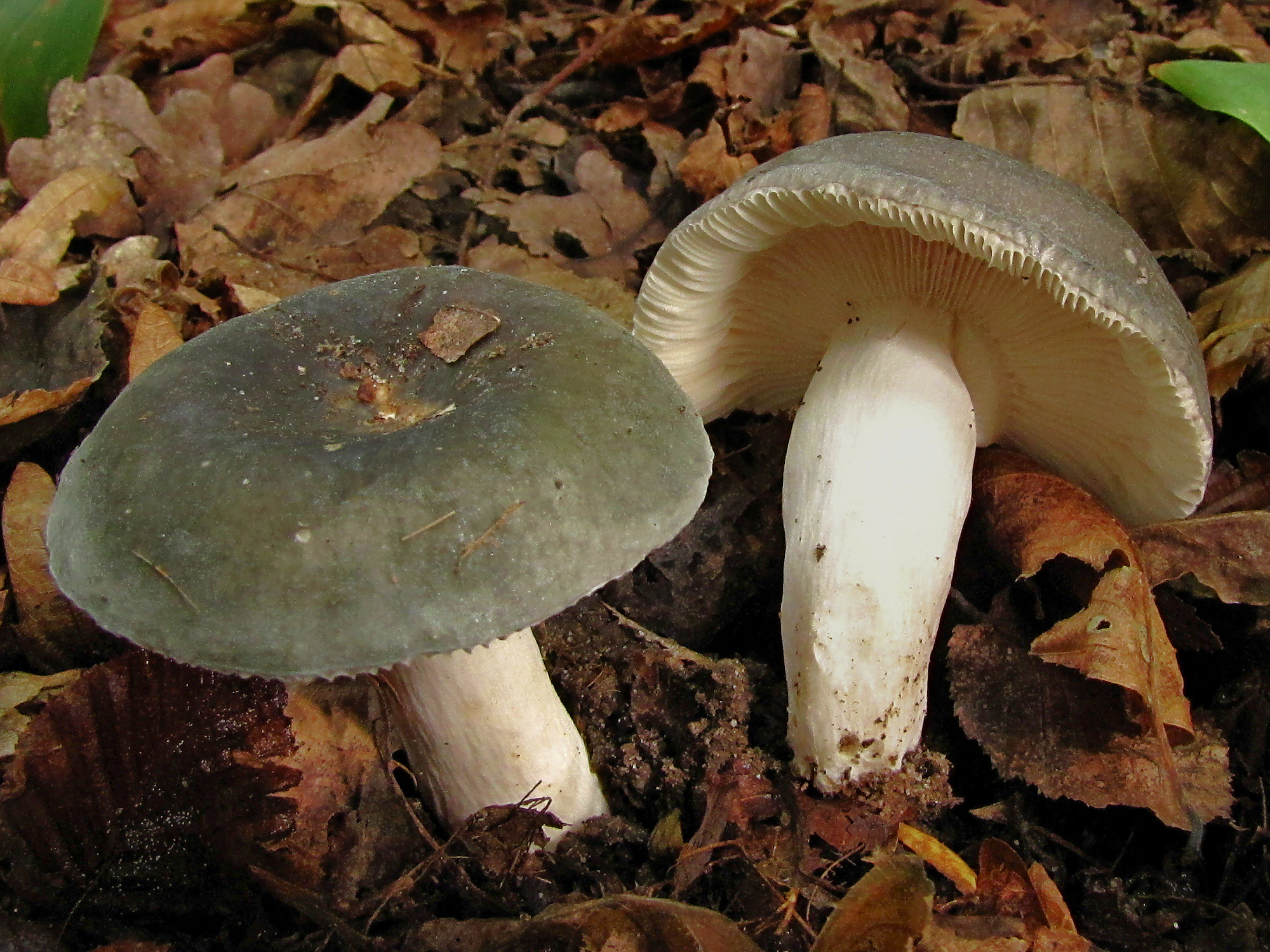
Frauen-Täubling (Russula cyanoxantha)
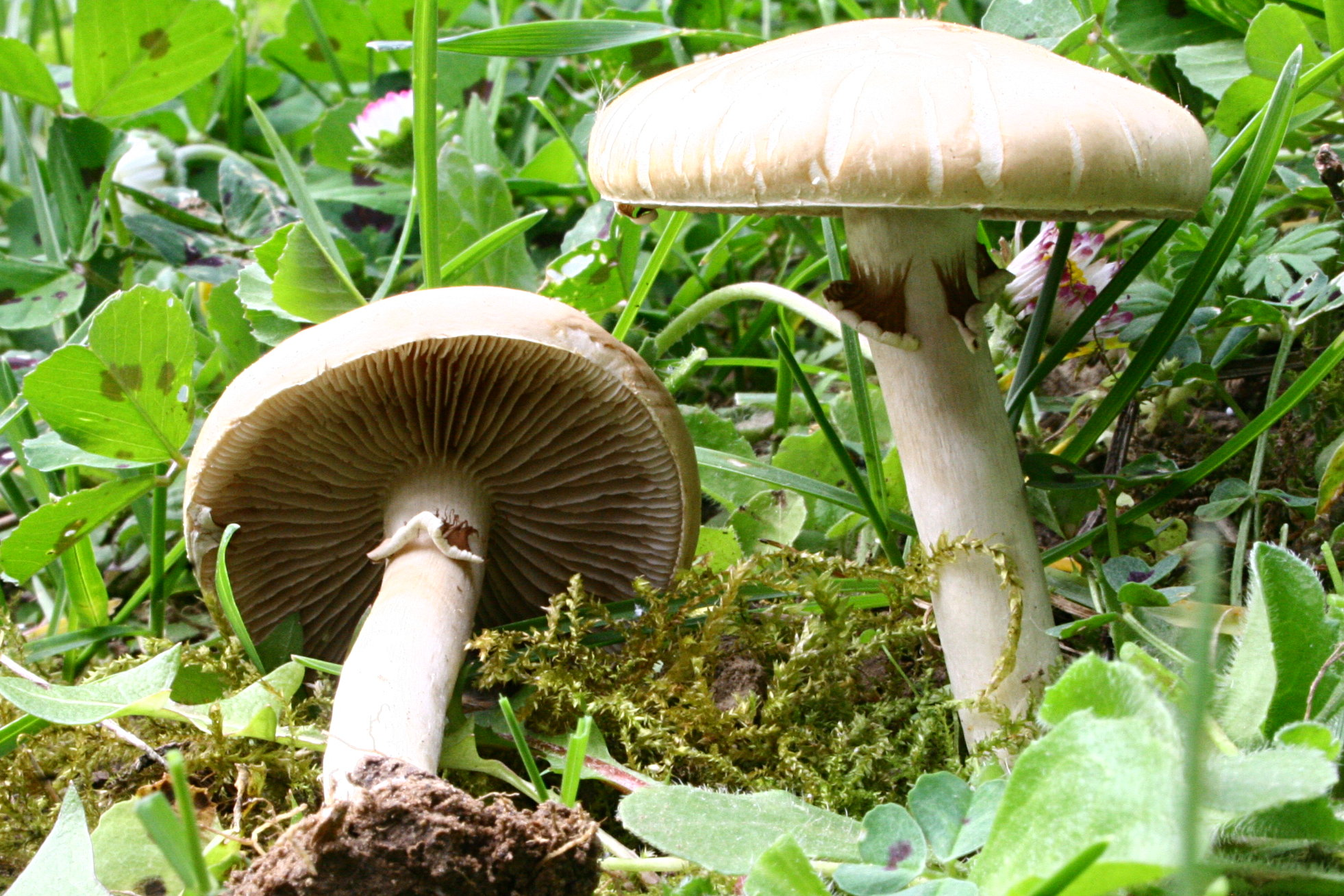
Früher Ackerling (Agrocybe praecox)
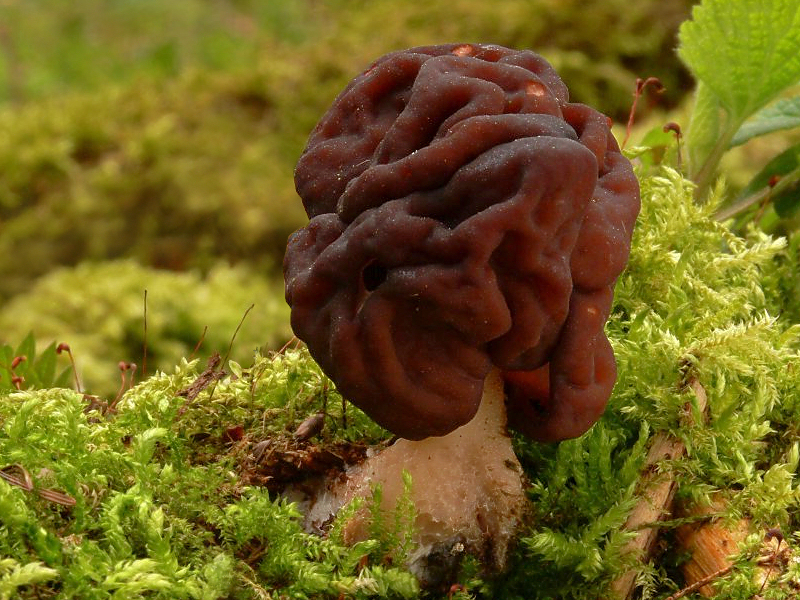
Frühjahrs-Giftlorchel (Gyromitra esculenta)
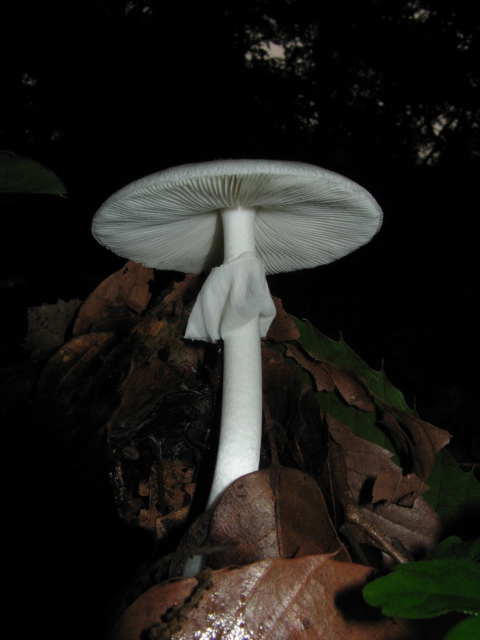
Frühlingsknollenblätterpilz (Amanita verna)

## G

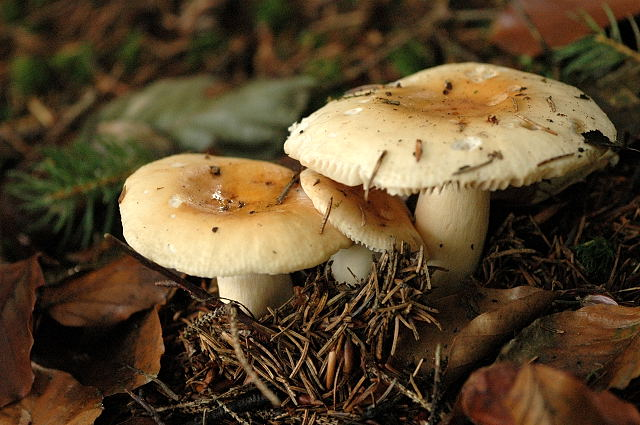
Gallen-Täubling (Russula fellea)
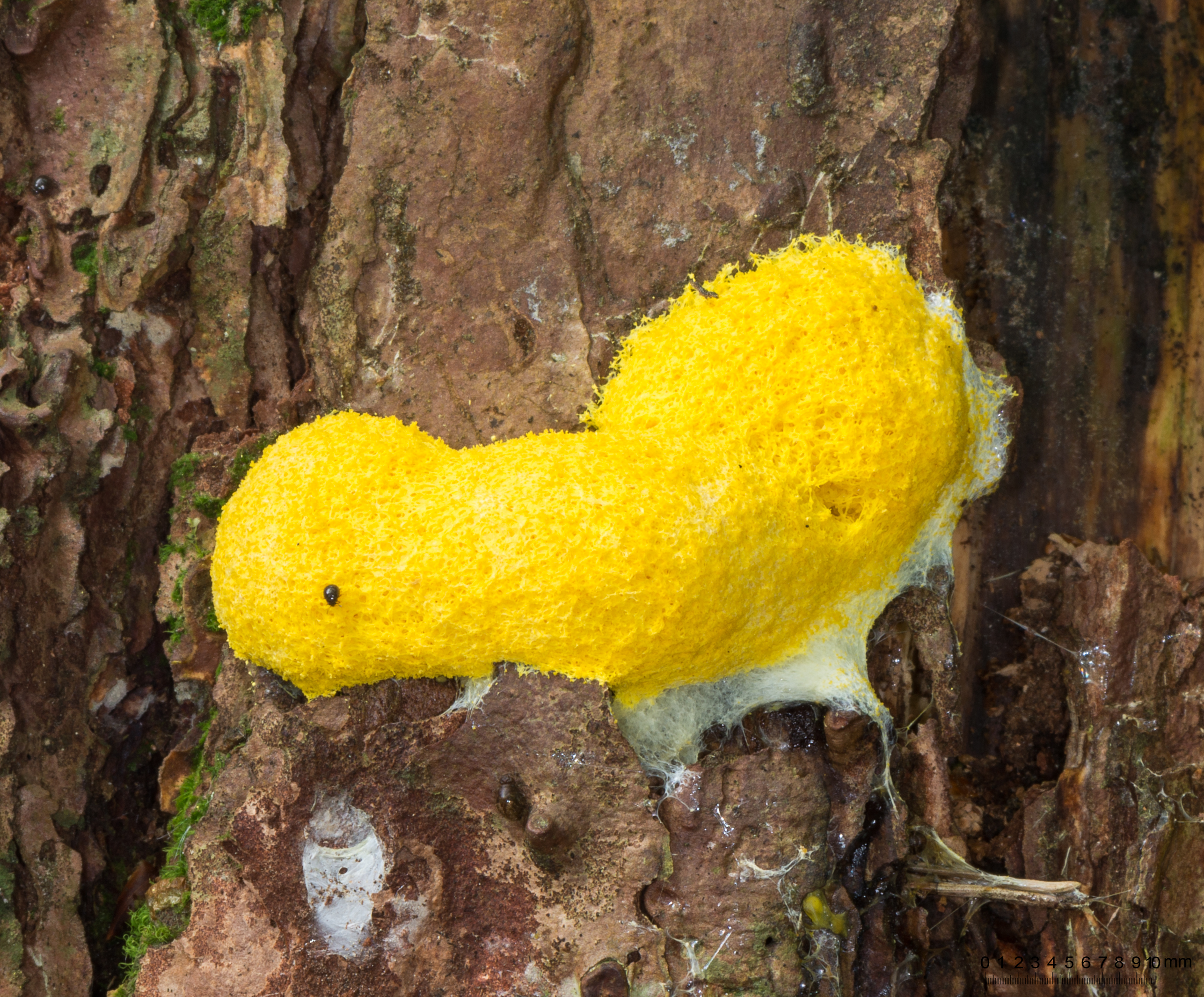
Gelbe Lohblüte (Fuligo septica)
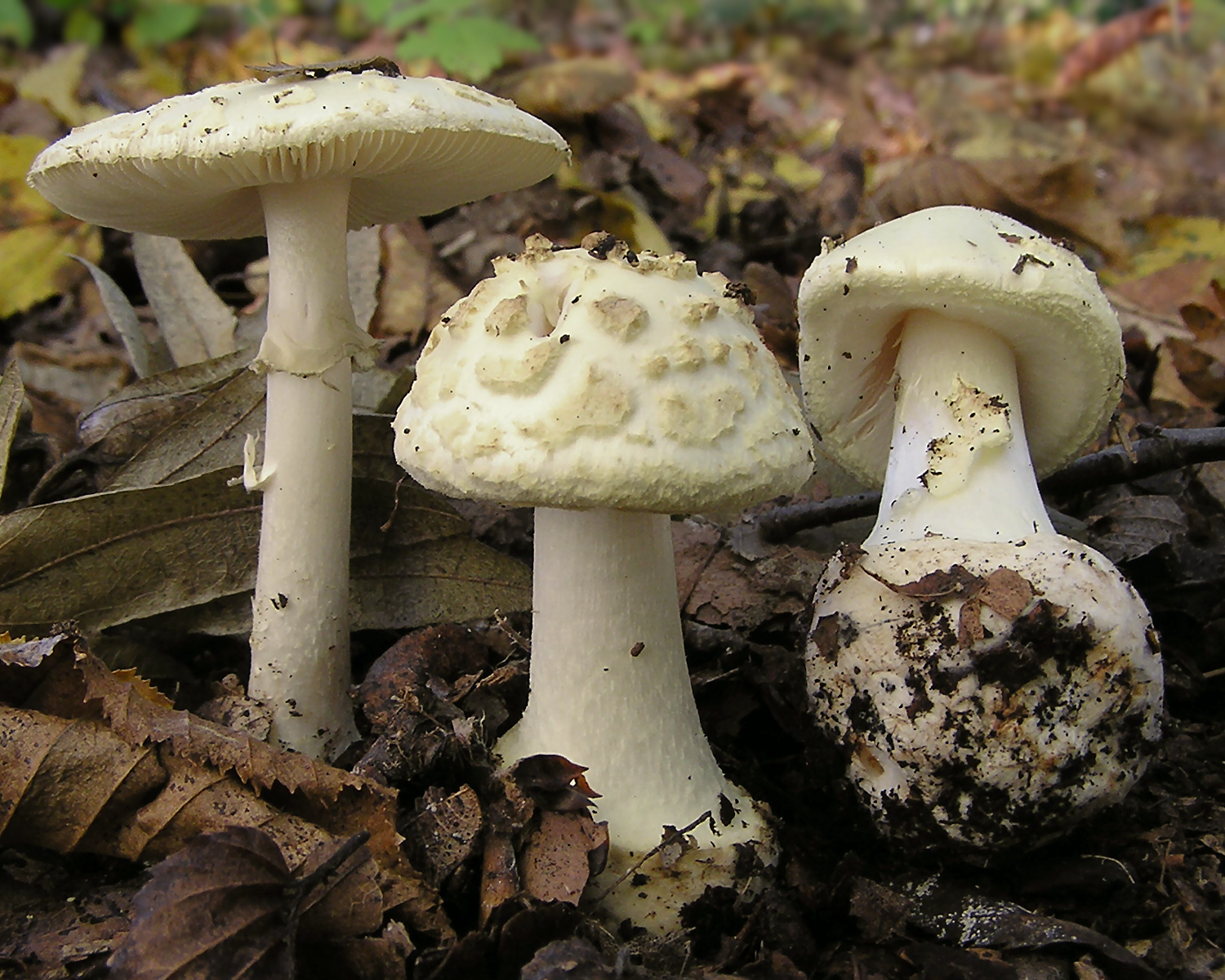
Gelber Knollenblätterpilz (Amanita citrina)
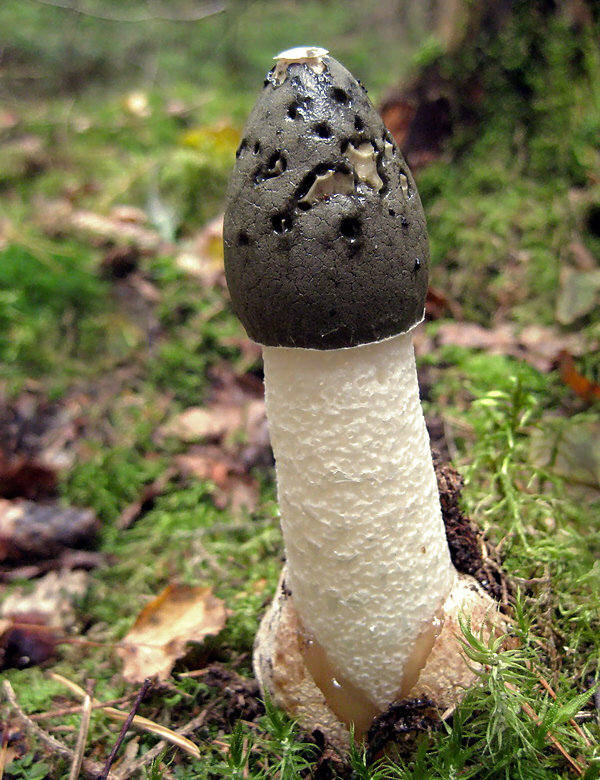
Gemeine Stinkmorchel (Phallus impudicus)
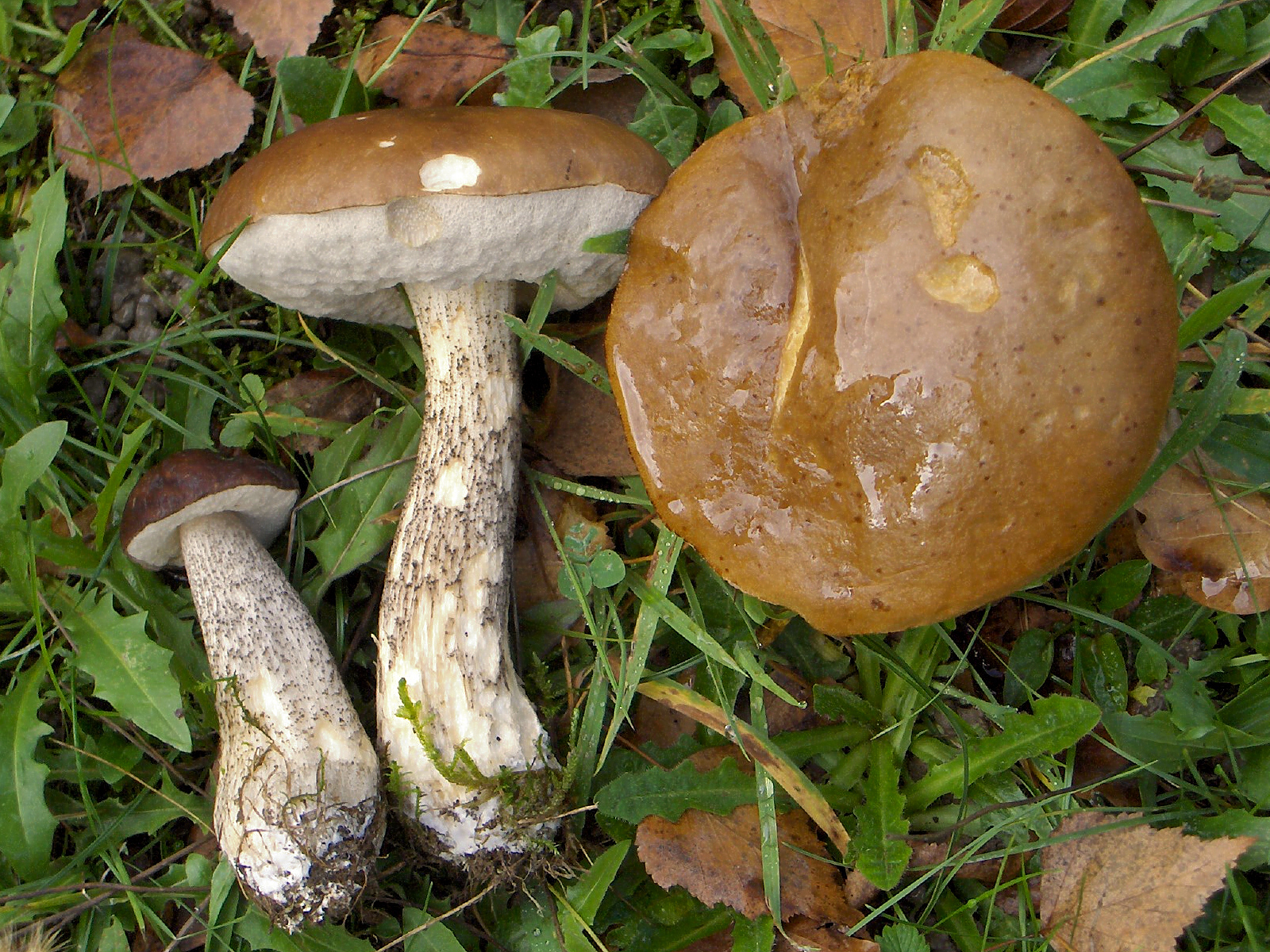
Gemeiner Birkenpilz (Leccinum scabrum)
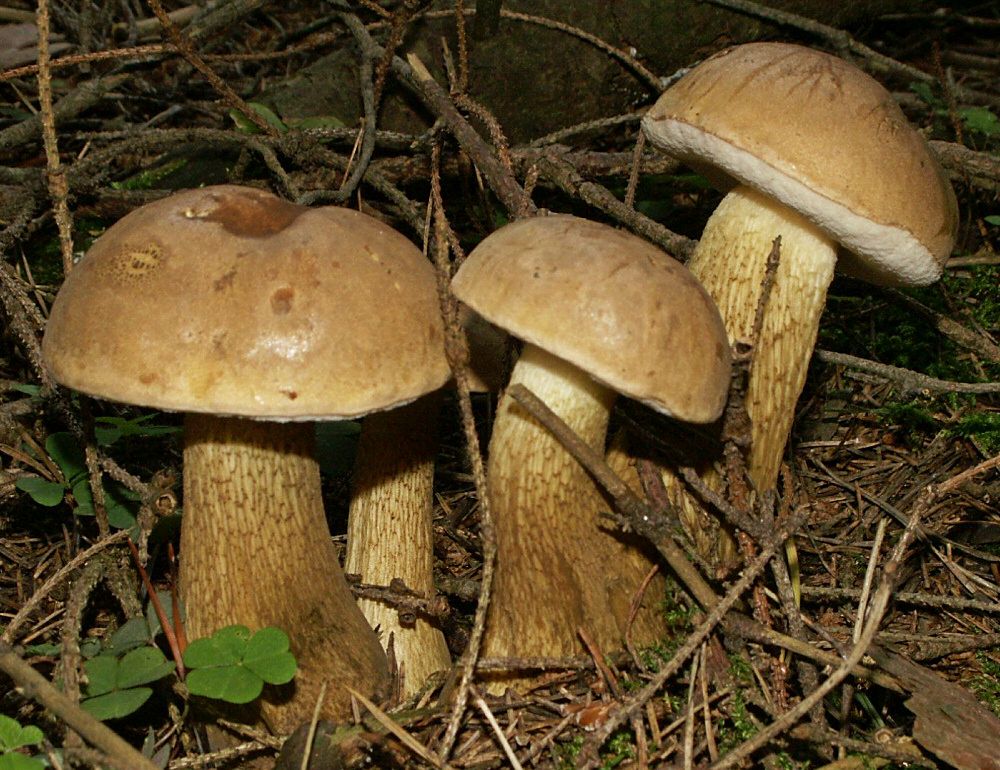
Gemeiner Gallenröhrling (Tylopilus felleus)
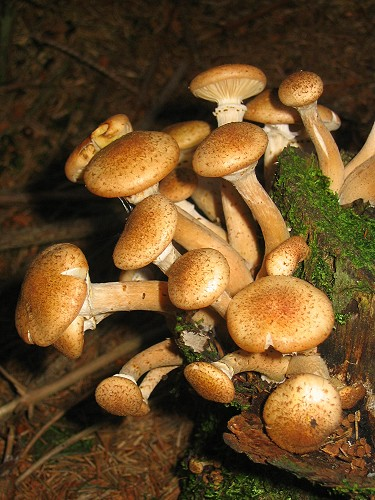
Gemeiner Hallimasch (Armillaria mellea)
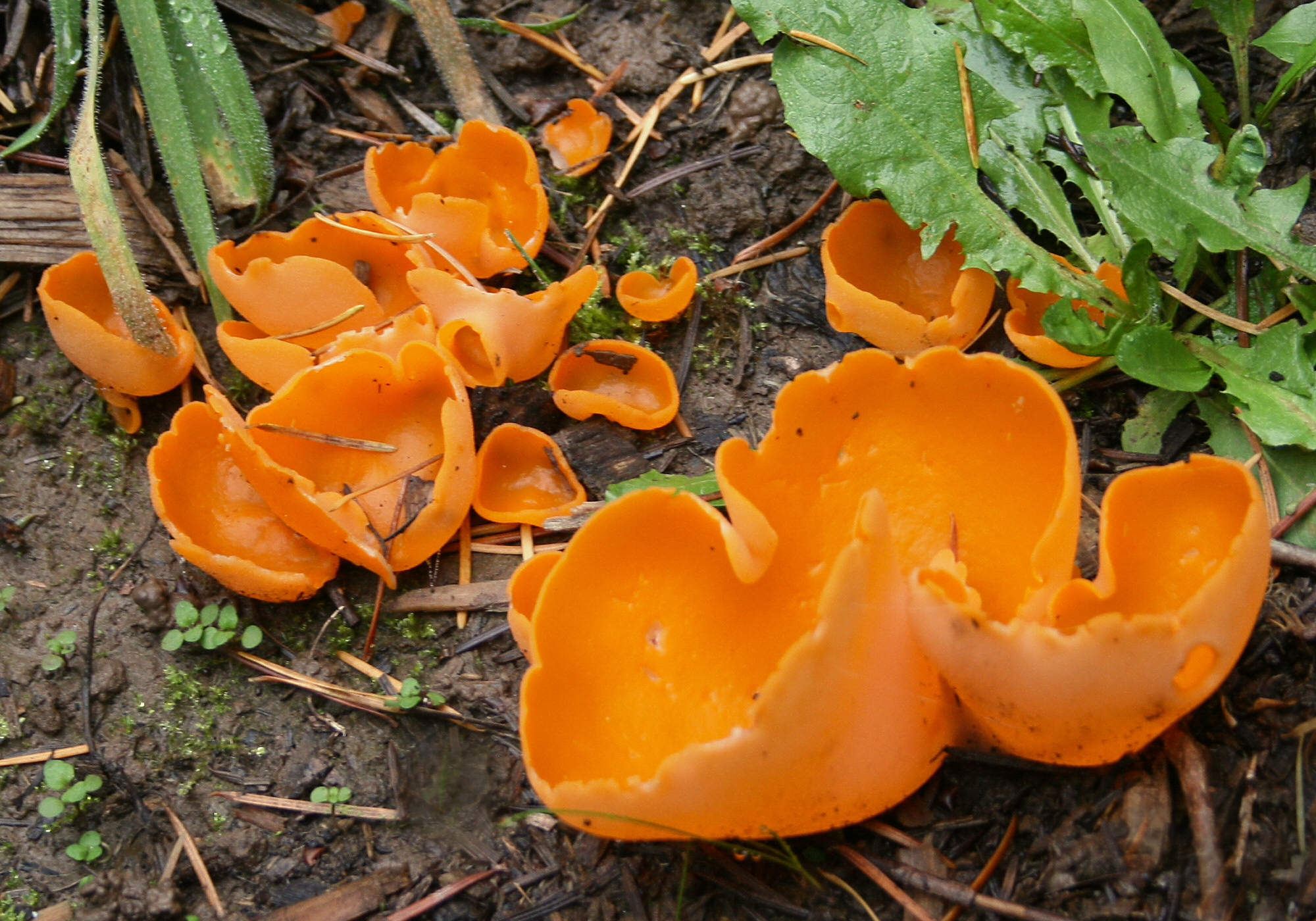
Gemeiner Orangebecherling (Aleuria aurantia)
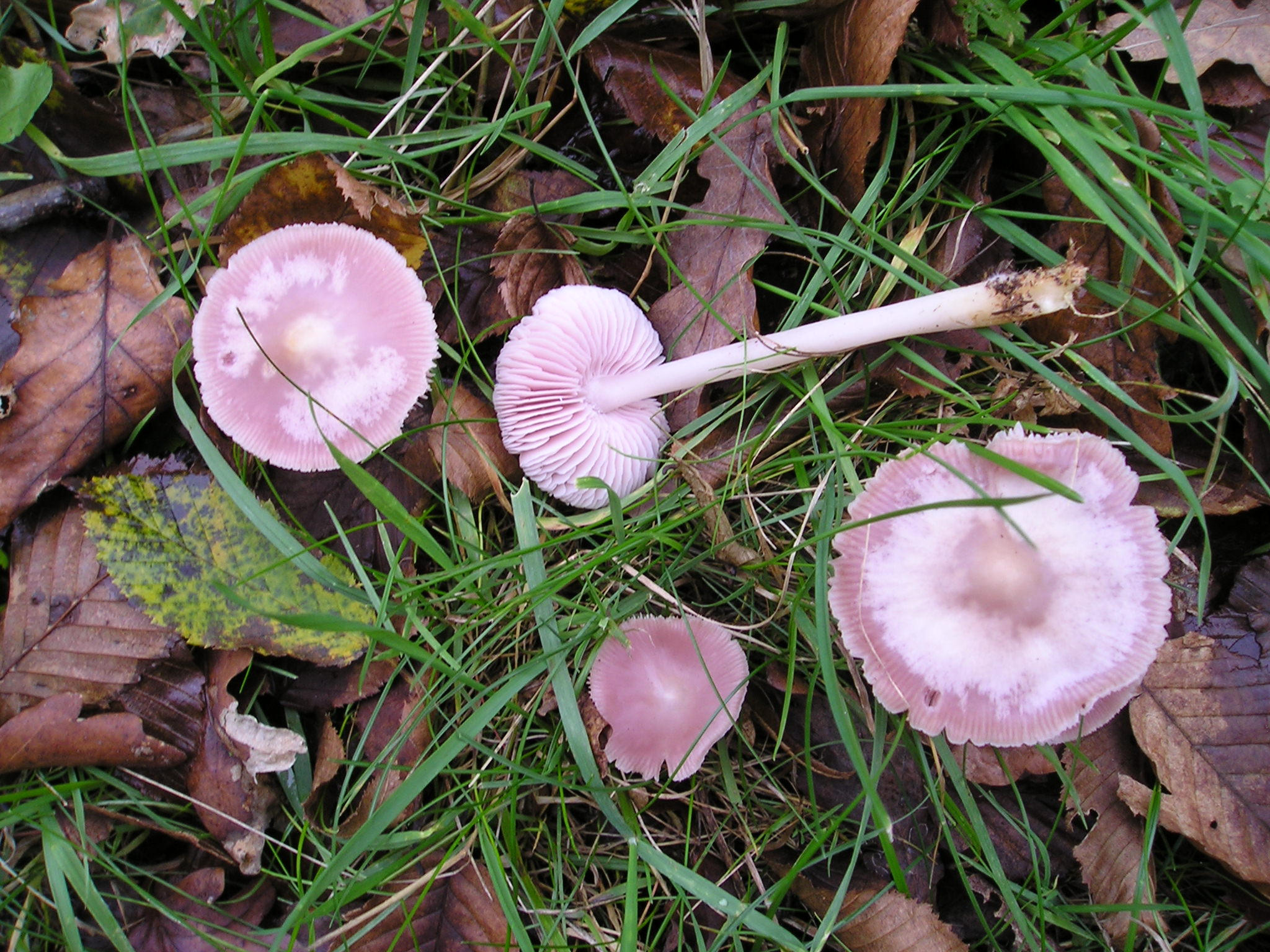
Gemeiner Rettich-Helmling (Mycena pura)
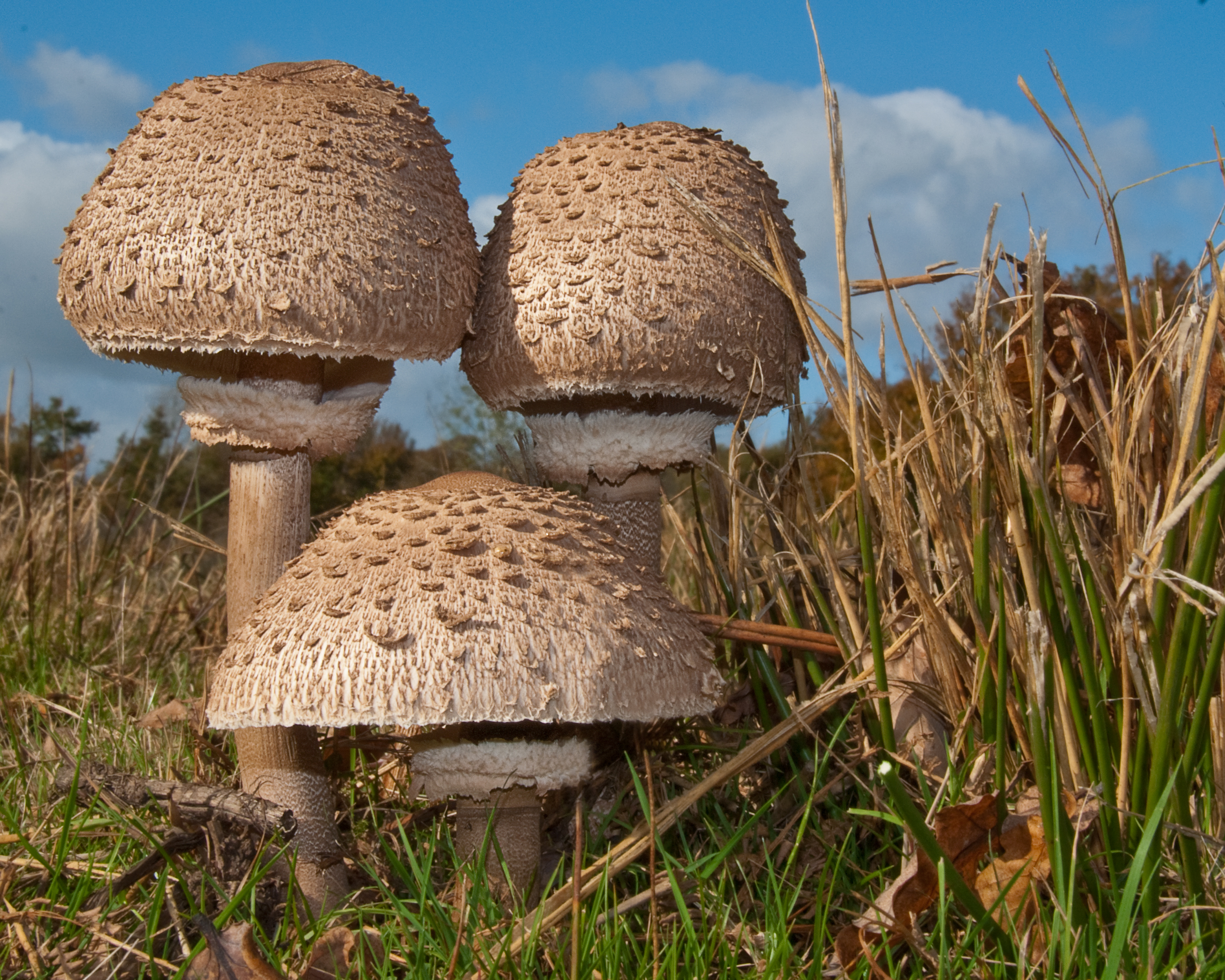
Gemeiner Riesenschirmling (Macrolepiota procera)
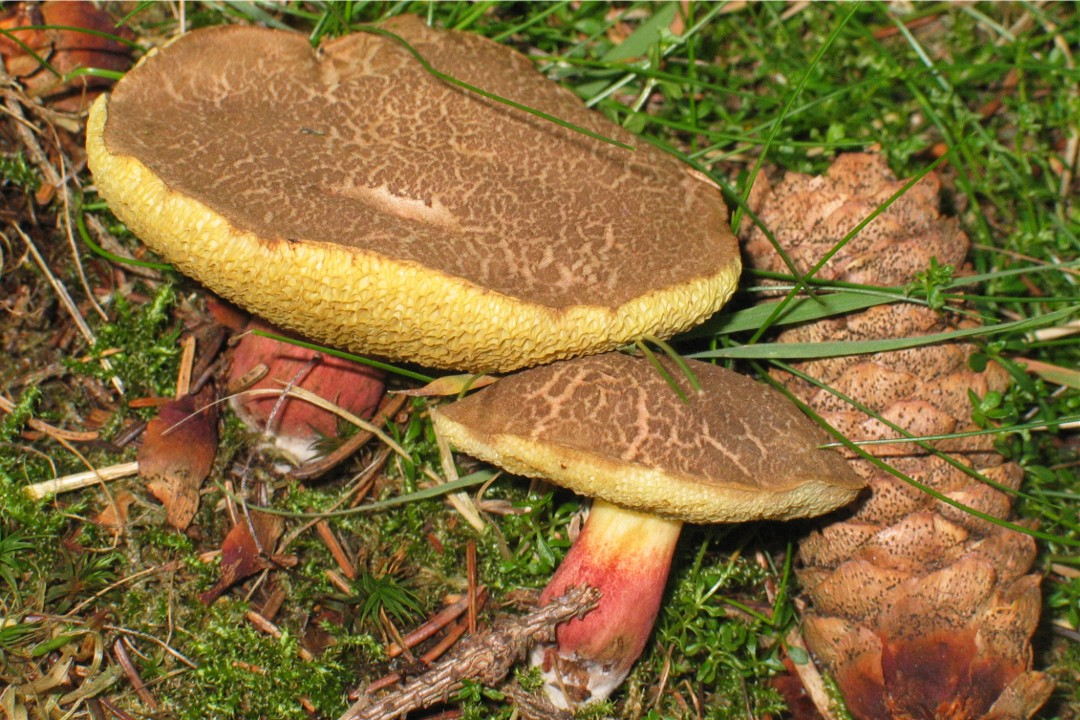
Gemeiner Rotfußröhrling (Xerocomellus chrysenteron)
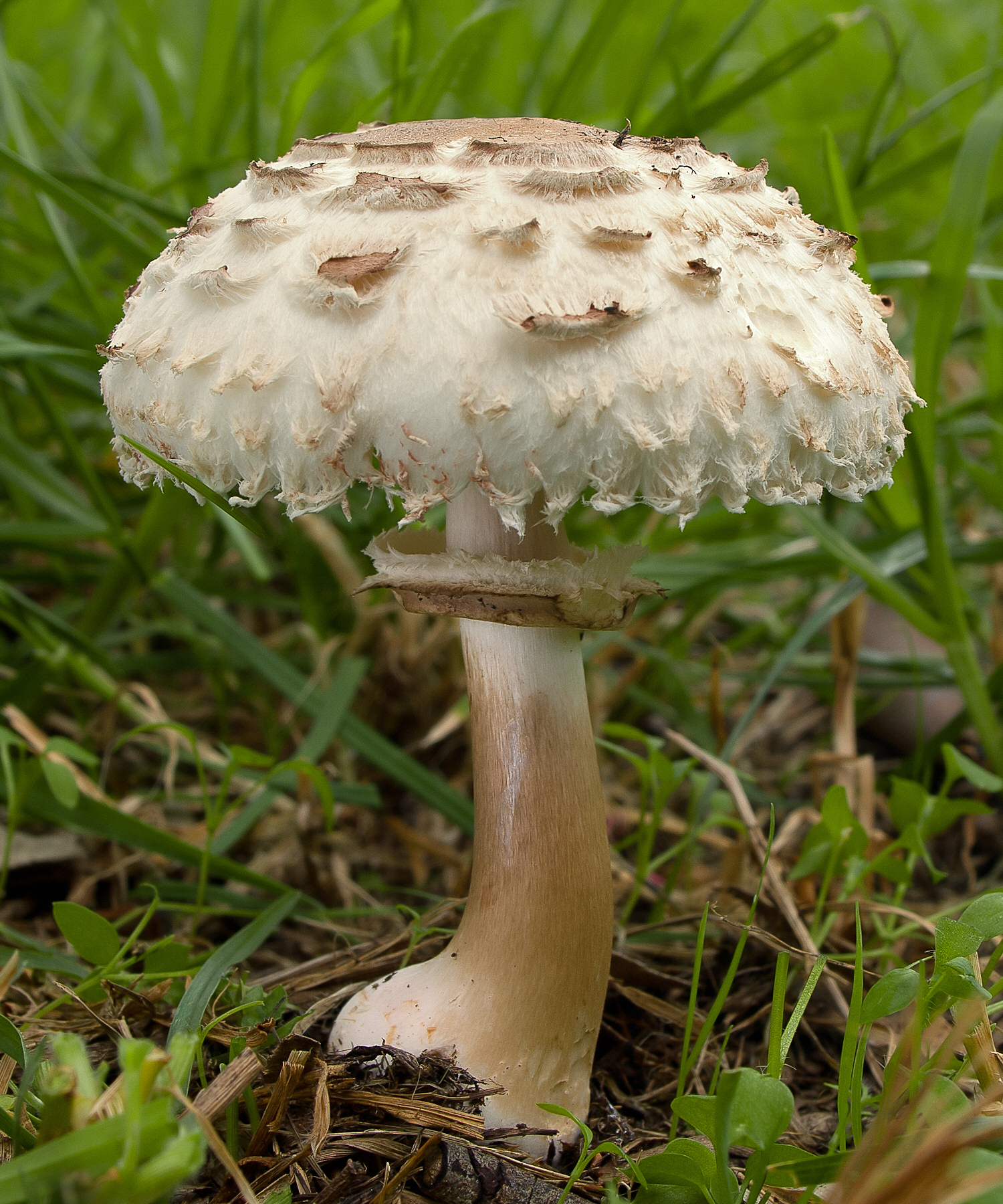
Gemeiner Safranschirmling (Chlorophyllum rachodes)
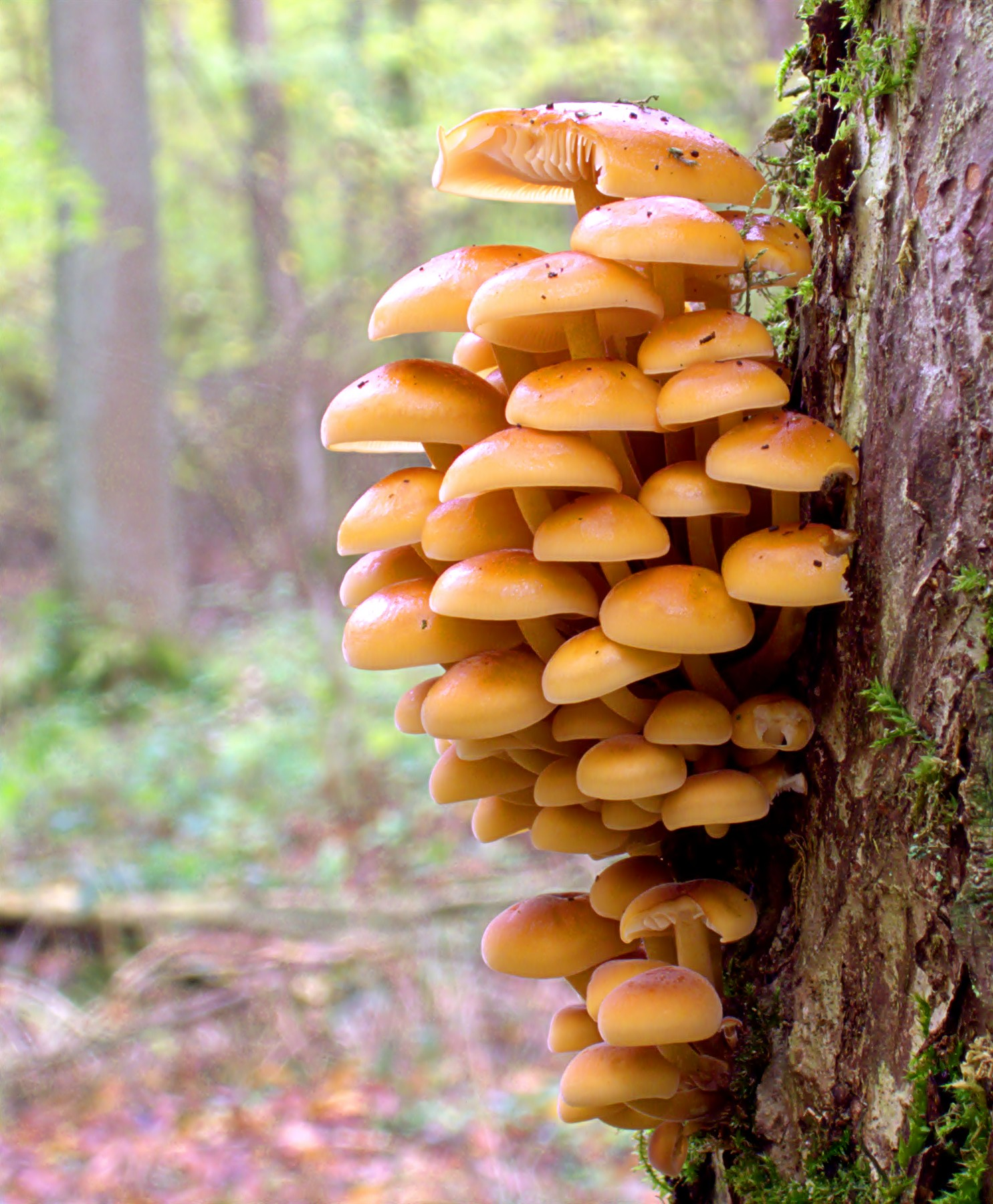
Gemeiner Samtfußrübling (Flammulina velutipes)
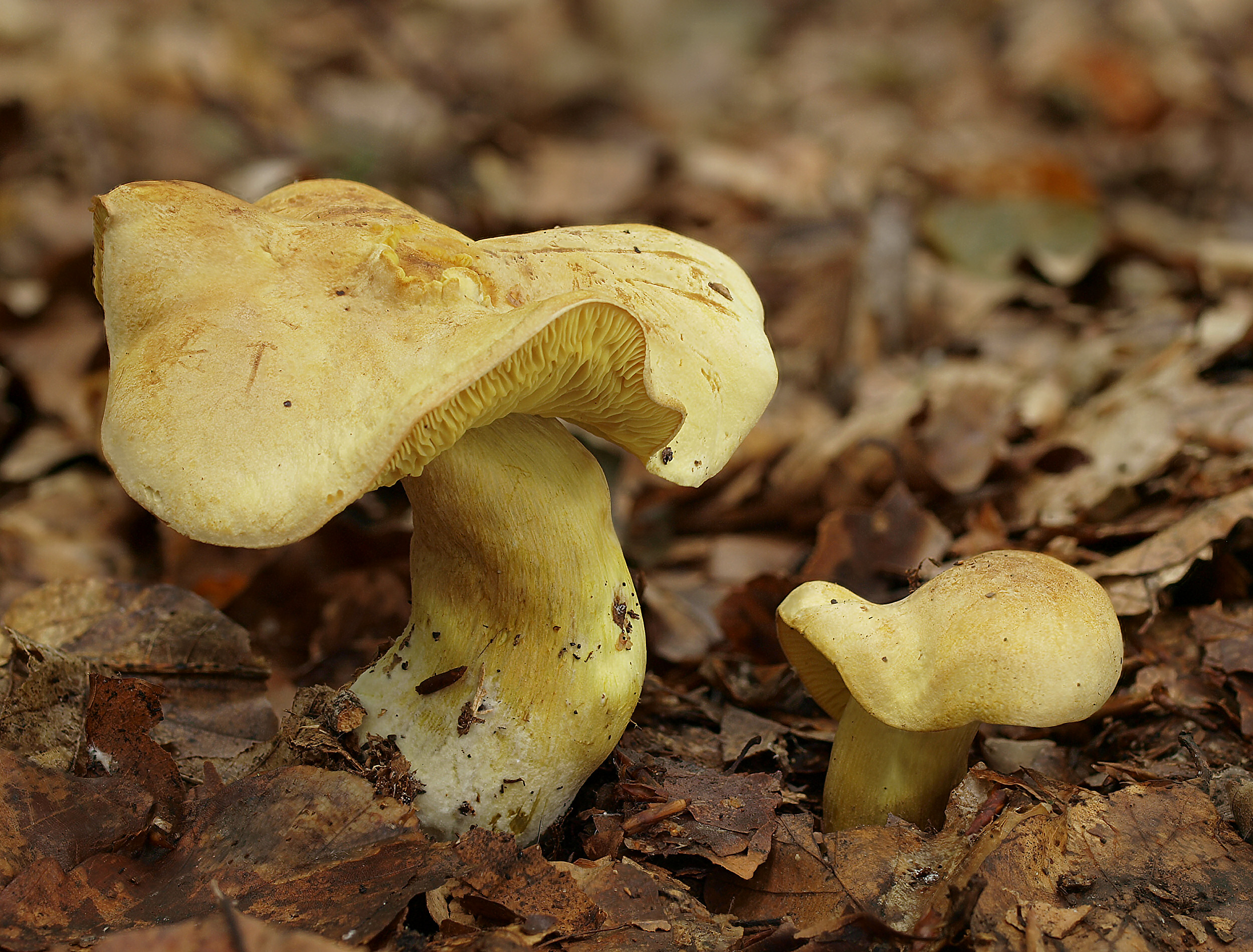
Gemeiner Schwefel-Ritterling (Tricholoma sulphureum)
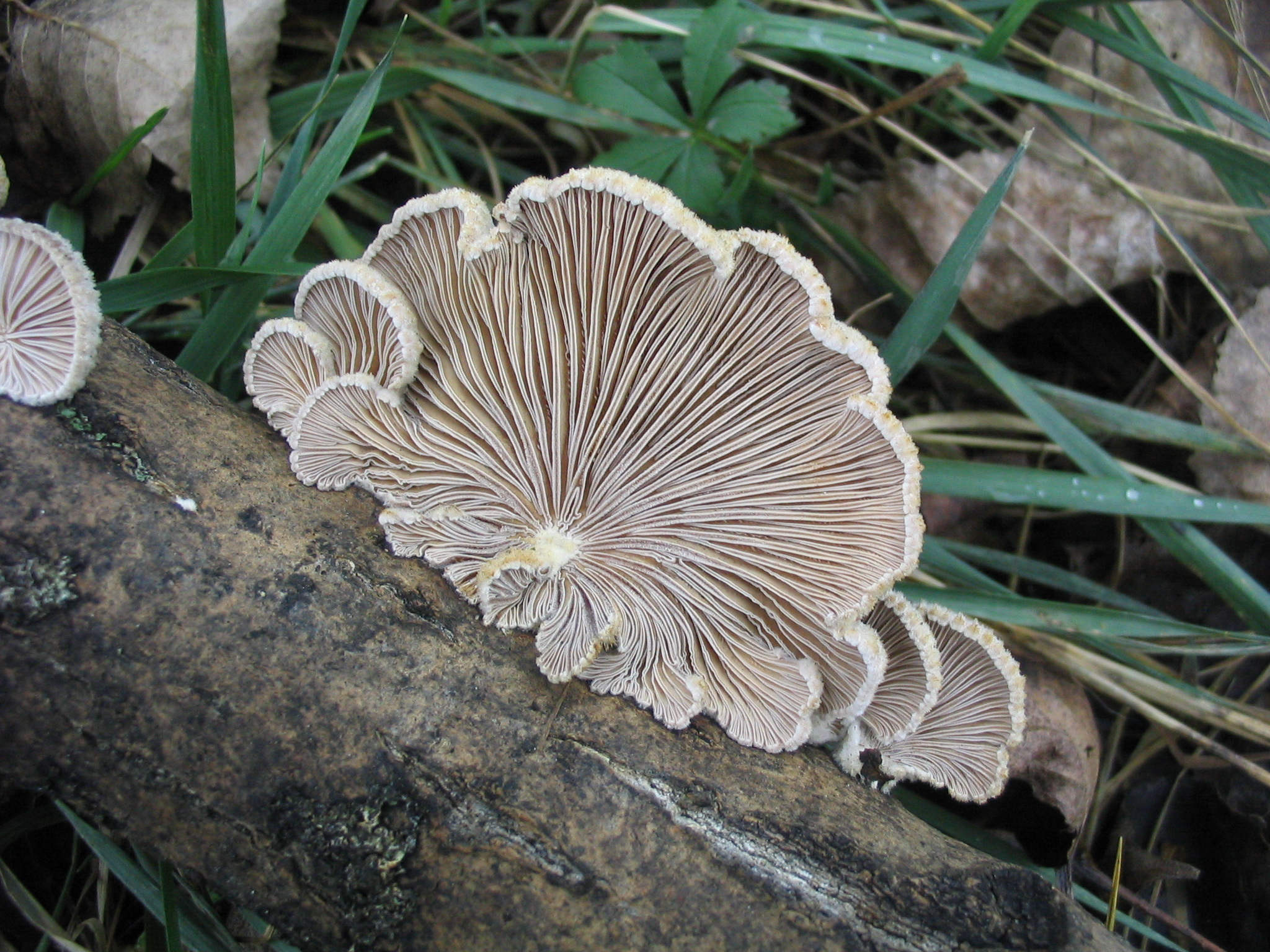
Gemeiner Spaltblättling (Schizophyllum commune)
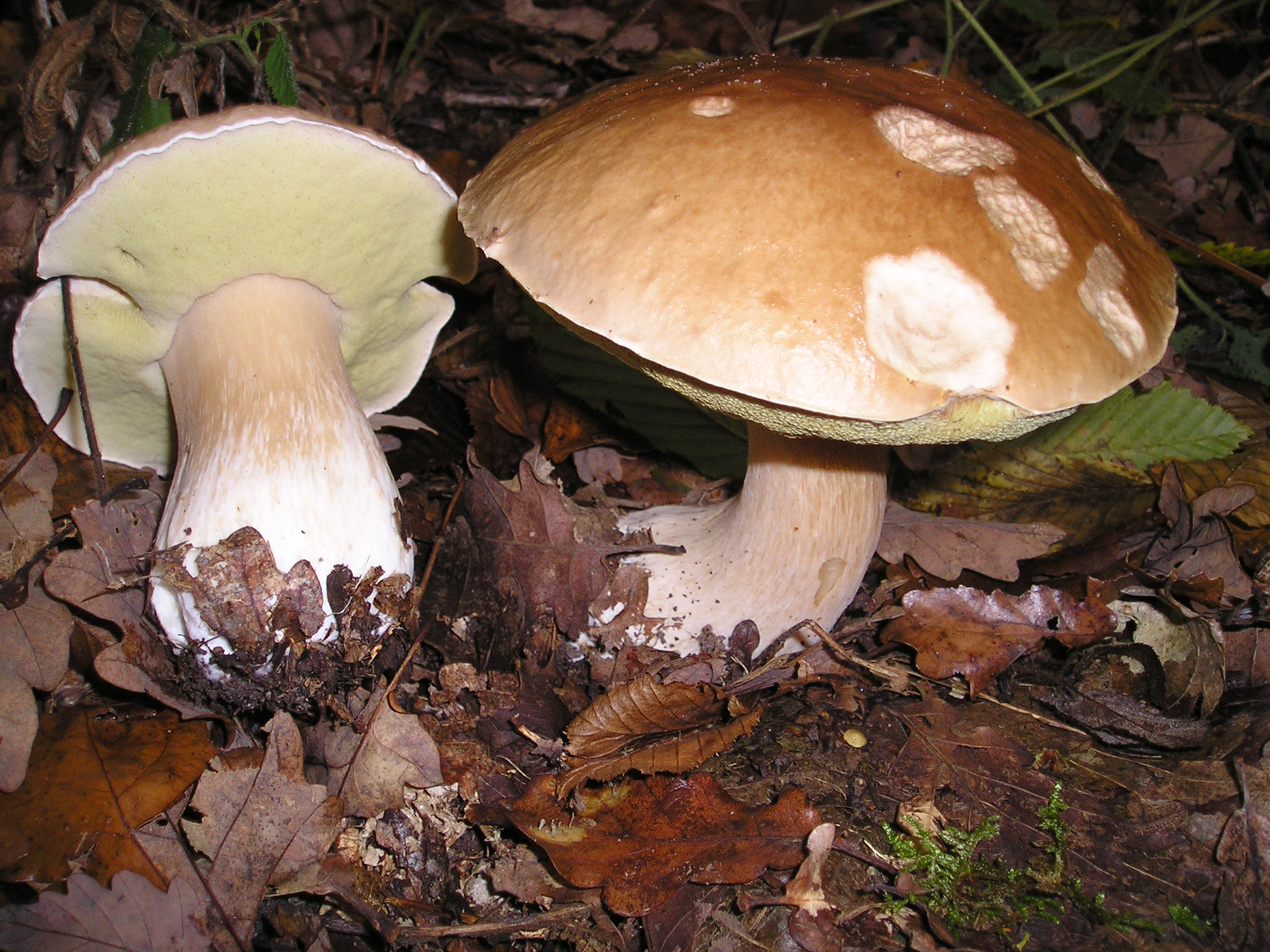
Gemeiner Steinpilz (Boletus edulis)
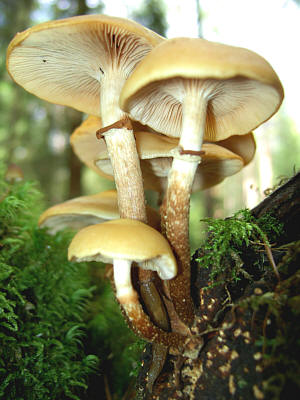
Gemeines Stockschwämmchen (Kuehneromyces mutabilis)
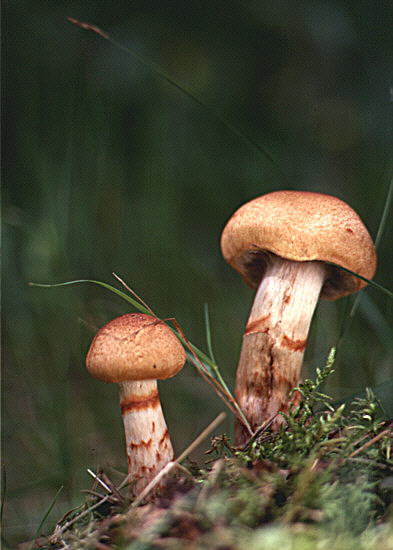
Geschmückter Gürtelfuß (Cortinarius armillatus)
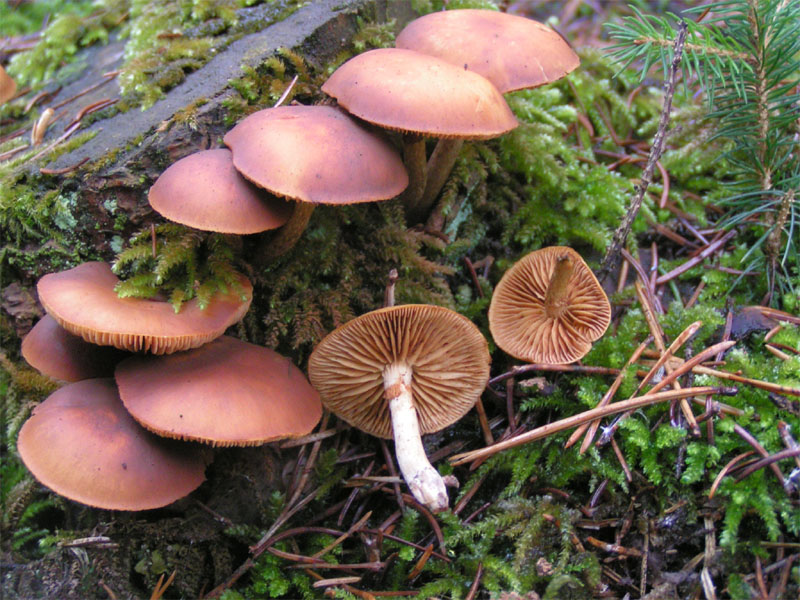
Gift-Häubling (Galerina marginata)
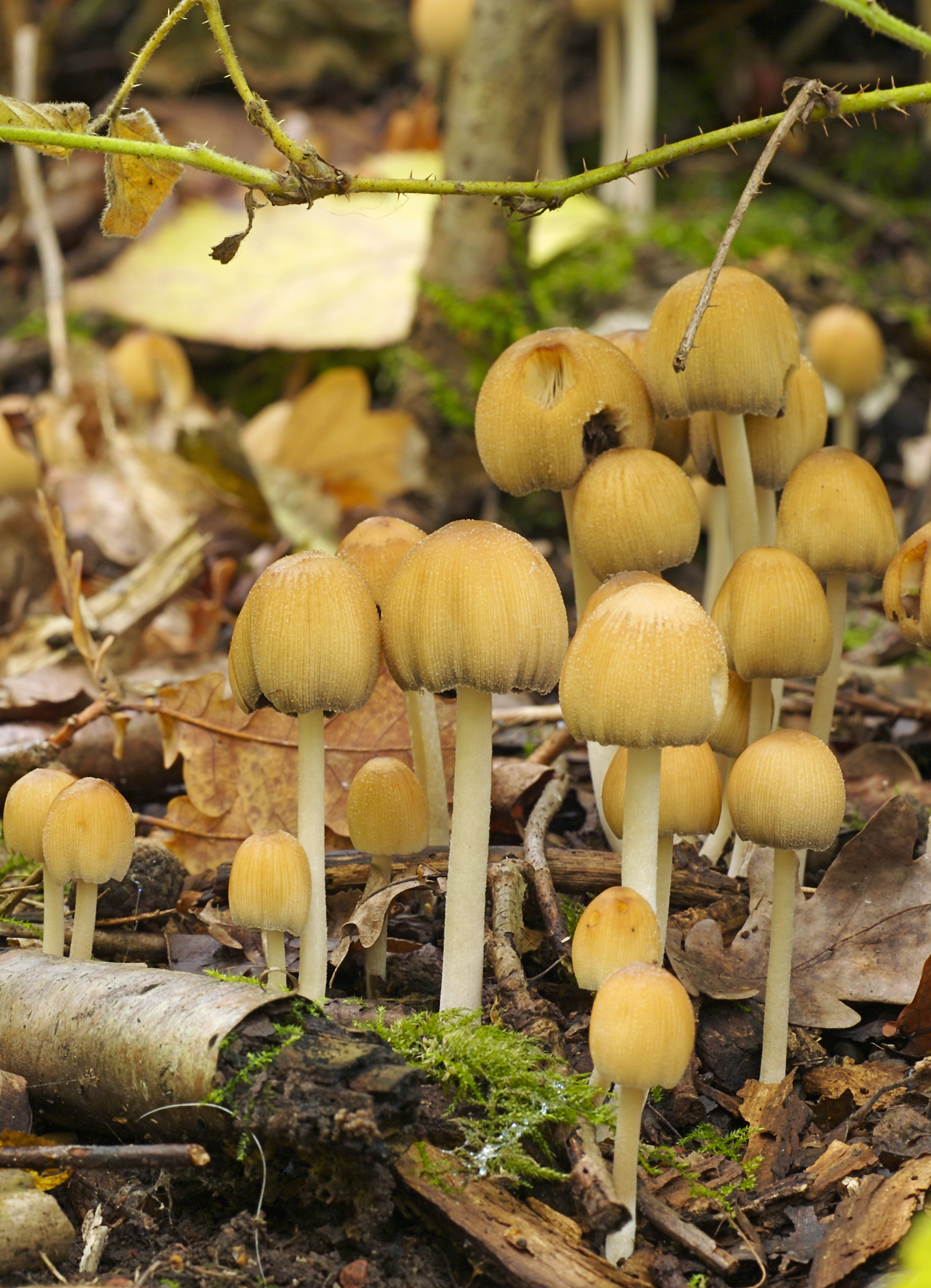
Glimmer-Tintling (Coprinus micaceus)
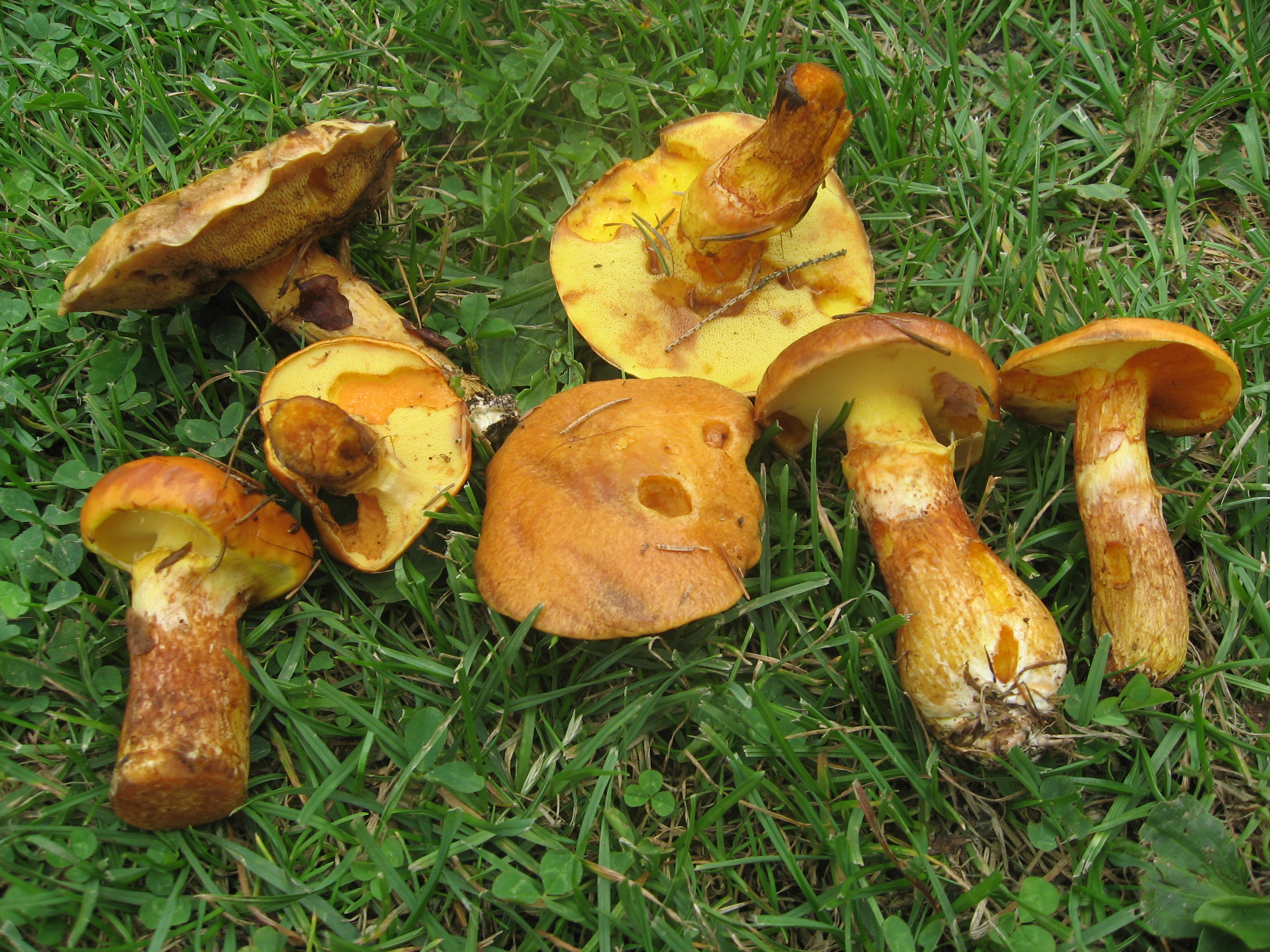
Gold-Röhrling (Suillus grevillei)
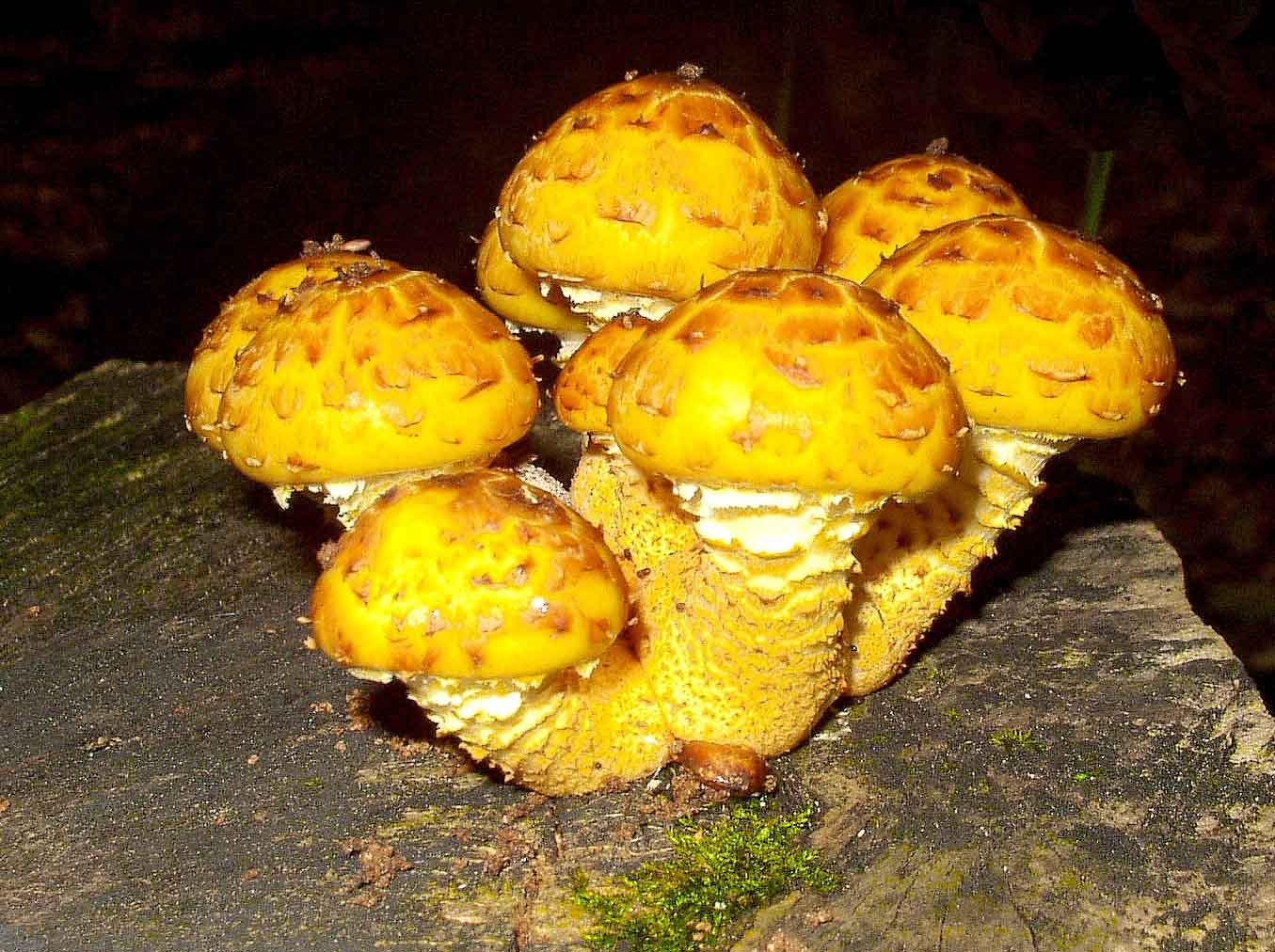
Goldfell-Schüppling (Pholiota aurivellus)
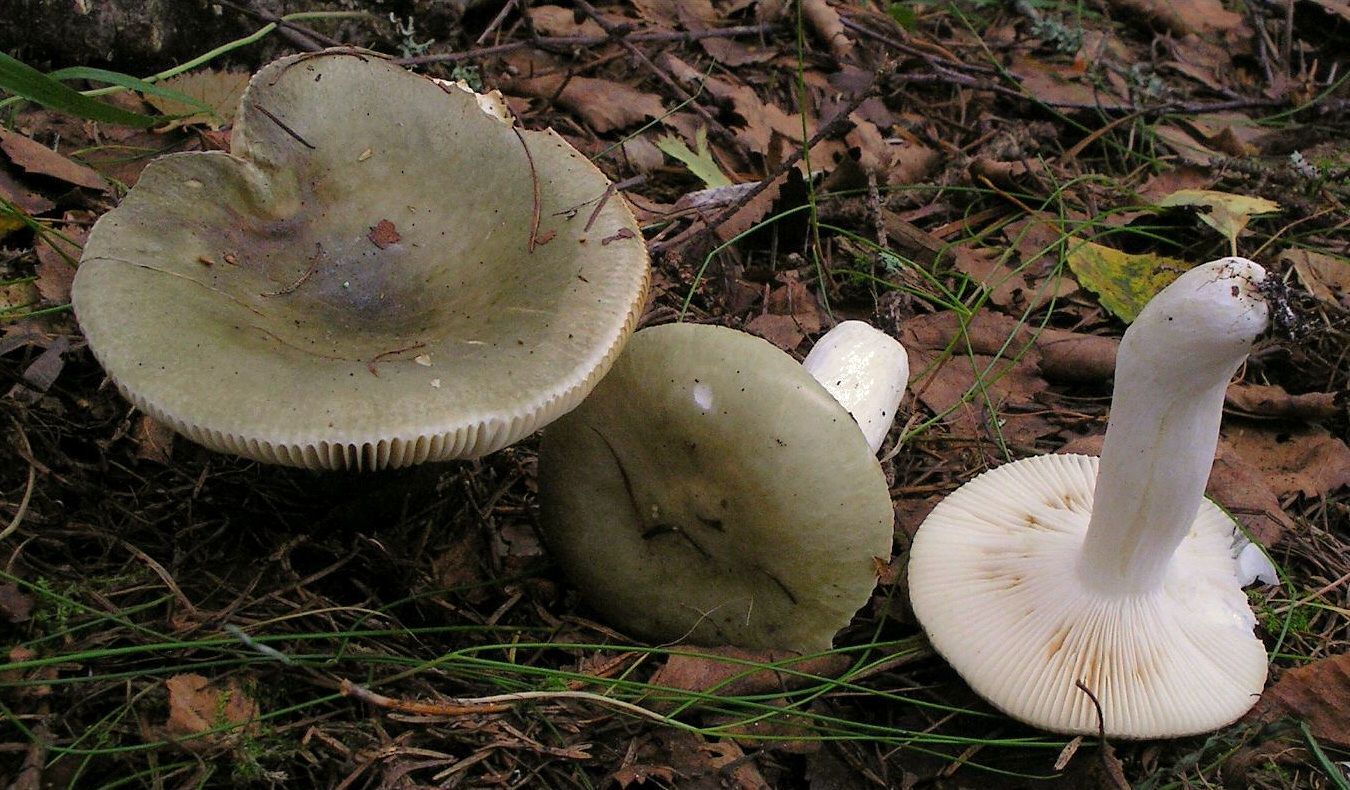
Grasgrüner Täubling (Russula aeruginea)
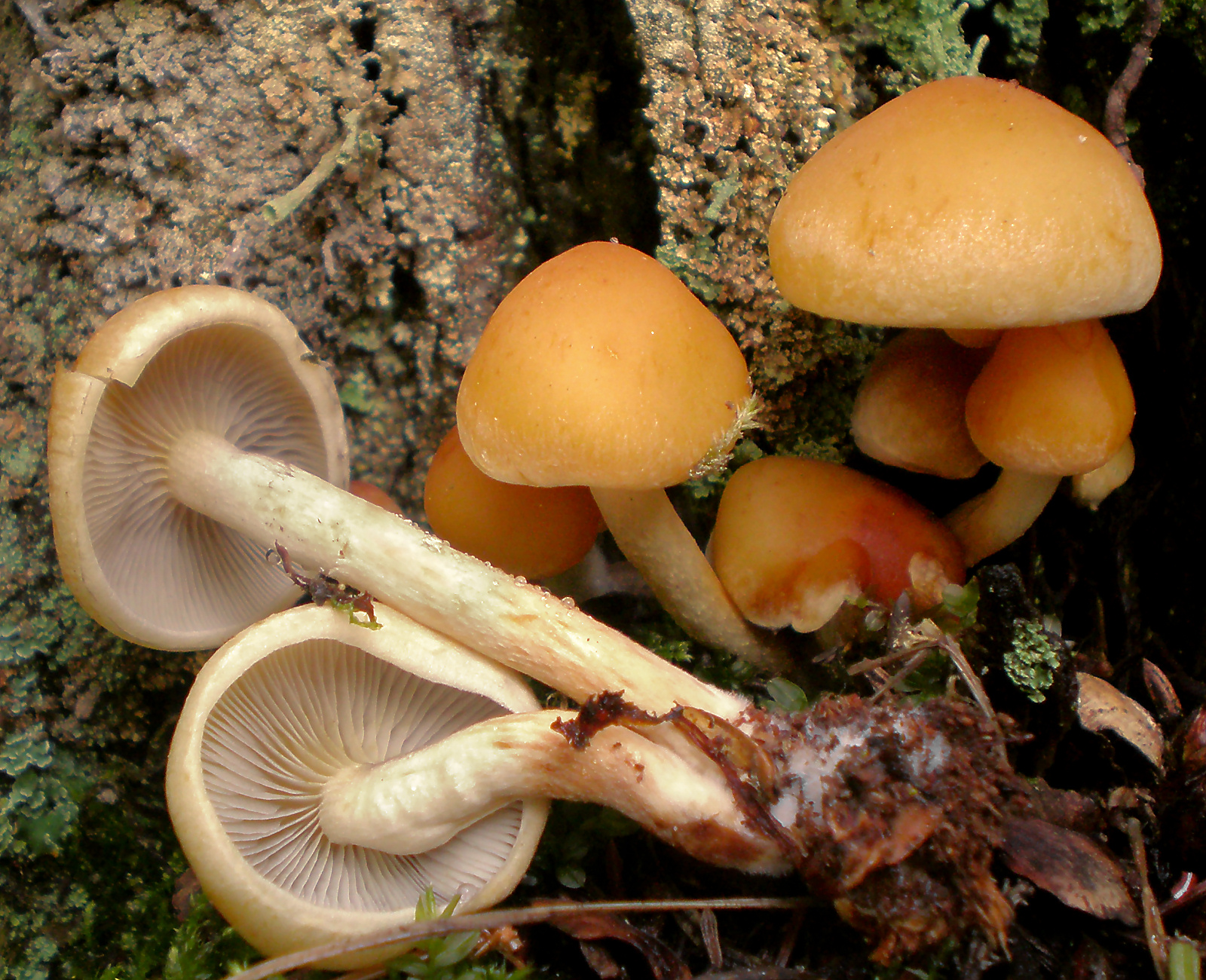
Graublättriger Schwefelkopf (Hypholoma capnoides)
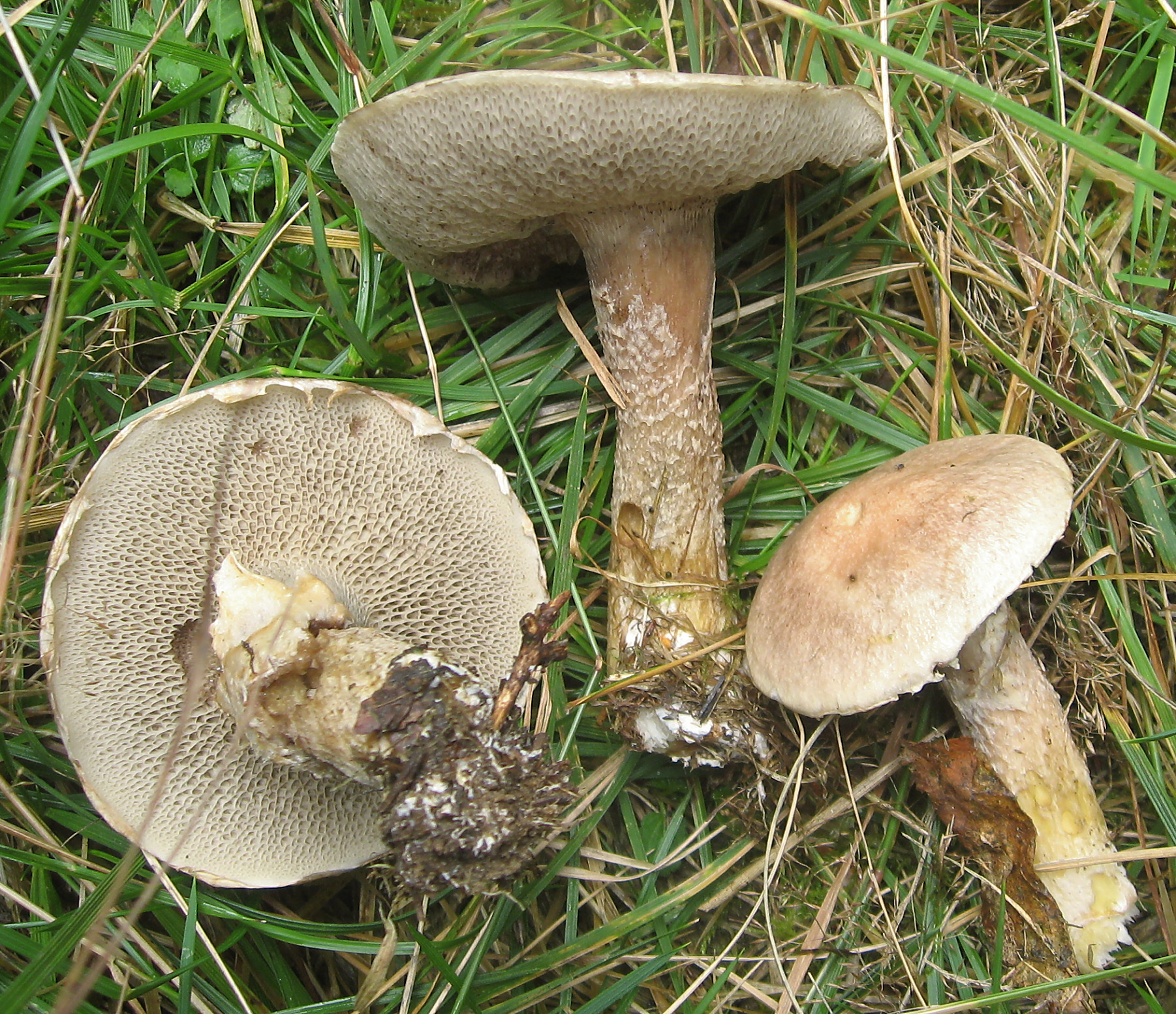
Grauer Lärchen-Röhrling (Suillus viscidus)
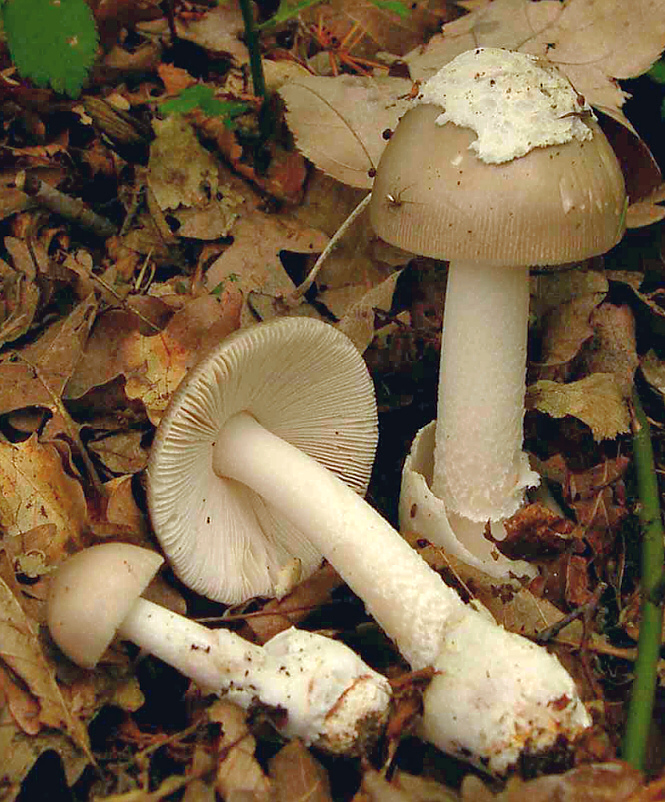
Grauer Scheidenstreifling (Amanita vaginata)
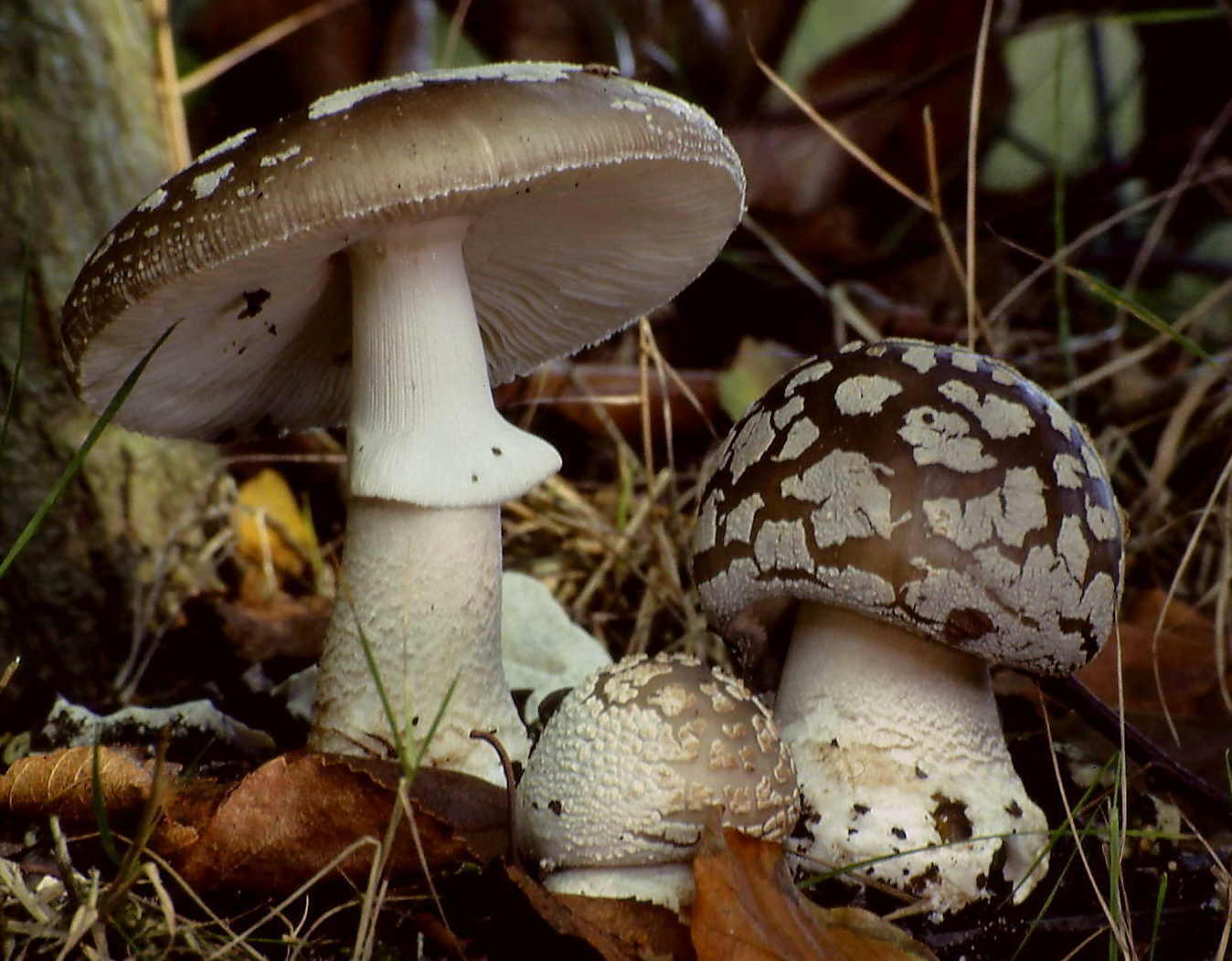
Grauer Wulstling (Amanita excelsa)
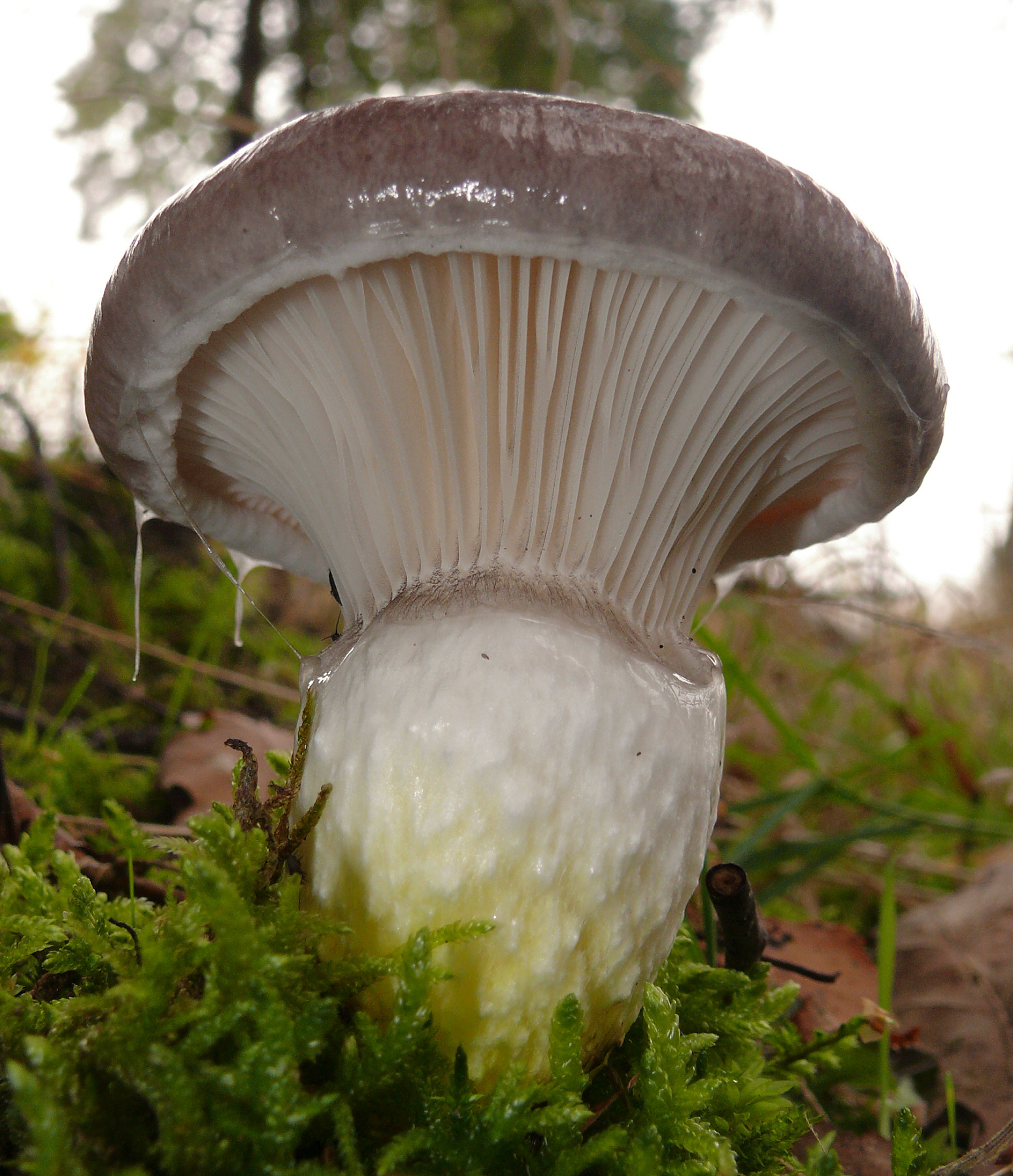
Großer Schmierling (Gomphidius glutinosus)
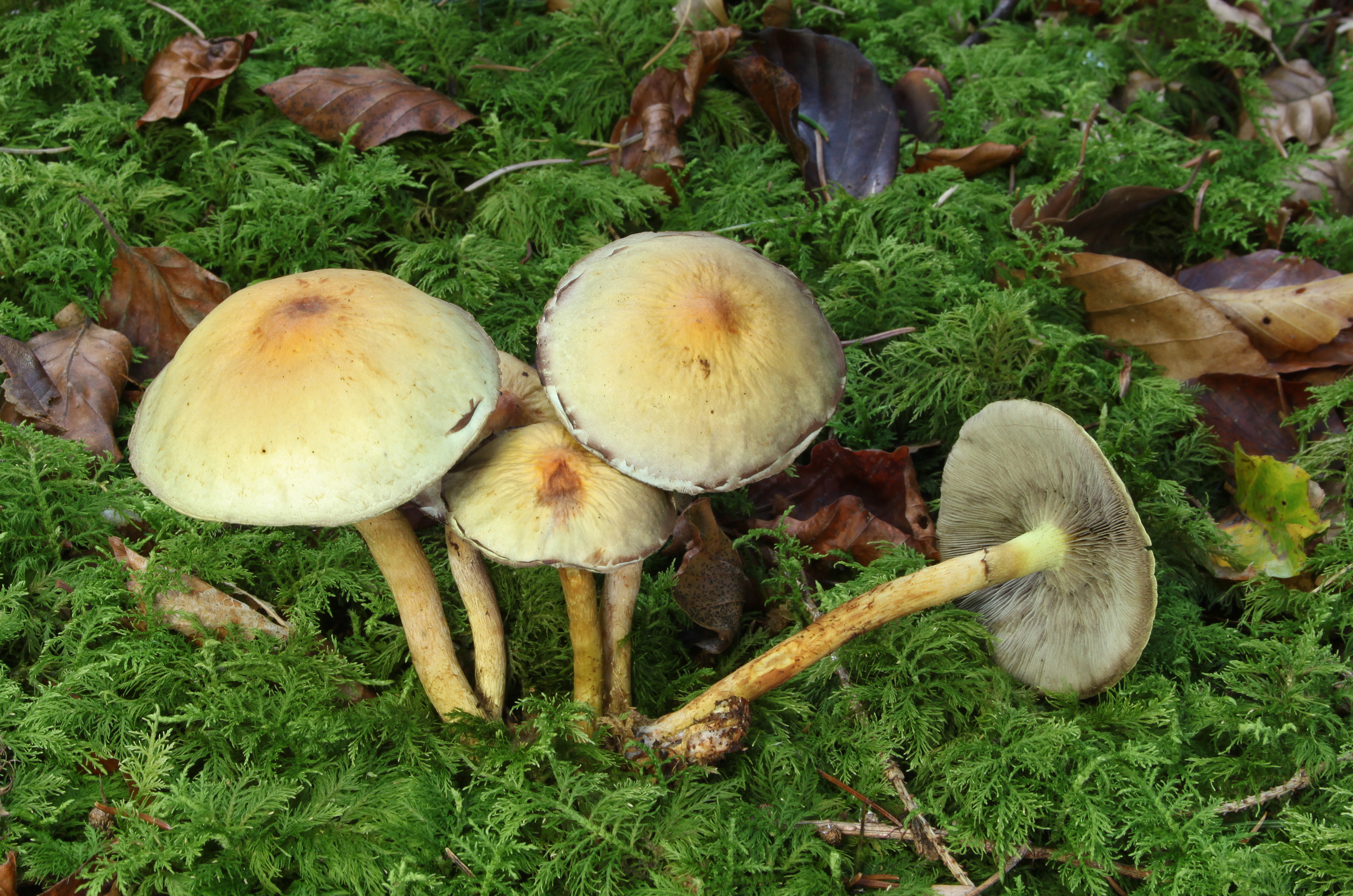
Grünblättriger Schwefelkopf (Hypholoma fasciculare)
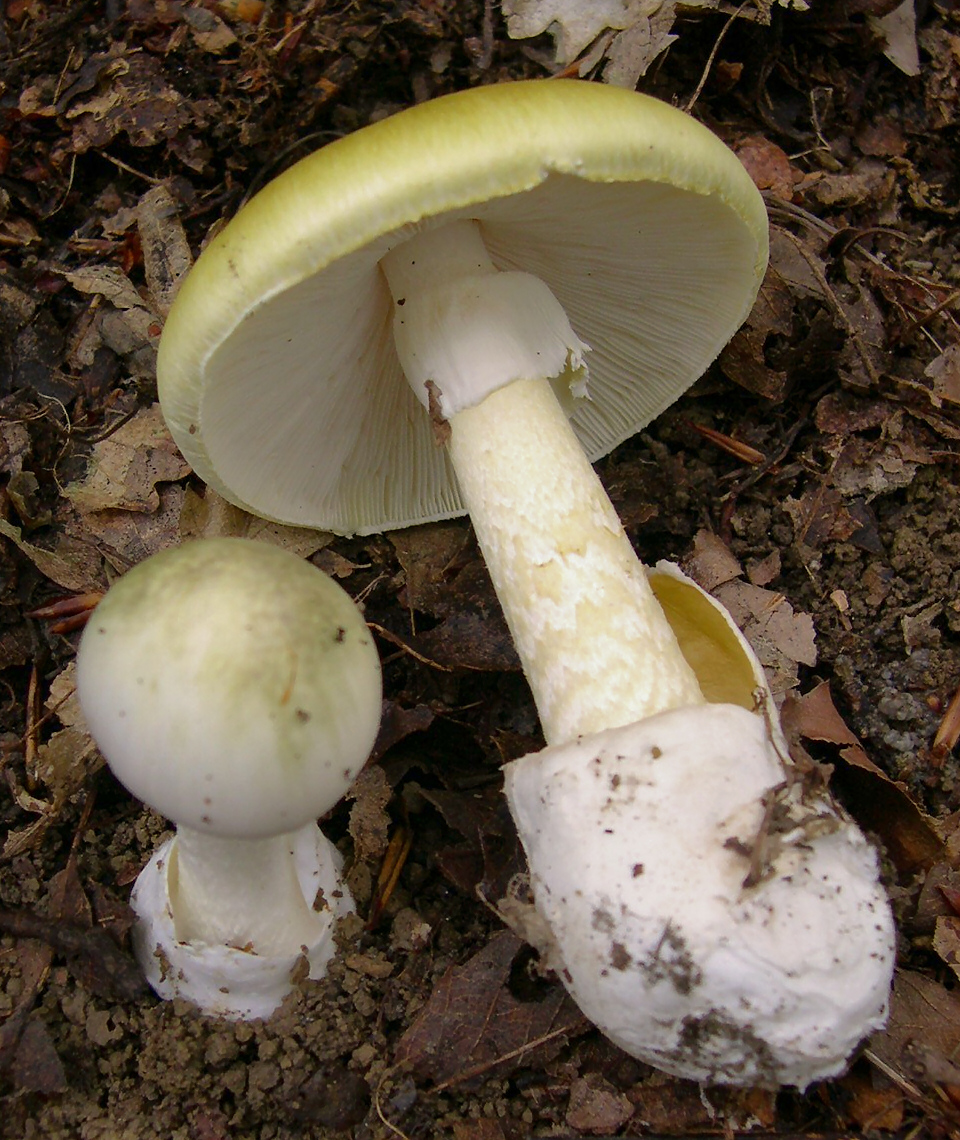
Grüner Knollenblätterpilz (Amanita phalloides)
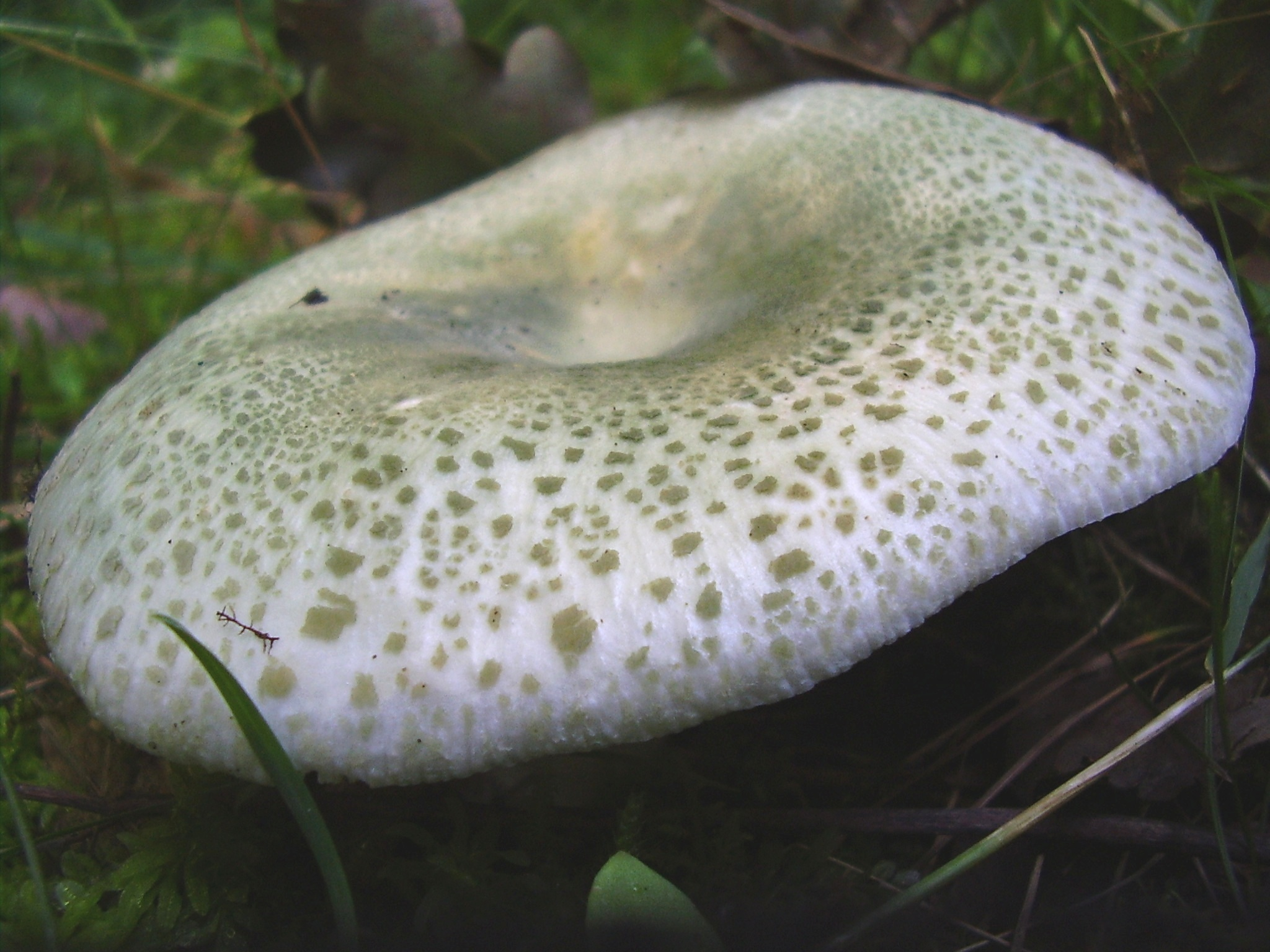
Grüngefelderter Täubling (Russula virescens)
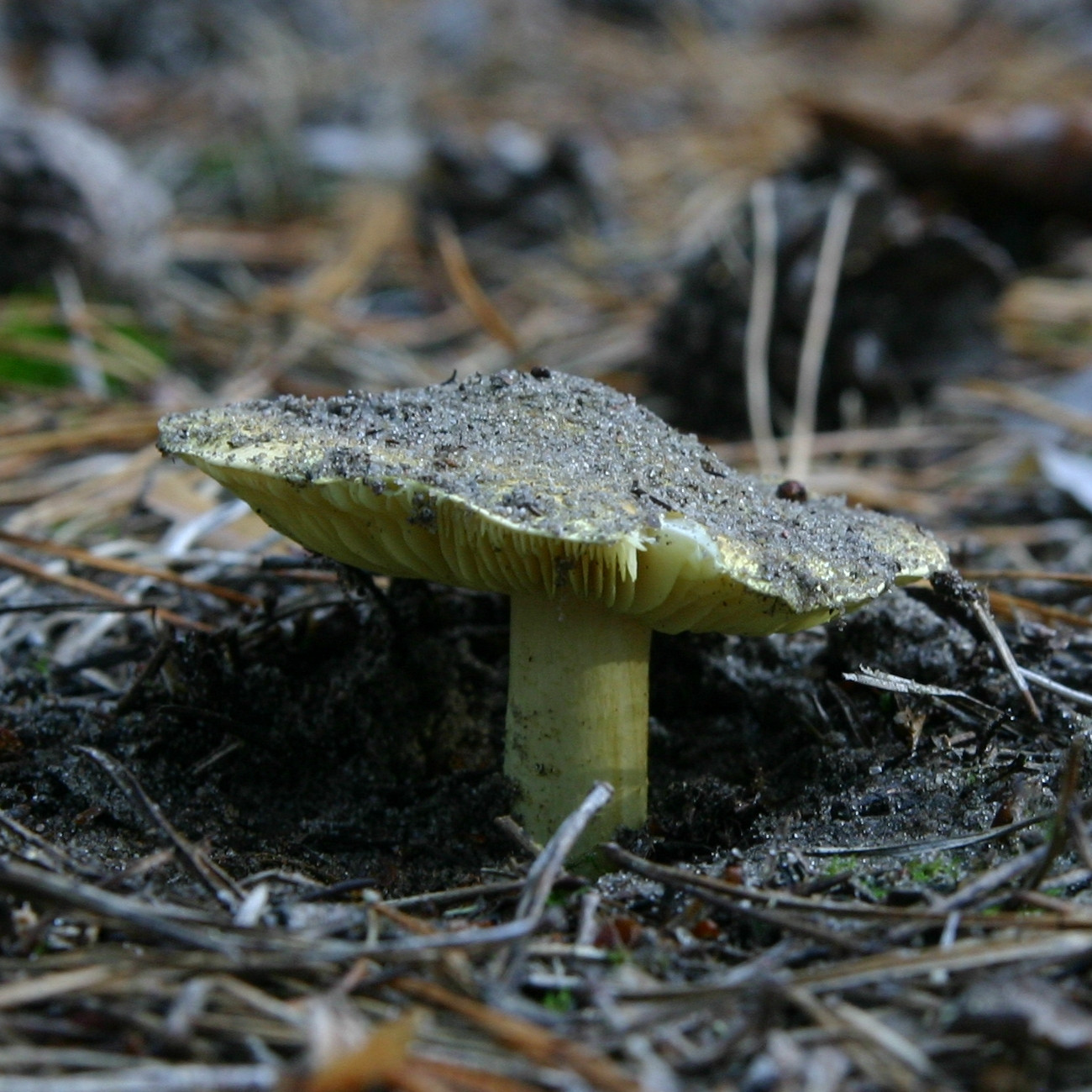
Grünling (Tricholoma equestre)
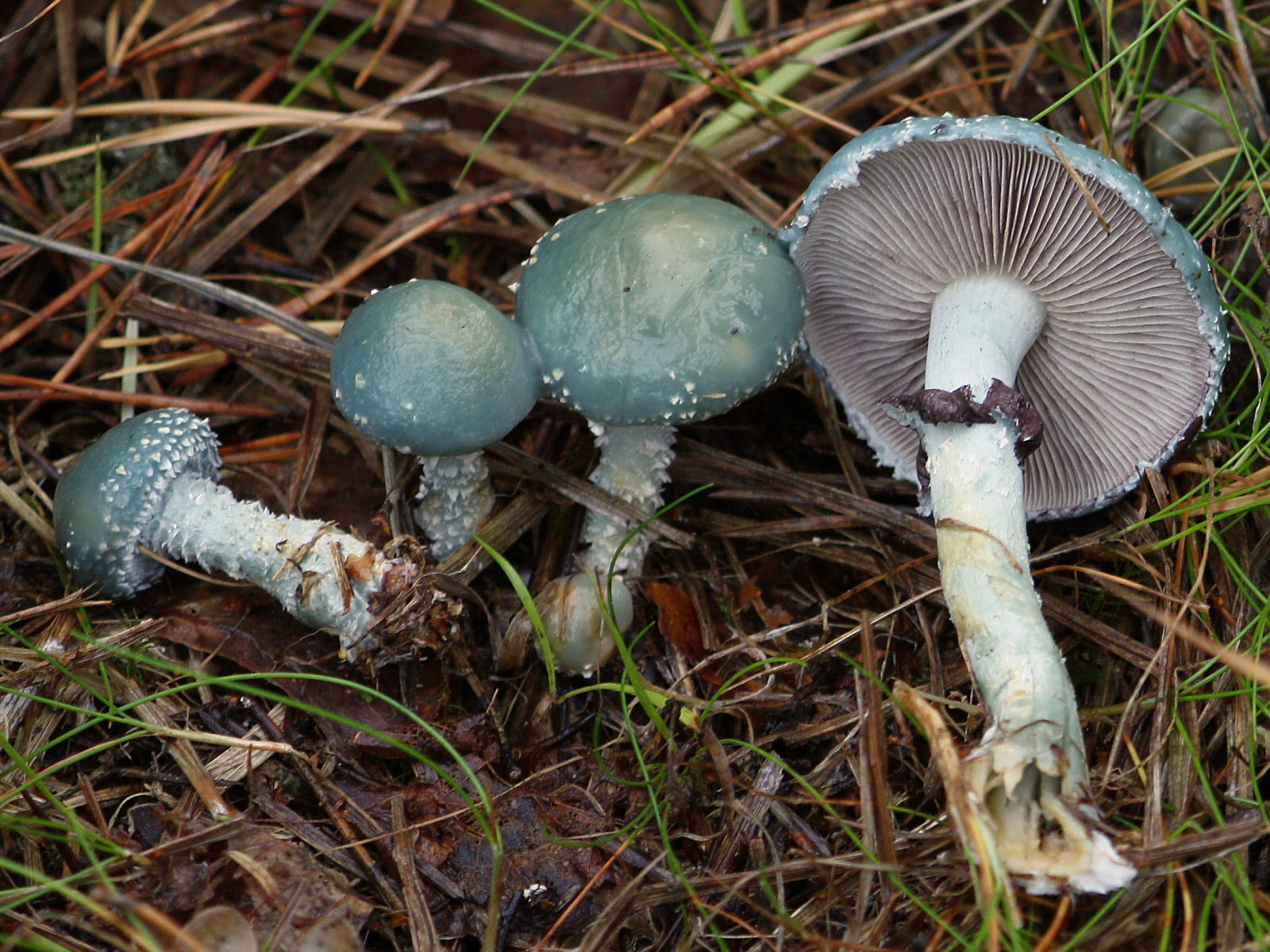
Grünspanträuschling (Stropharia aeruginosa)

## H

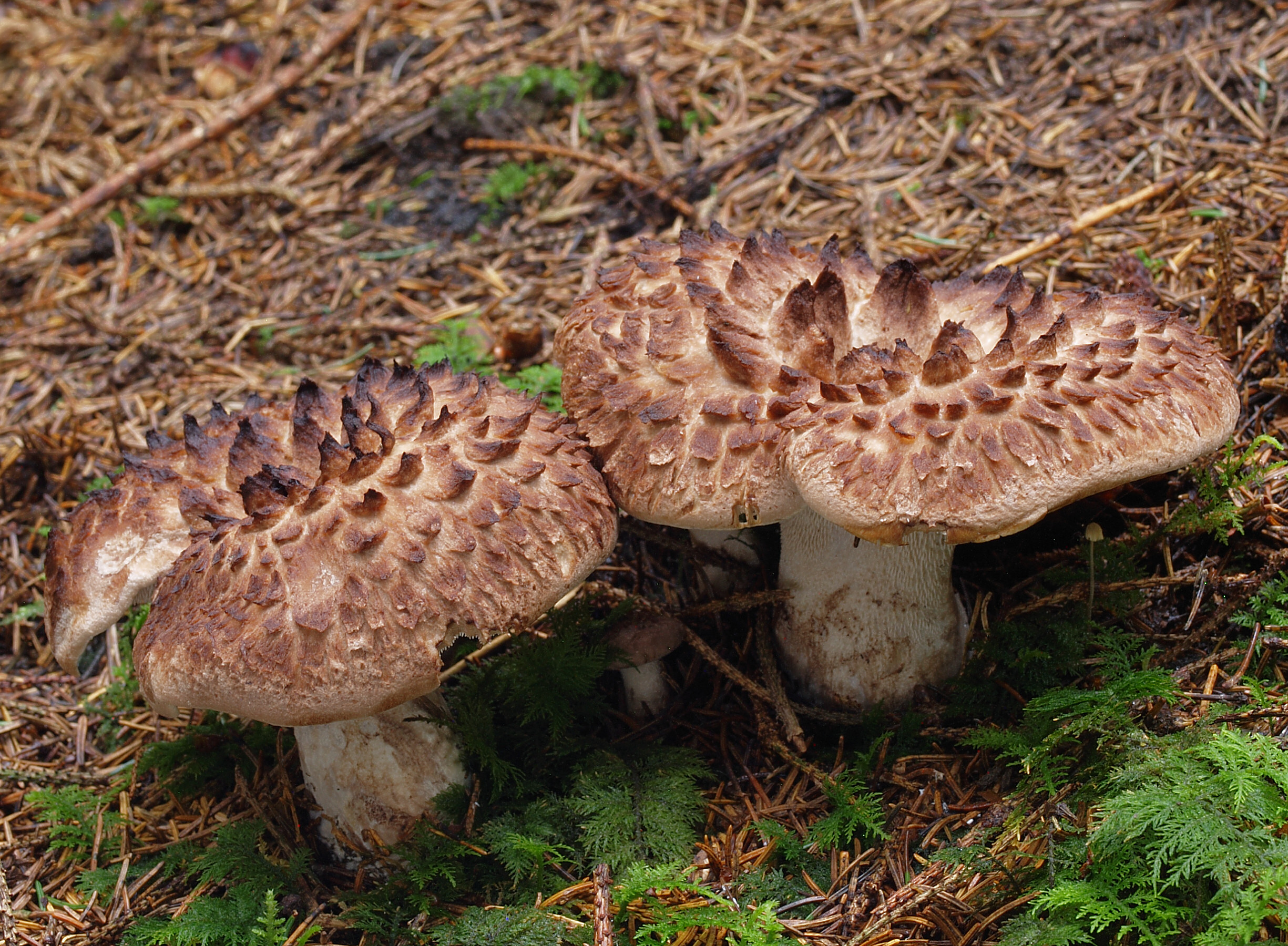
Habichtspilz (Sarcodon imbricatus)
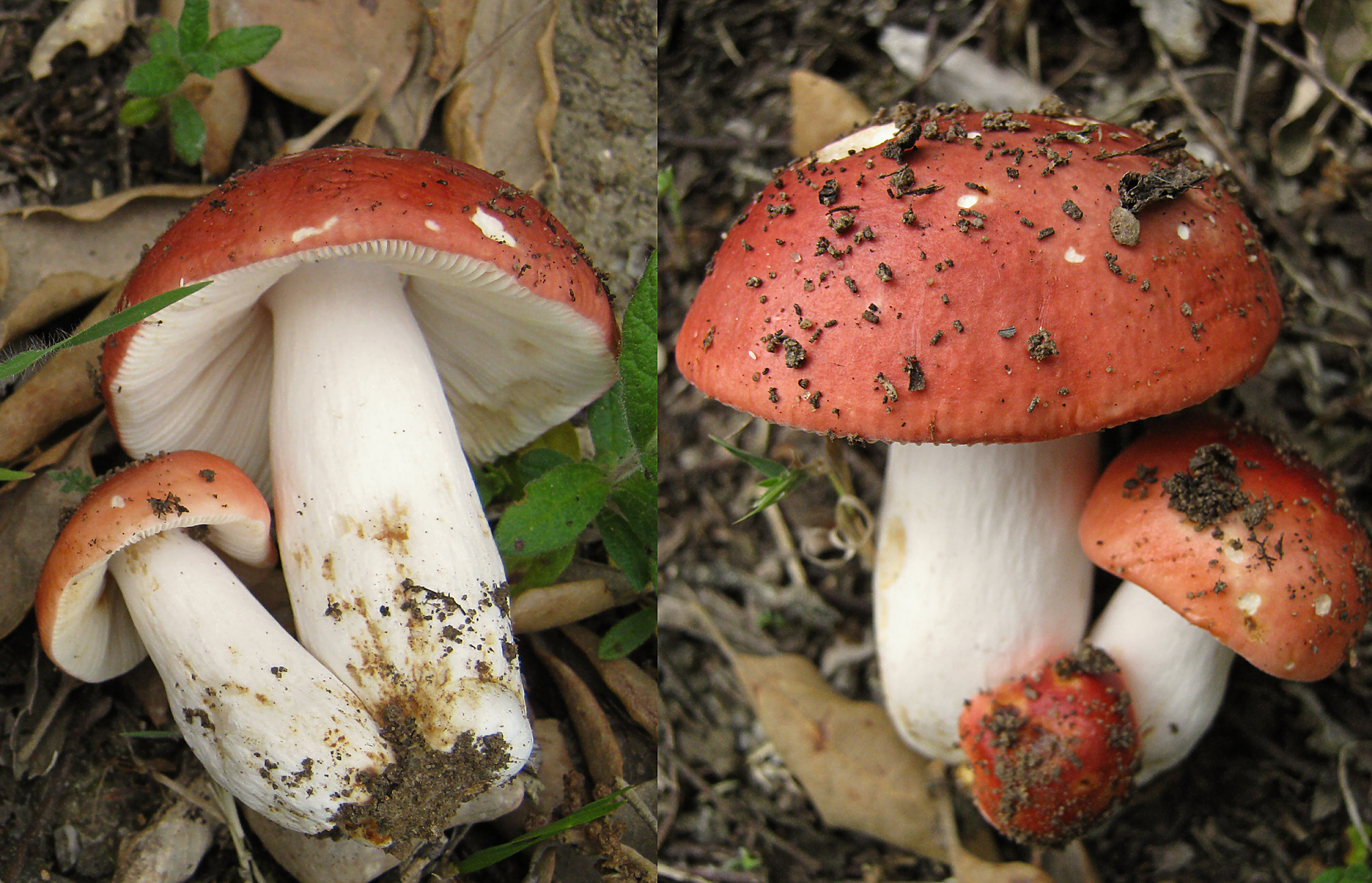
Harter Zinnober-Täubling (Russula rosea)
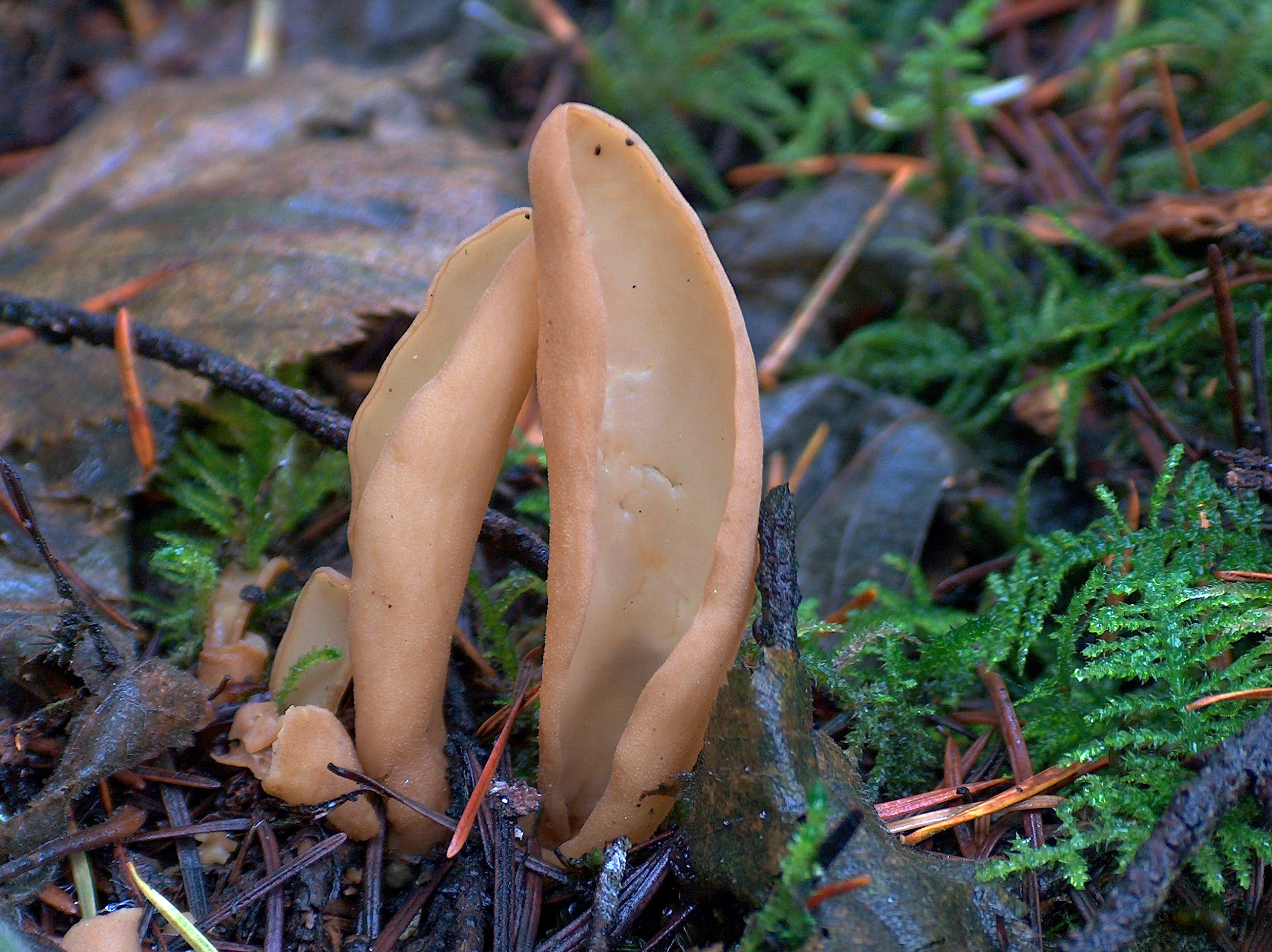
Hasen-Öhrling (Otidea leporina)
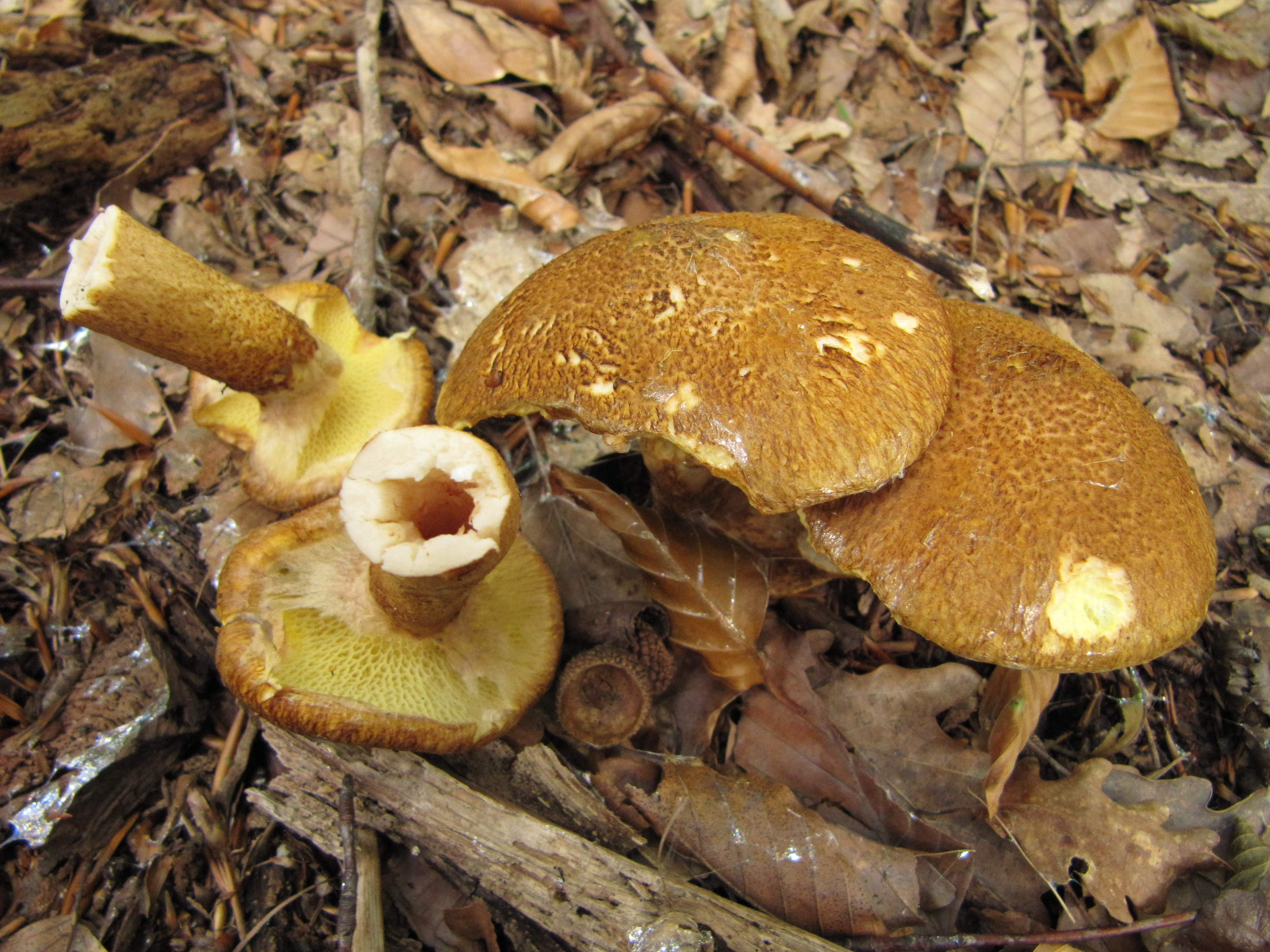
Hohlfuß-Röhrling (Suillus cavipes)

## J

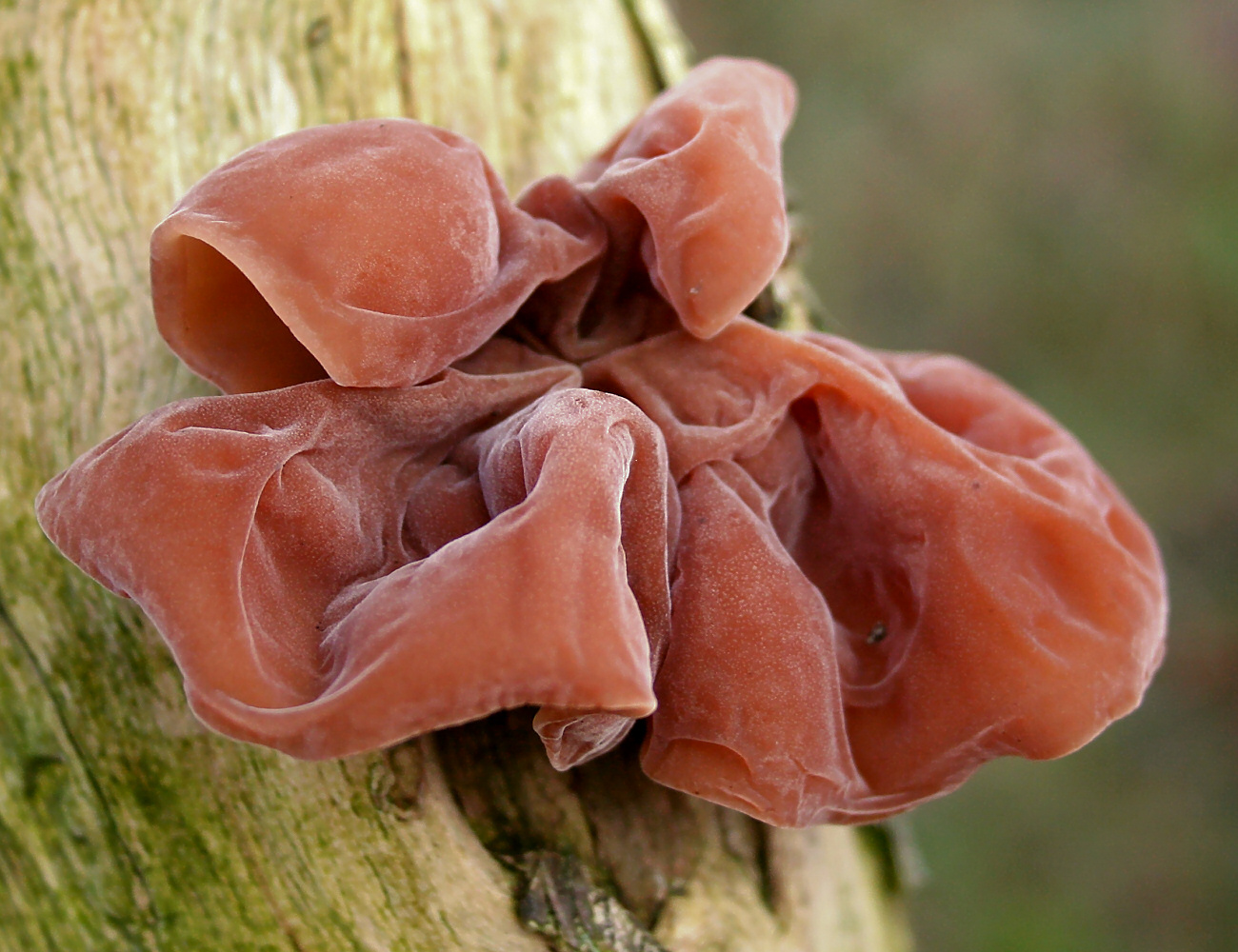
Judasohr (Auricularia auricula-judae)
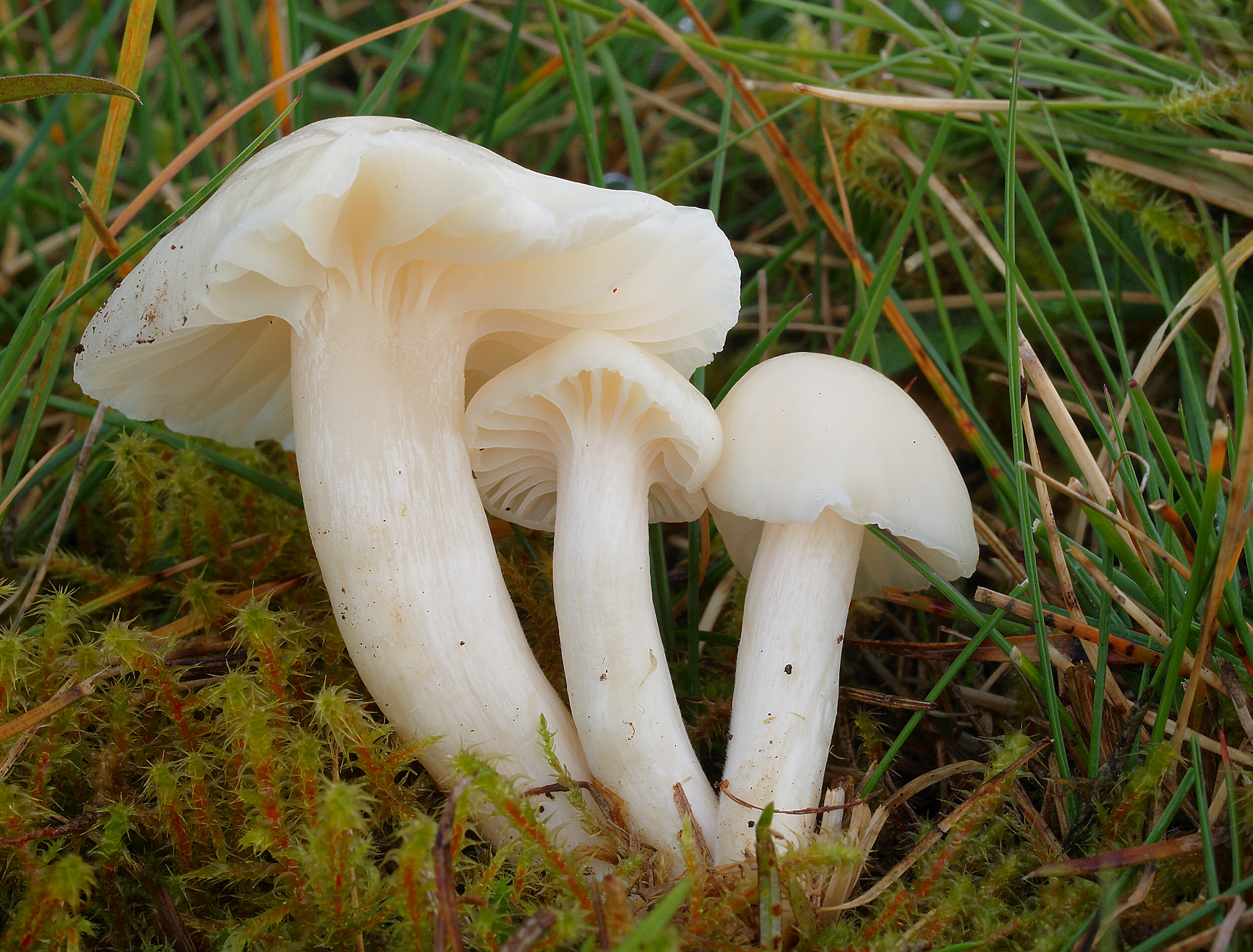
Jungfern-Ellerling (Cuphophyllus virgineus)

## K

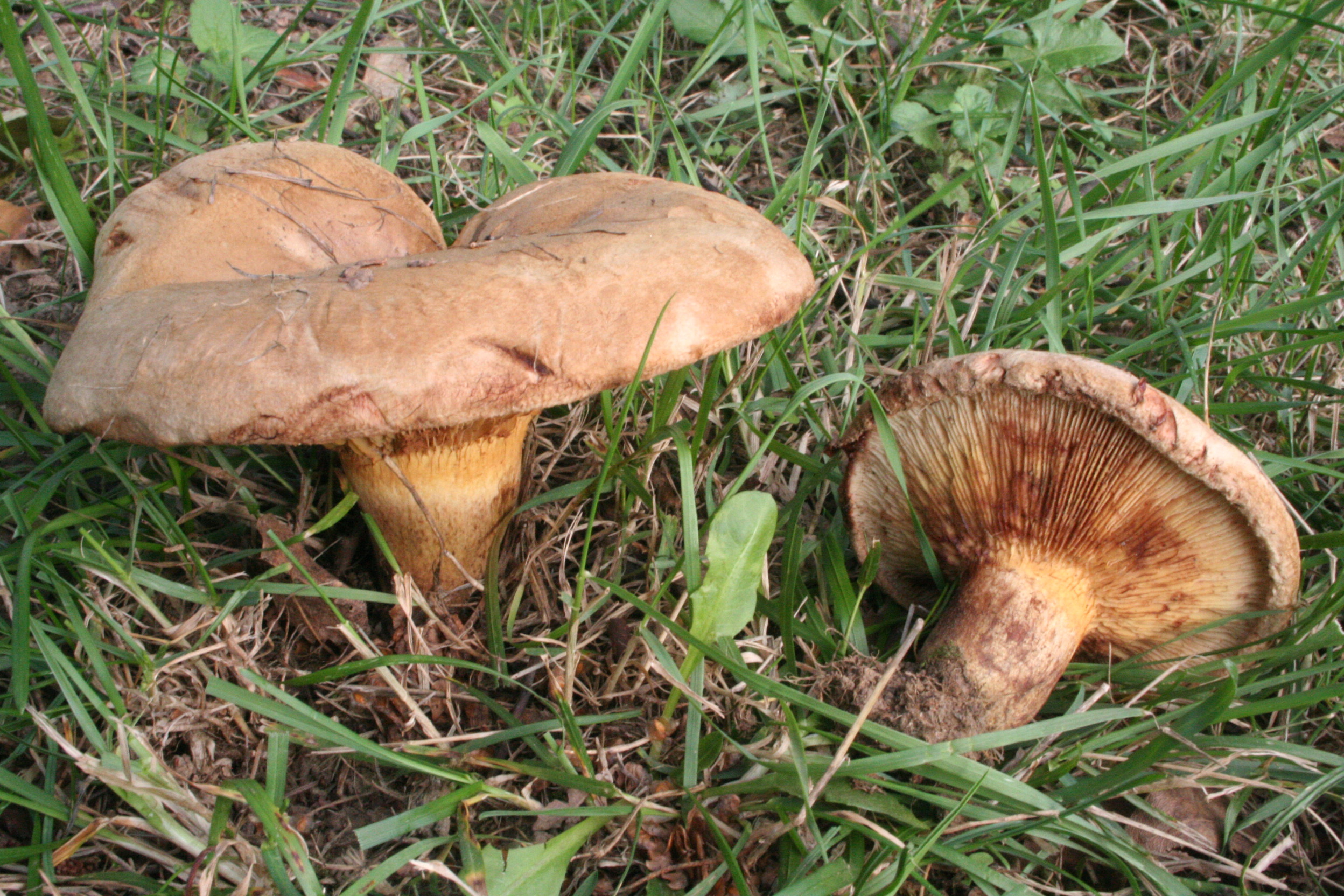
Kahler Krempling (Paxillus involutus)
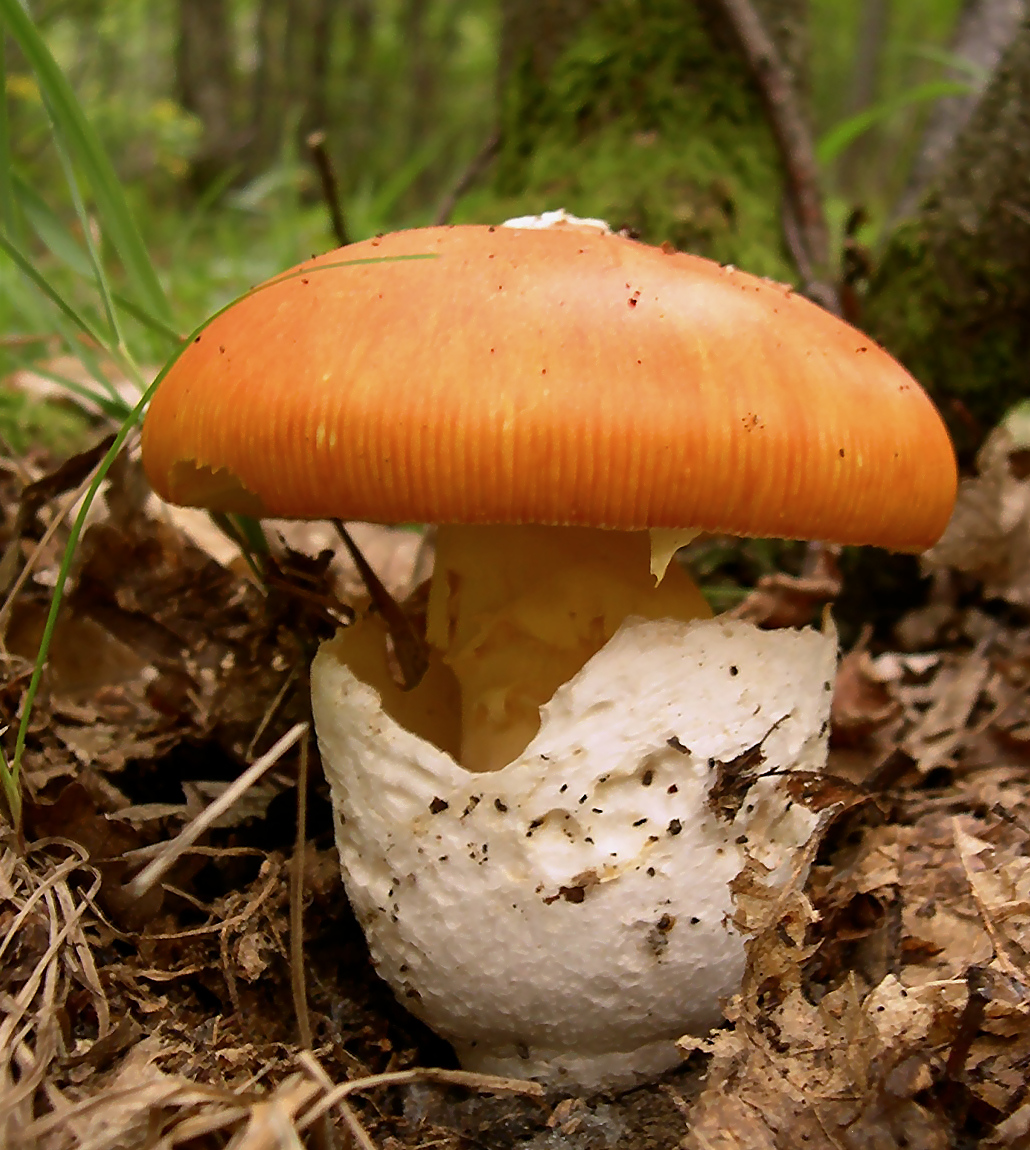
Kaiserling (Amanita caesarea)
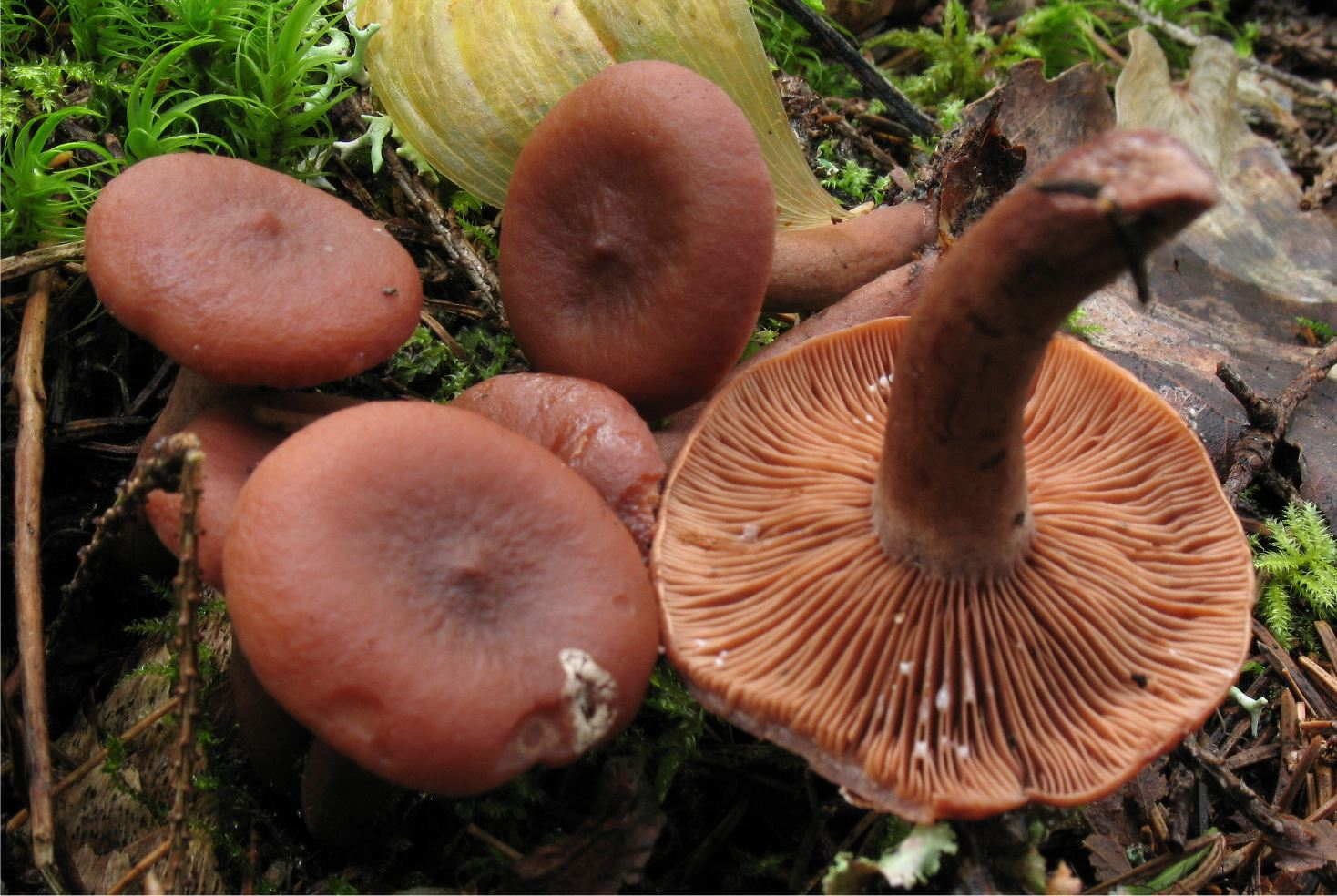
Kampfer-Milchling (Lactarius camphoratus)
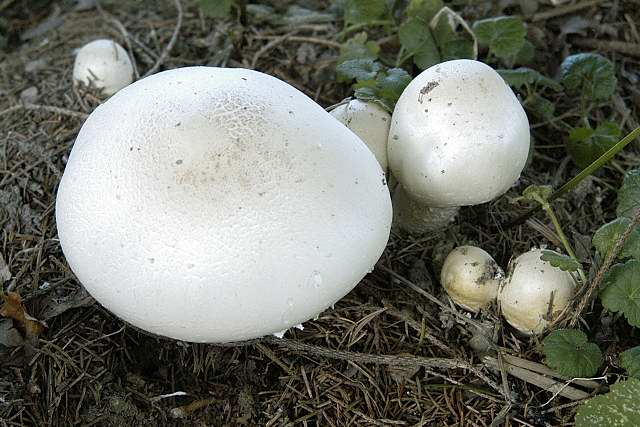
Karbolegerling (Agaricus xanthoderma)
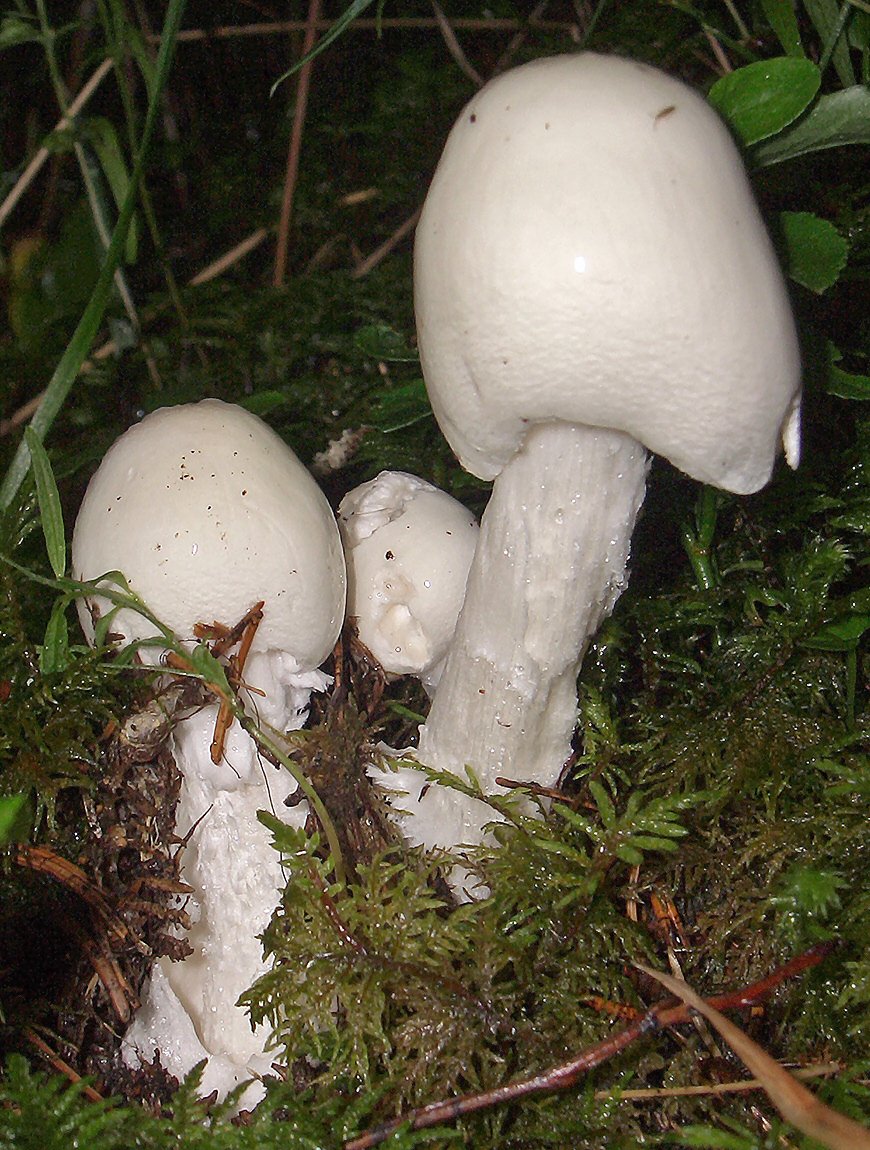
Kegelhütiger Knollenblätterpilz (Amanita virosa)
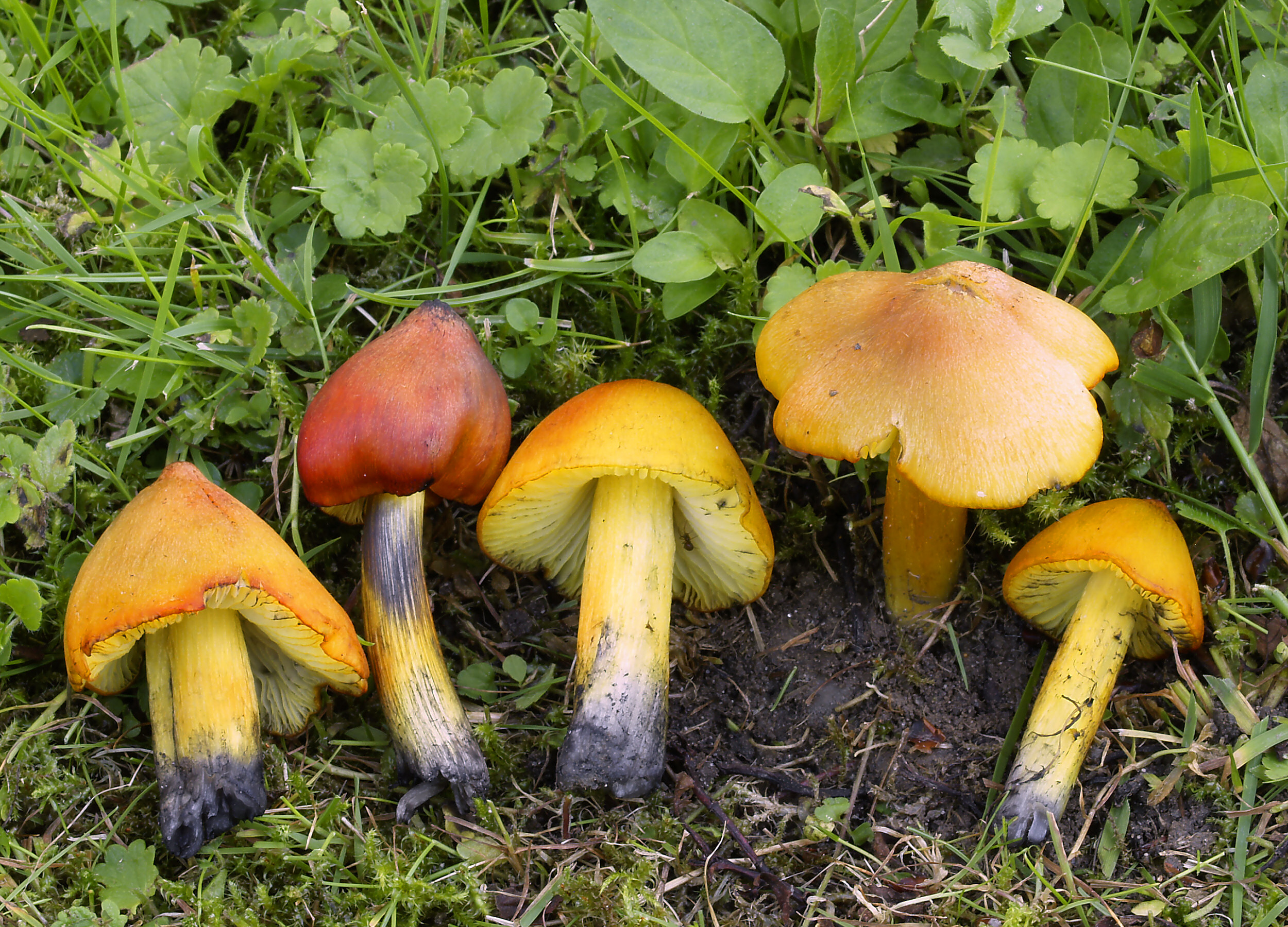
Kegeliger Saftling (Hygrocybe conica)
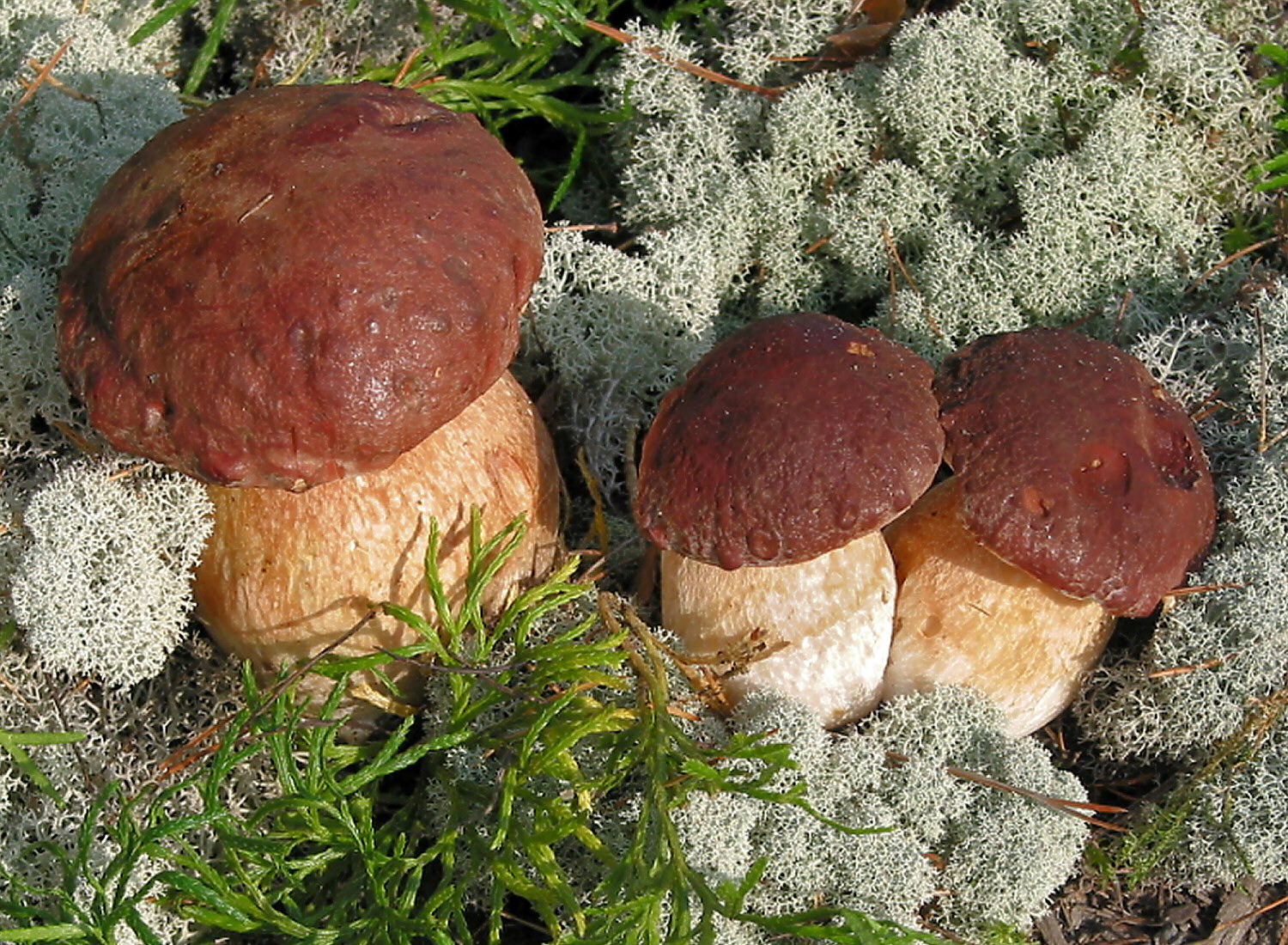
Kiefern-Steinpilz (Boletus pinophilus)
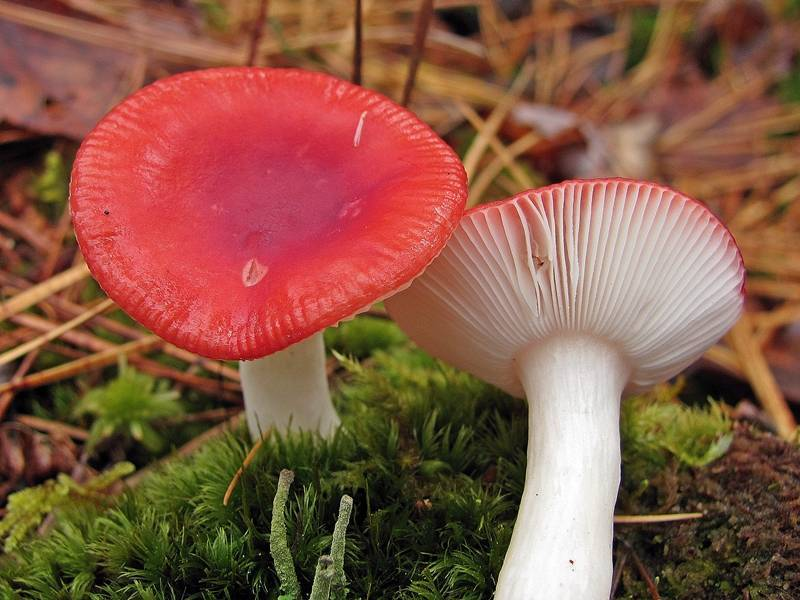
Kirschroter Spei-Täubling (Russula emetica)
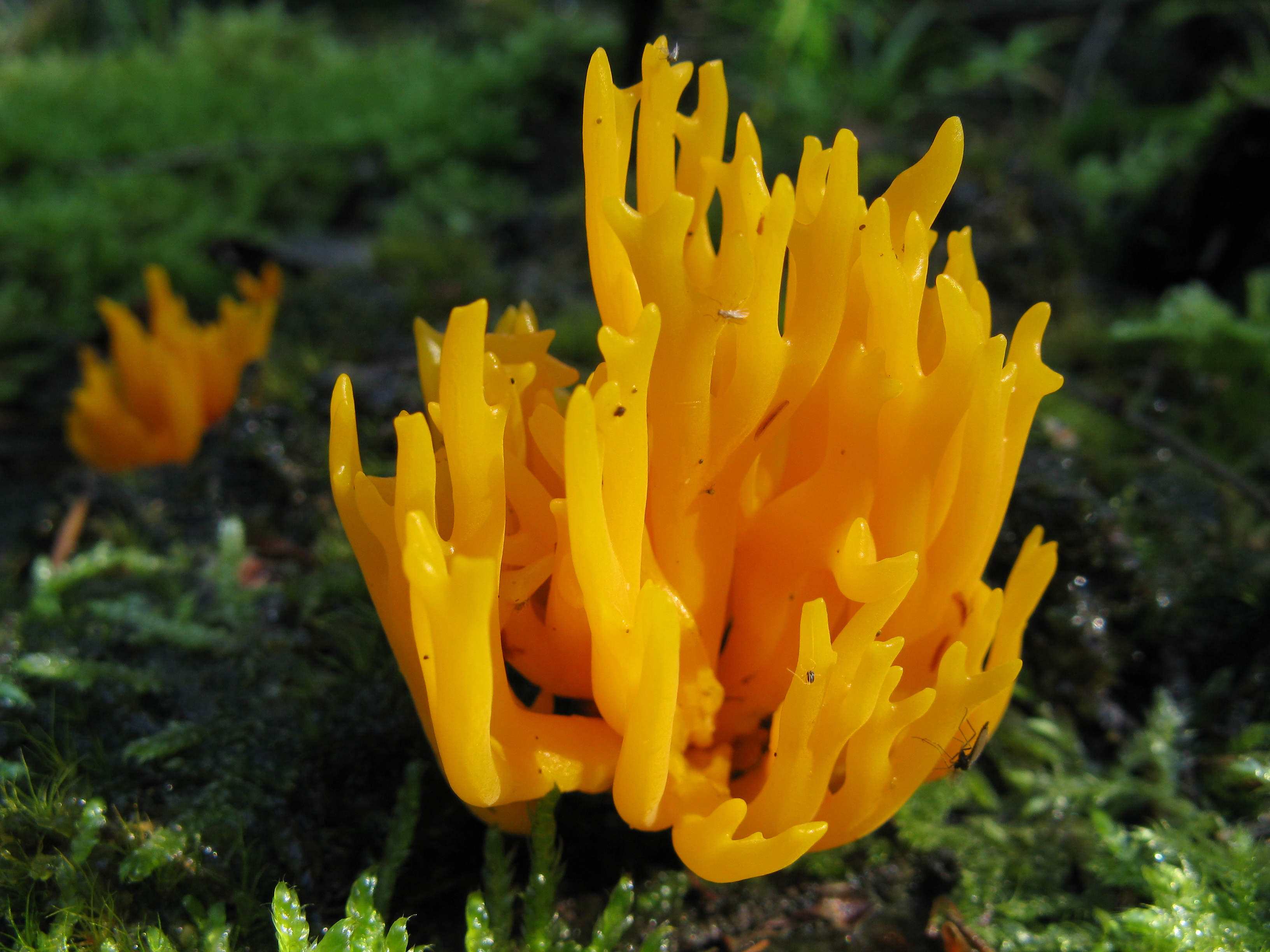
Klebriger Hörnling (Calocera viscosa)
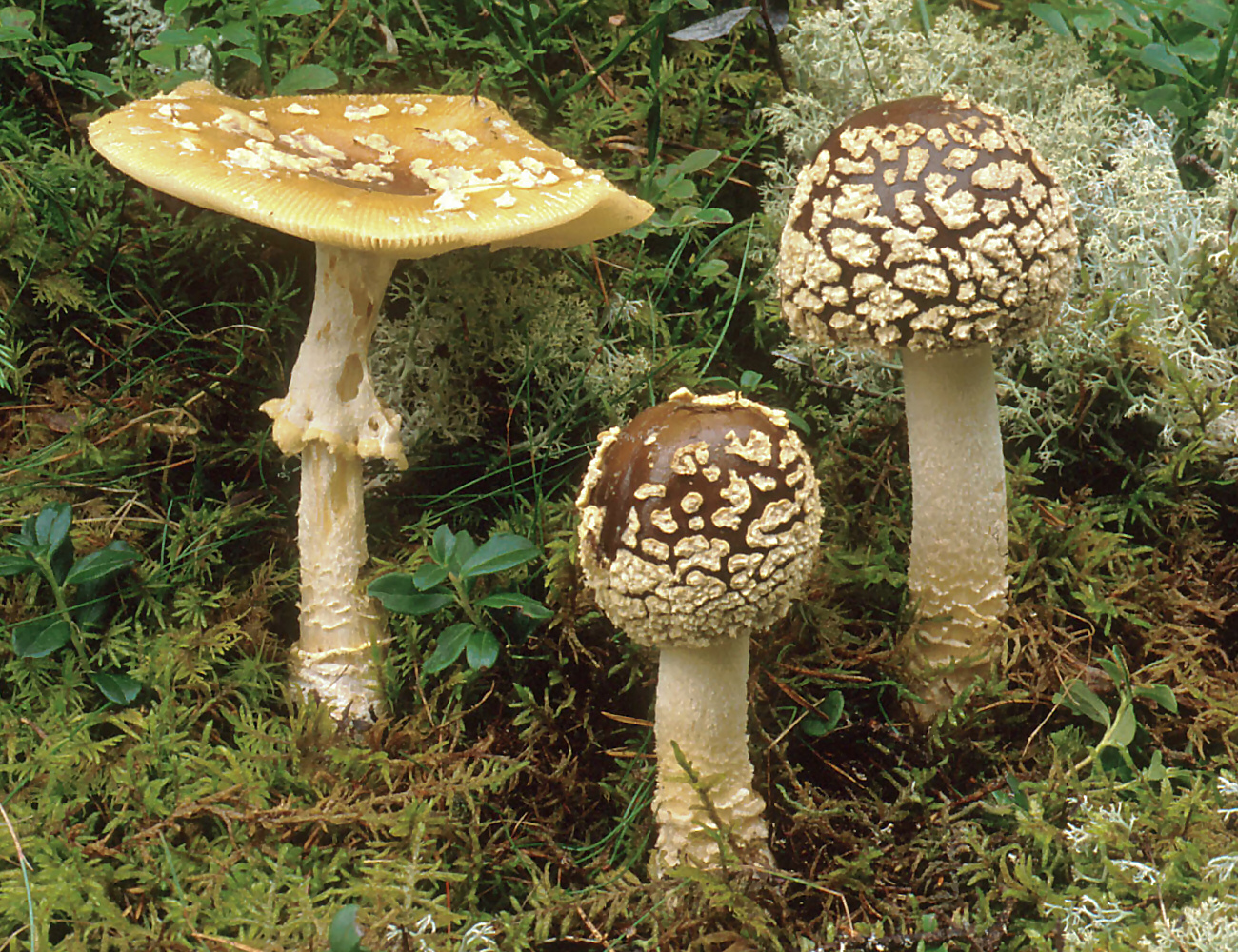
Königsfliegenpilz (Amanita regalis)
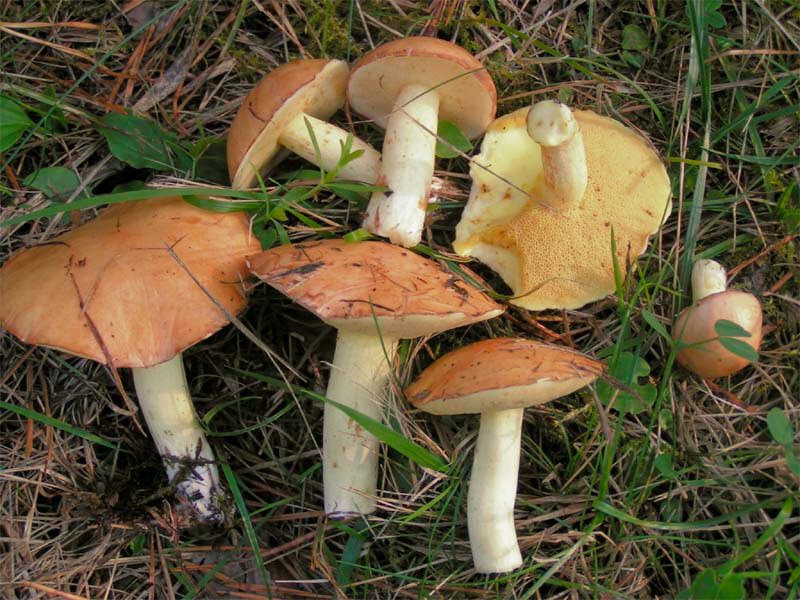
Körnchen-Röhrling (Suillus granulatus)
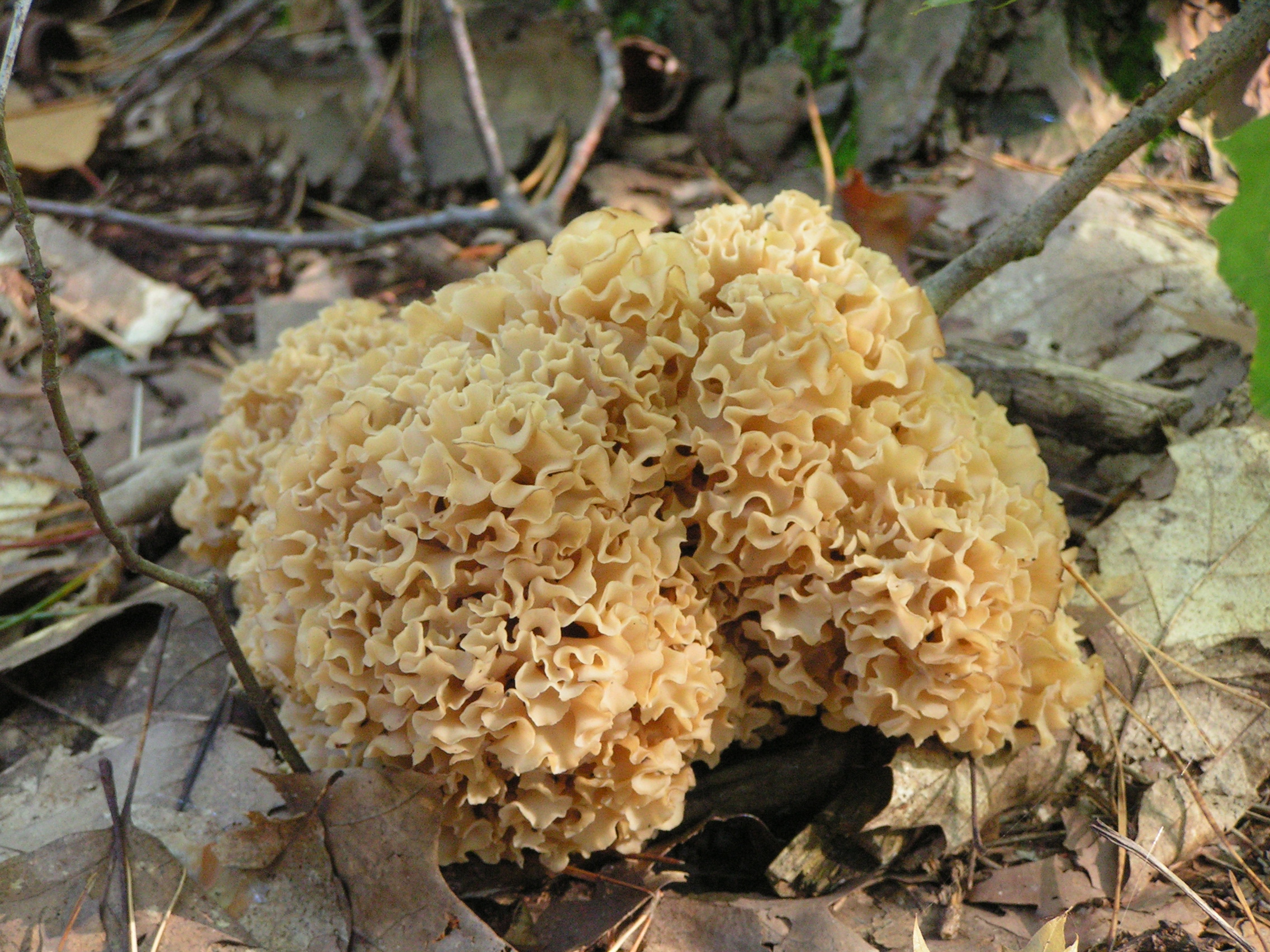
Krause Glucke (Sparassis crispa)
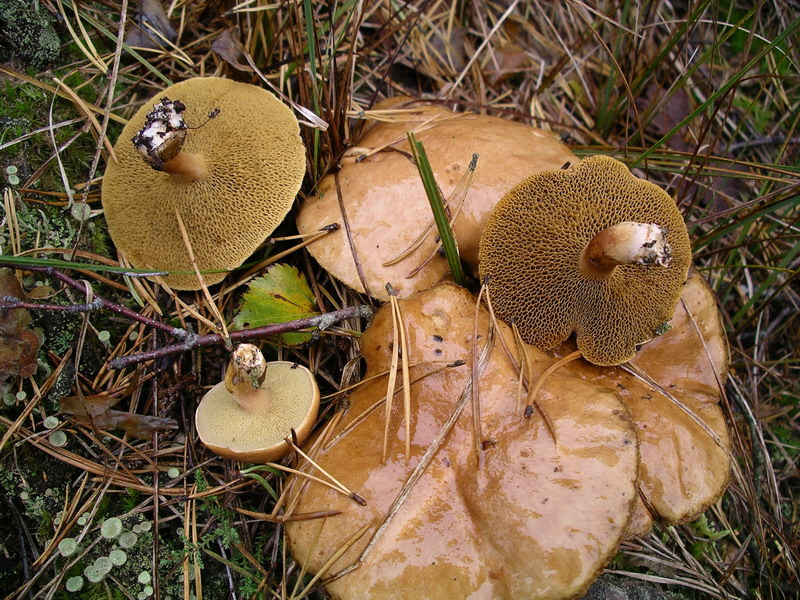
Kuh-Röhrling (Suillus bovinus)
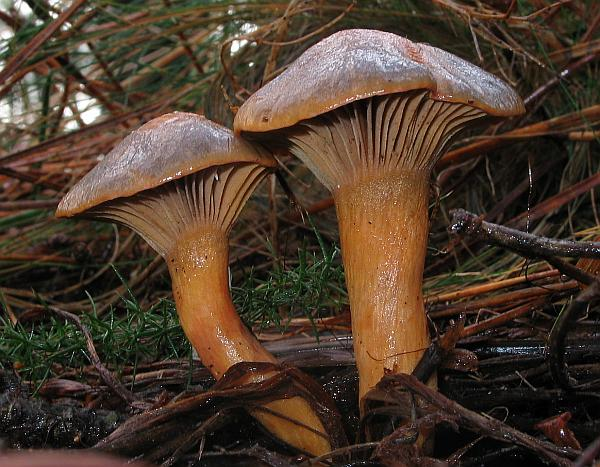
Kupferroter Gelbfuß (Chroogomphus rutilus)

## L

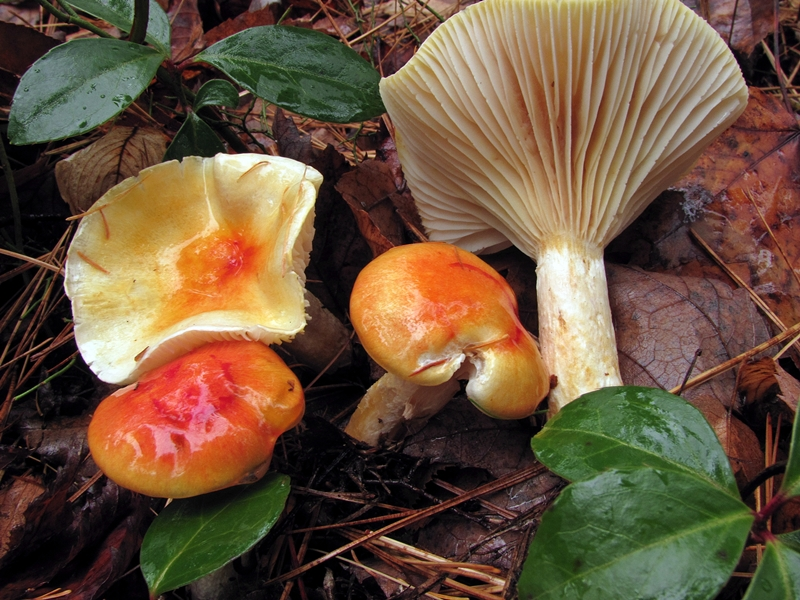
Lärchen-Schneckling (Hygrophorus speciosus)

## M

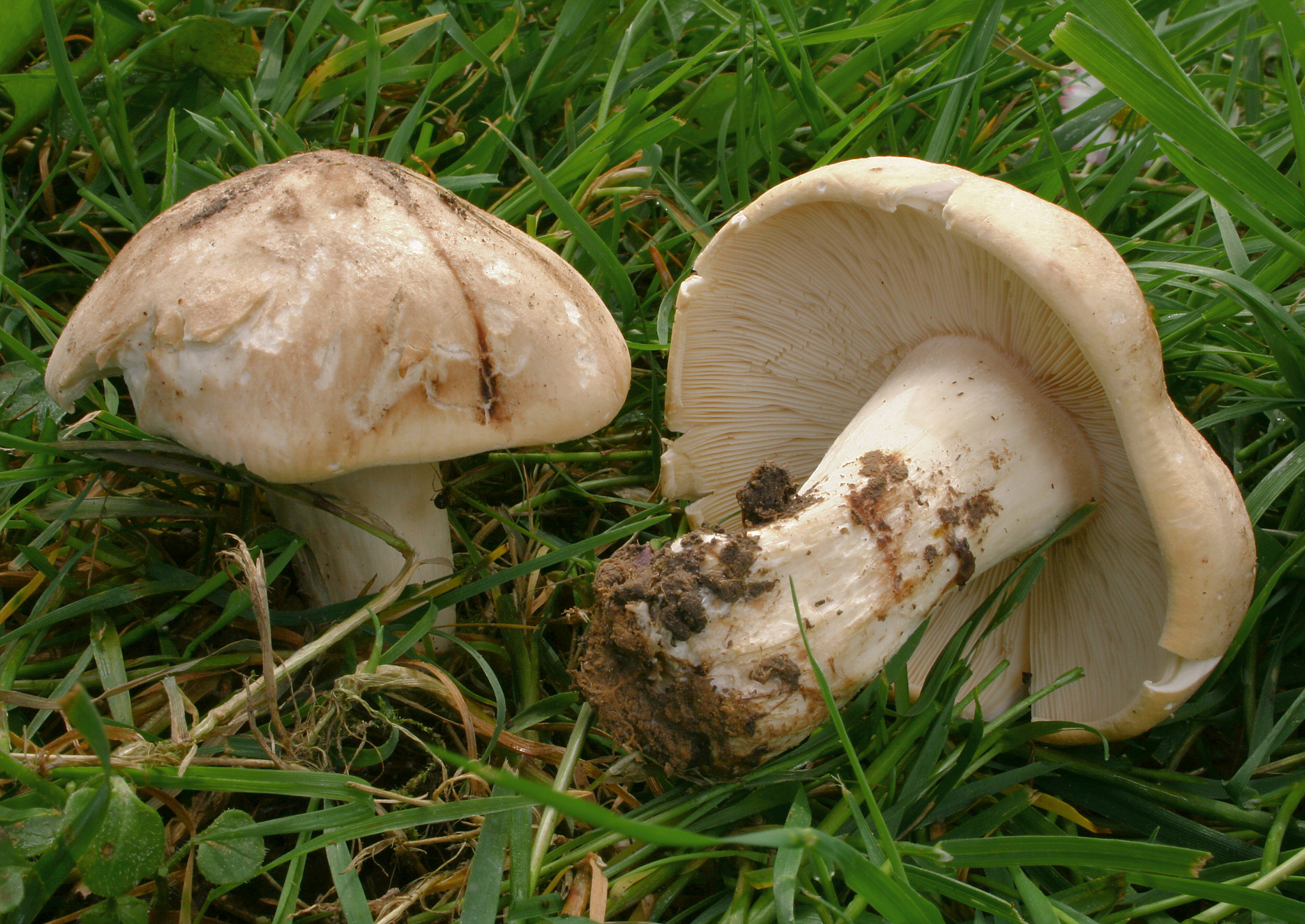
Mairitterling (Calocybe gambosa)
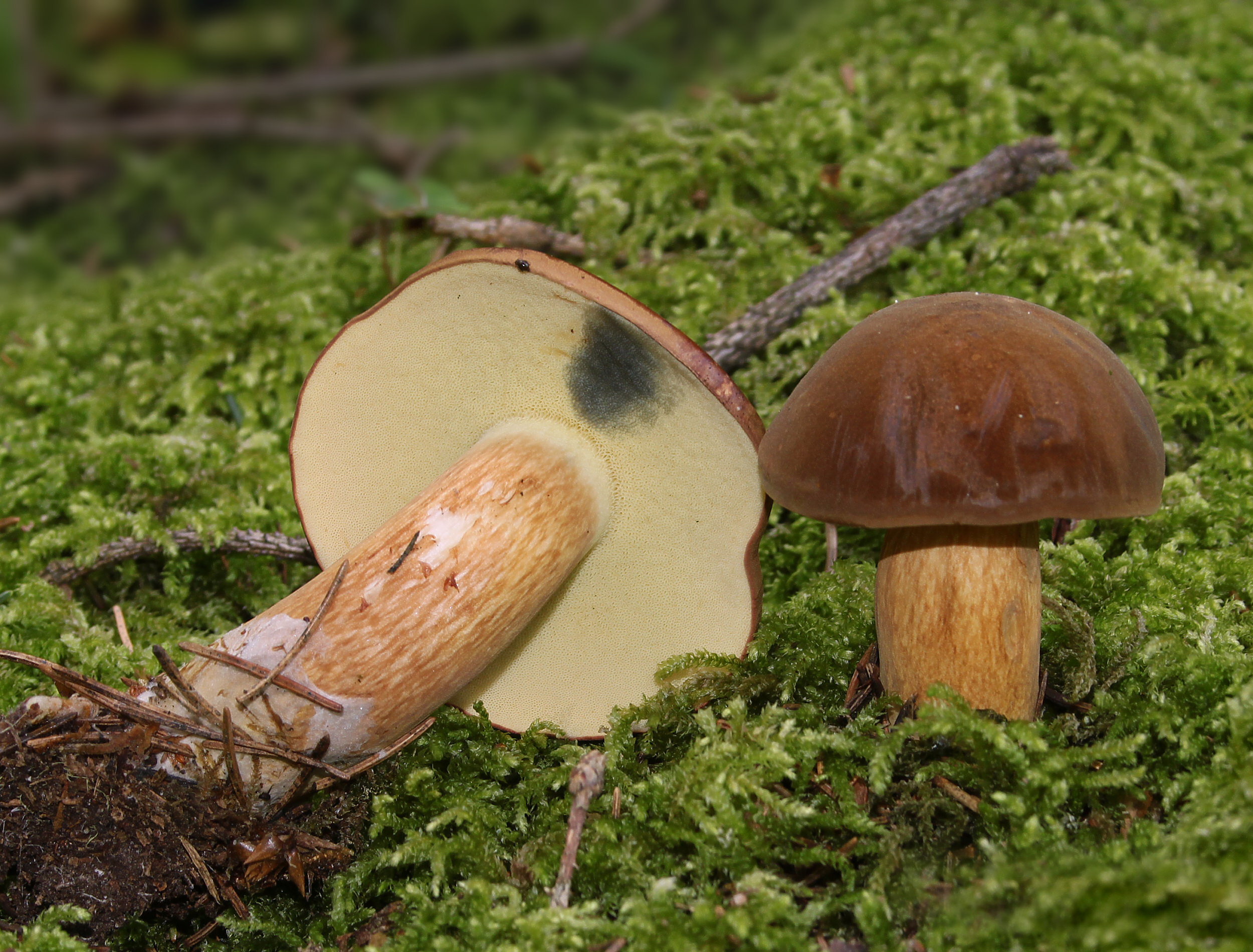
Maronen-Röhrling (Boletus badius)
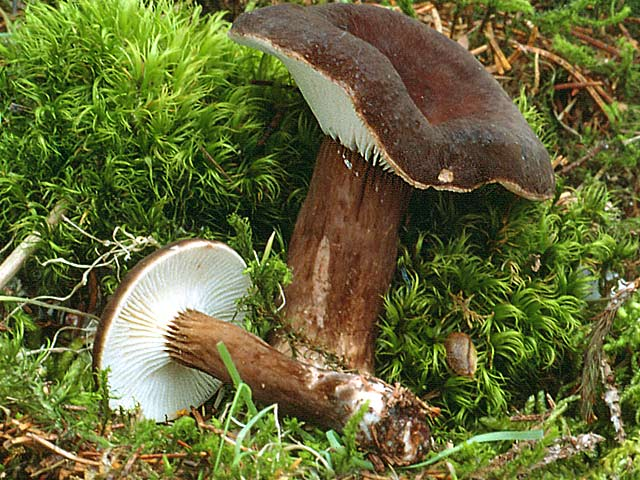
Mohrenkopf-Milchling (Lactarius lignyotus)
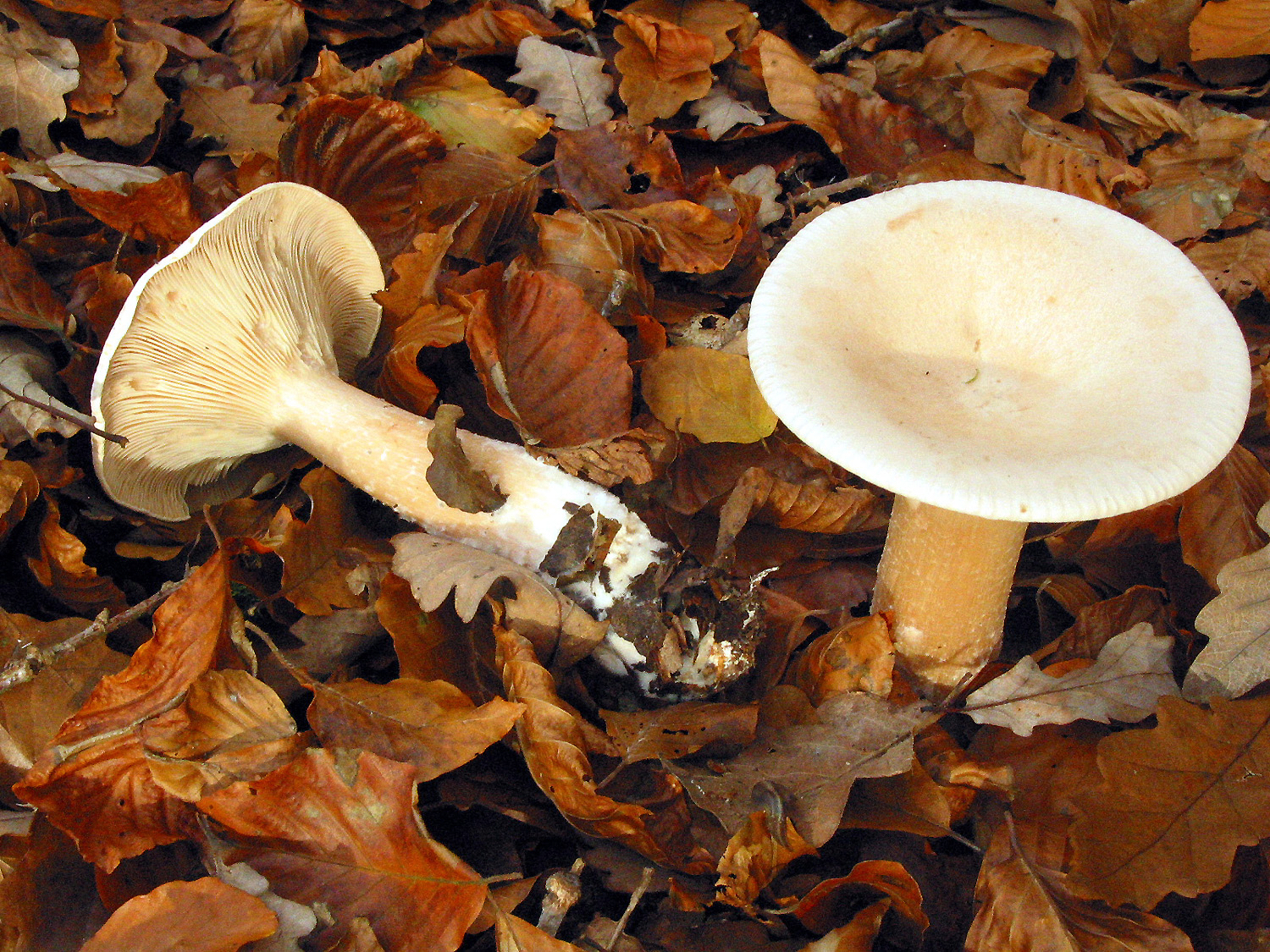
Mönchskopf (Infundibulicybe geotropa)

## N

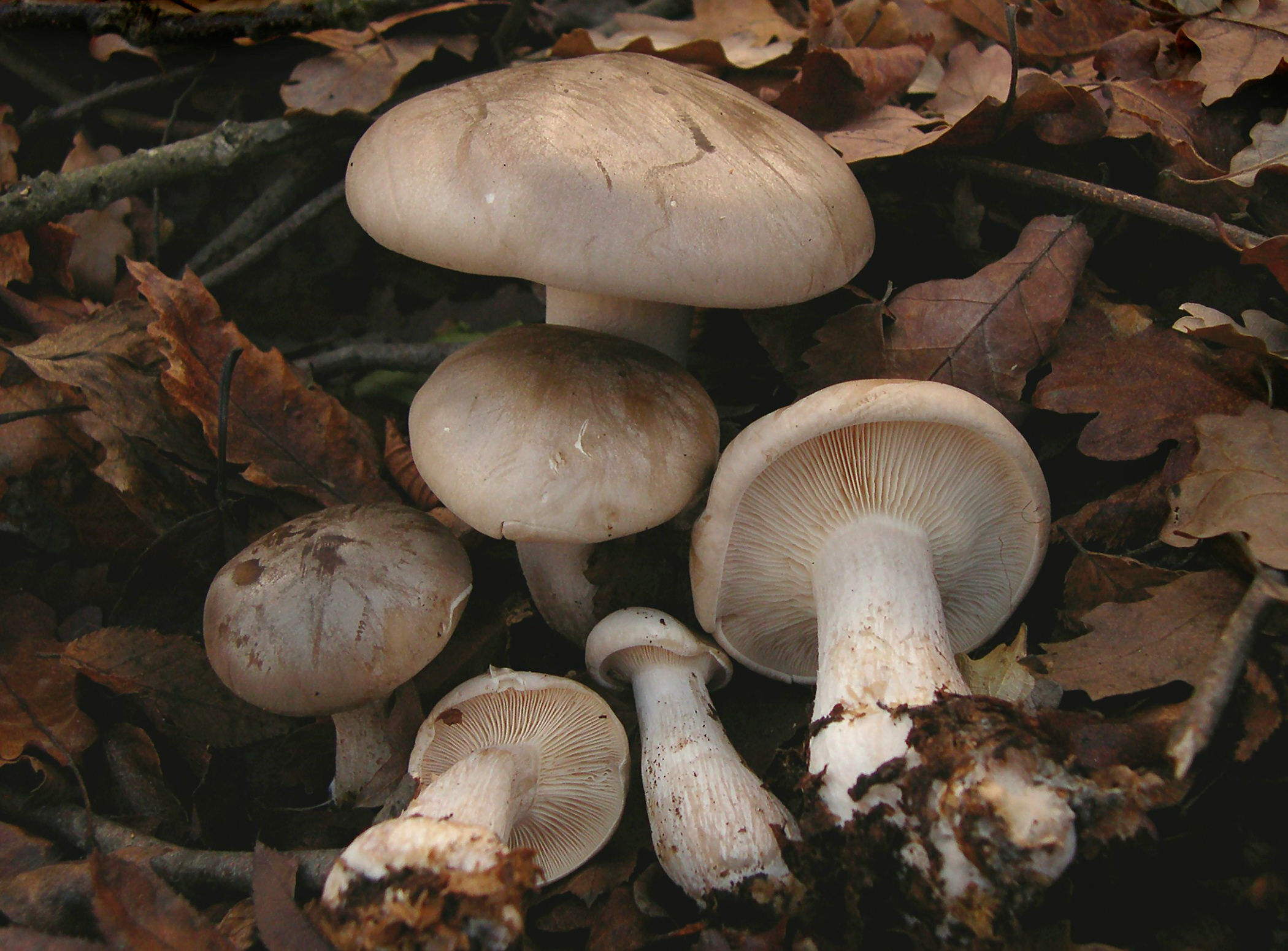
Nebelgrauer Trichterling (Clitocybe nebularis)
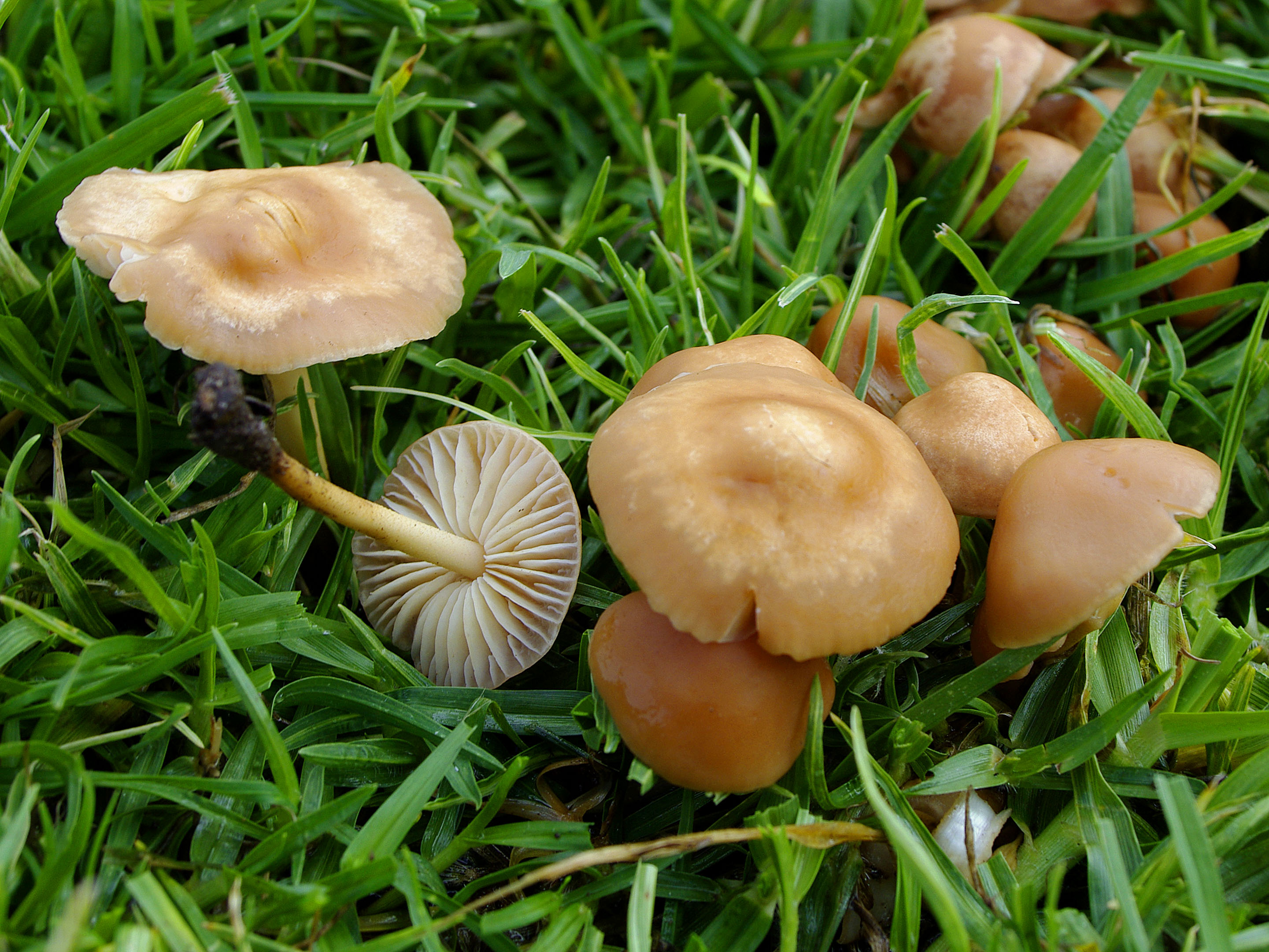
Nelken-Schwindling (Marasmius oreades)

## O

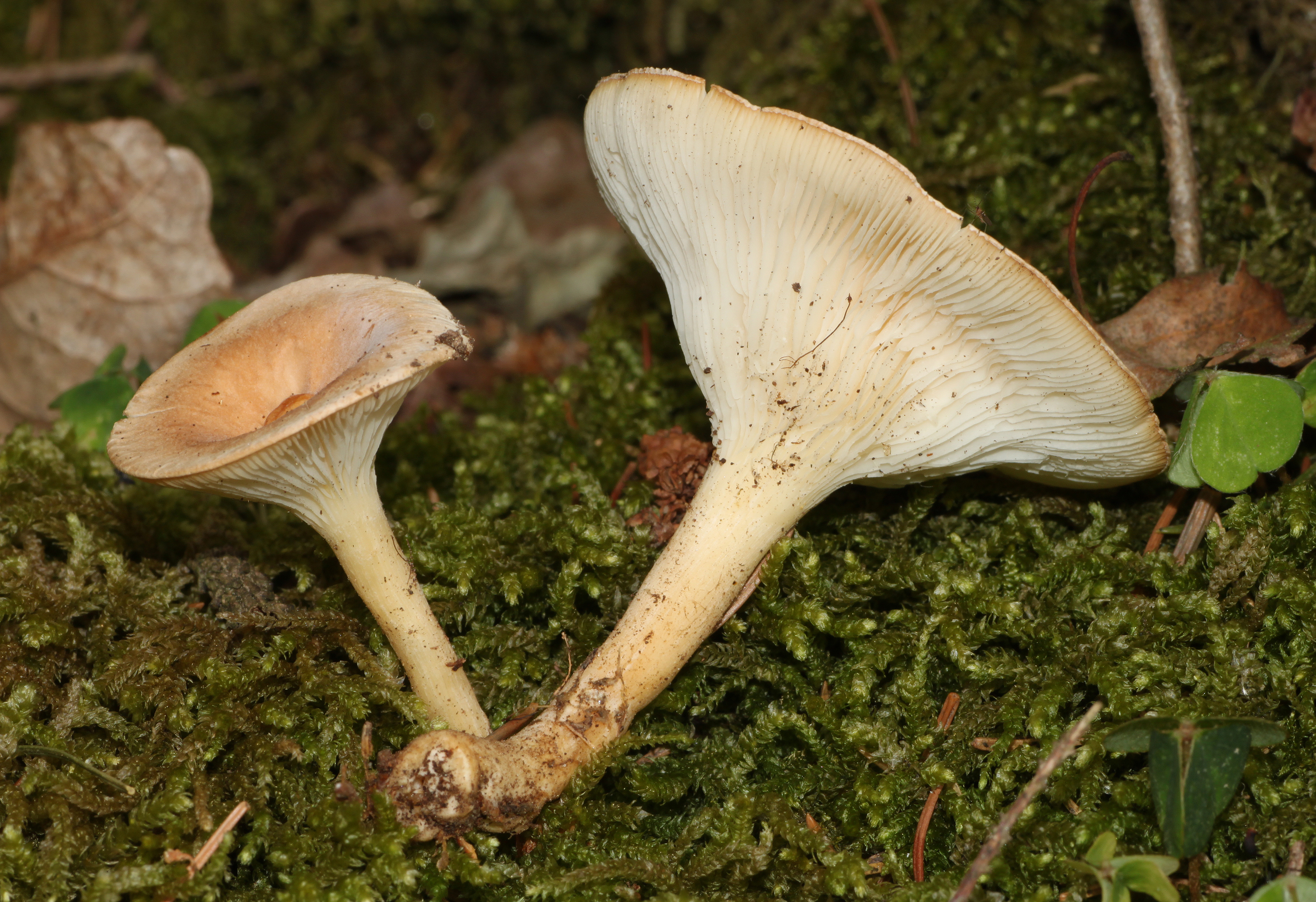
Ockerbrauner Trichterling (Infundibulicybe gibba)
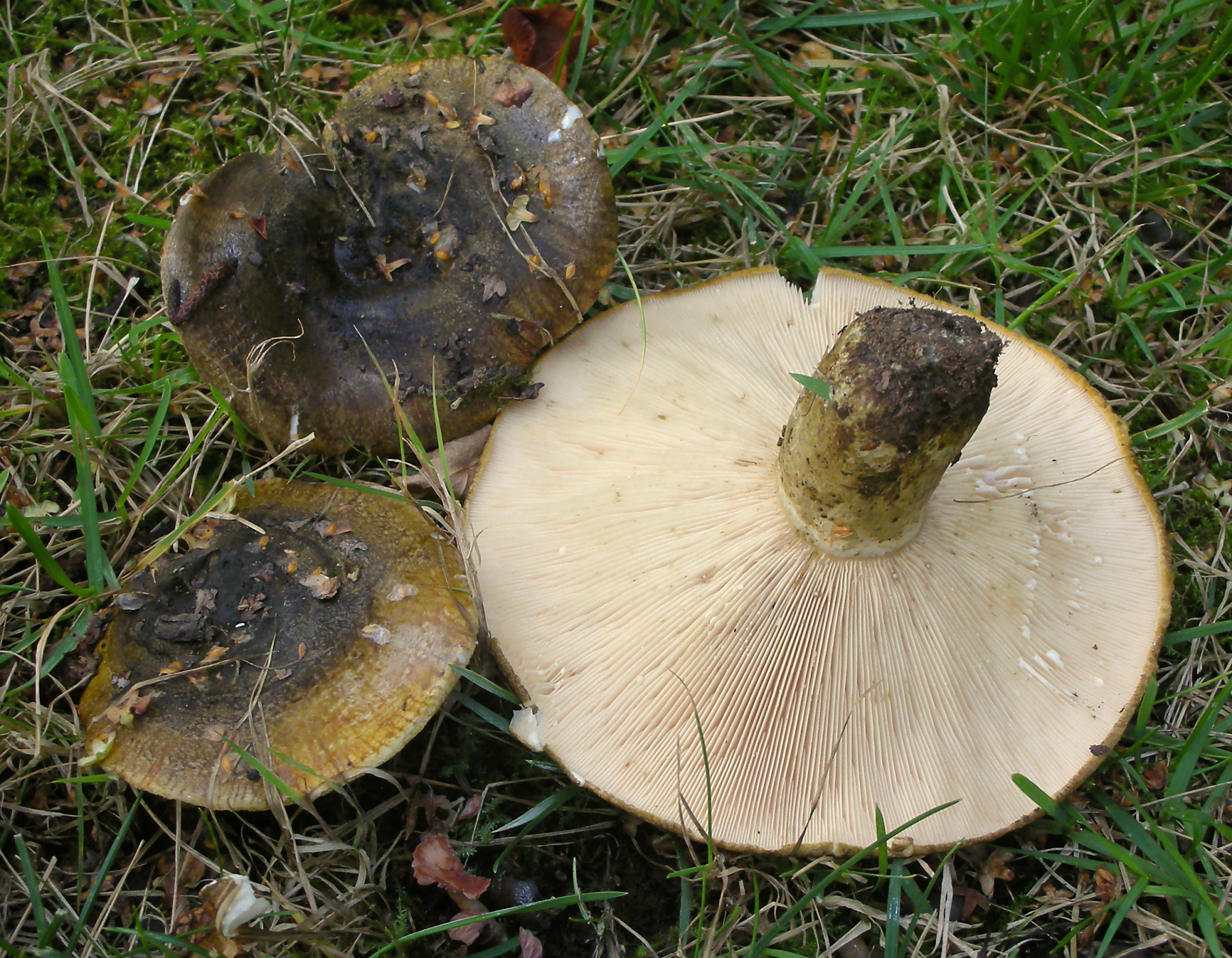
Olivbrauner Milchling (Lactarius turpis)
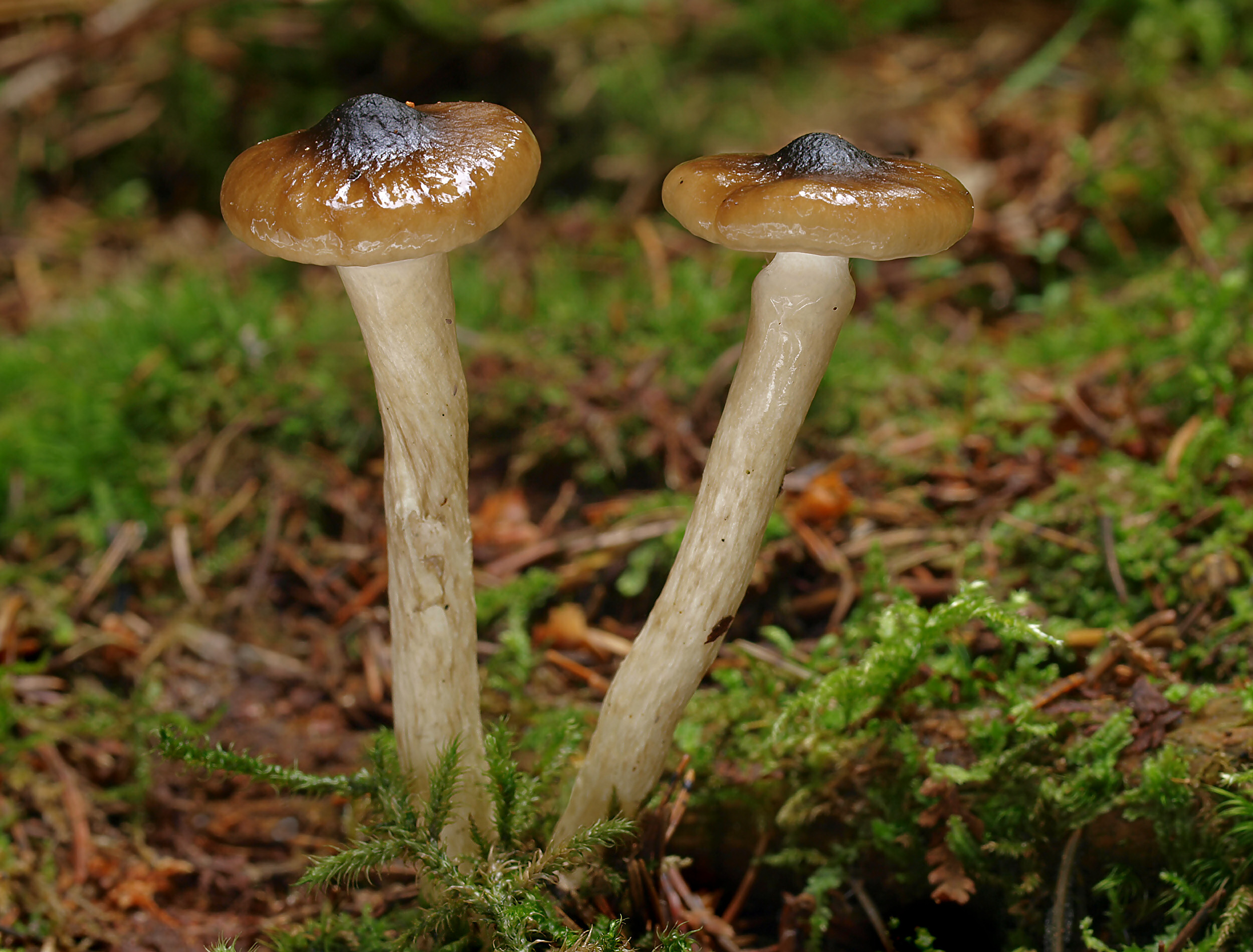
Olivbrauner Schneckling (Hygrophorus olivaceoalbus)
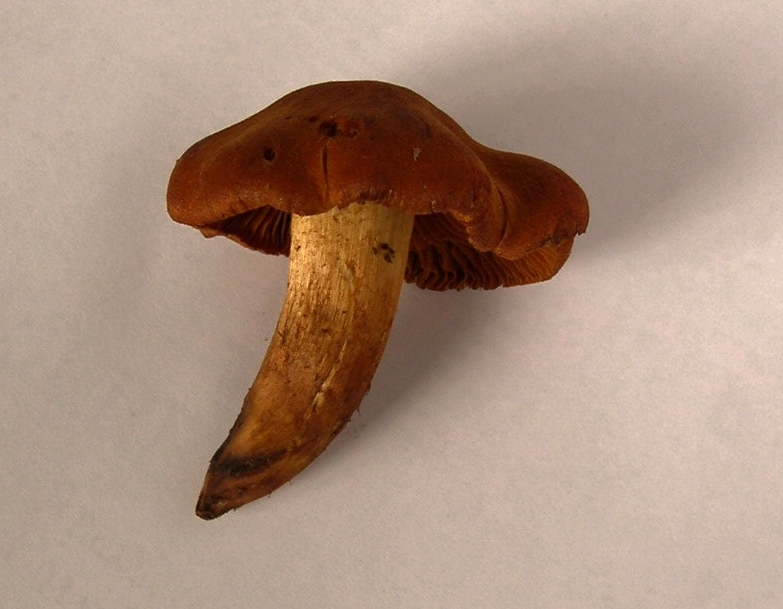
Orangefuchsiger Raukopf (Cortinarius orellanus)
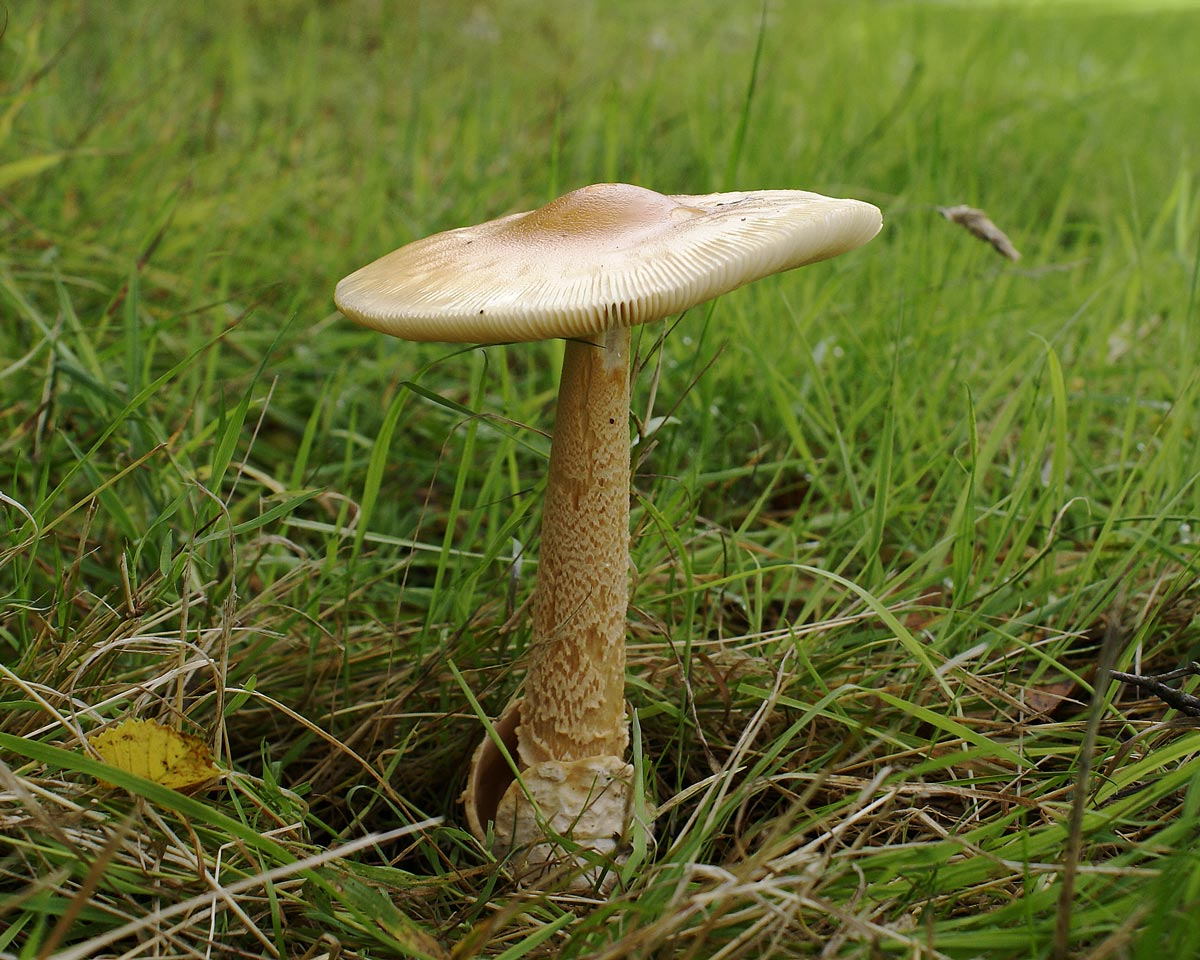
Orangegelber Scheidenstreifling (Amanita crocea)

## P

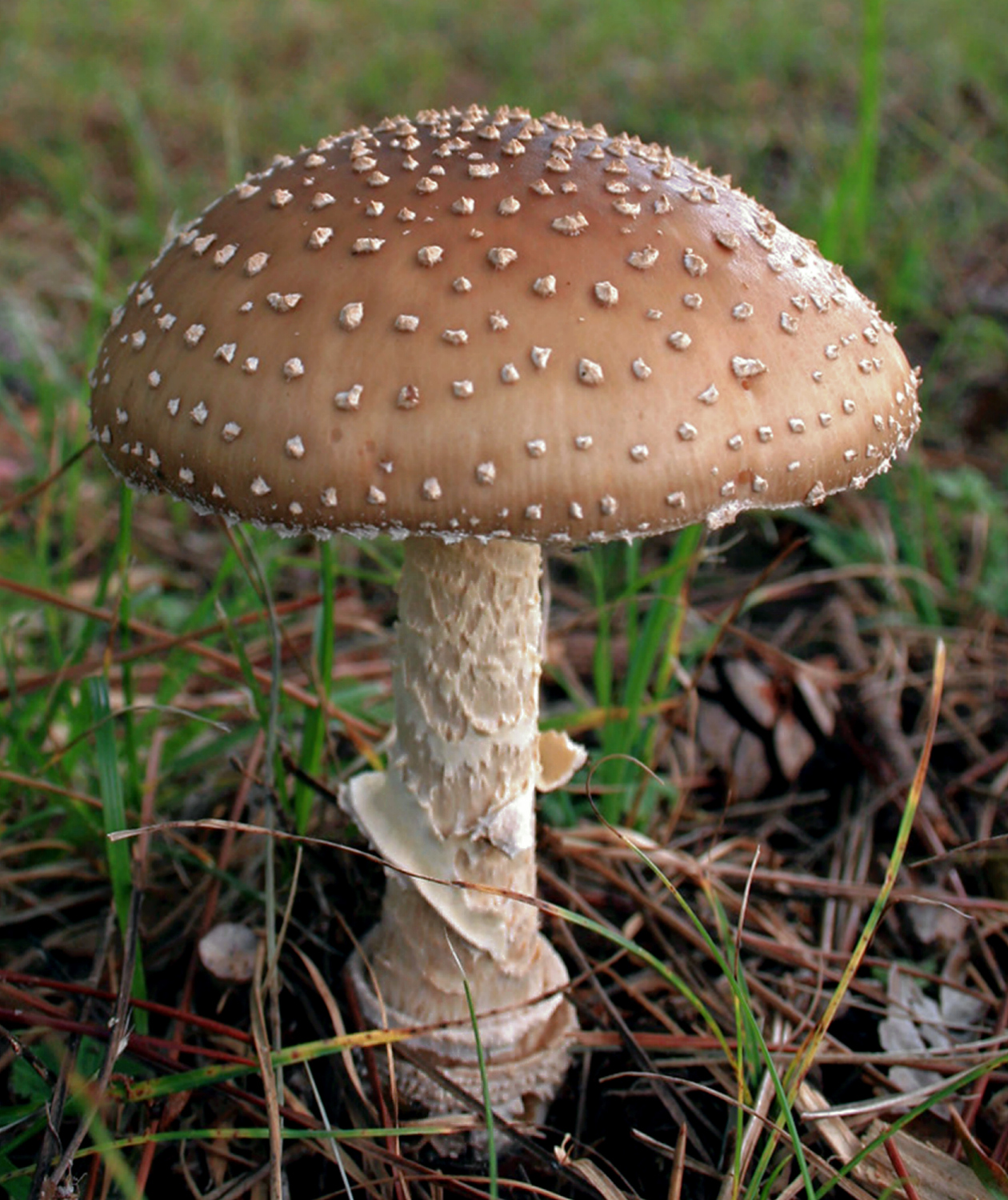
Pantherpilz (Amanita pantherina)
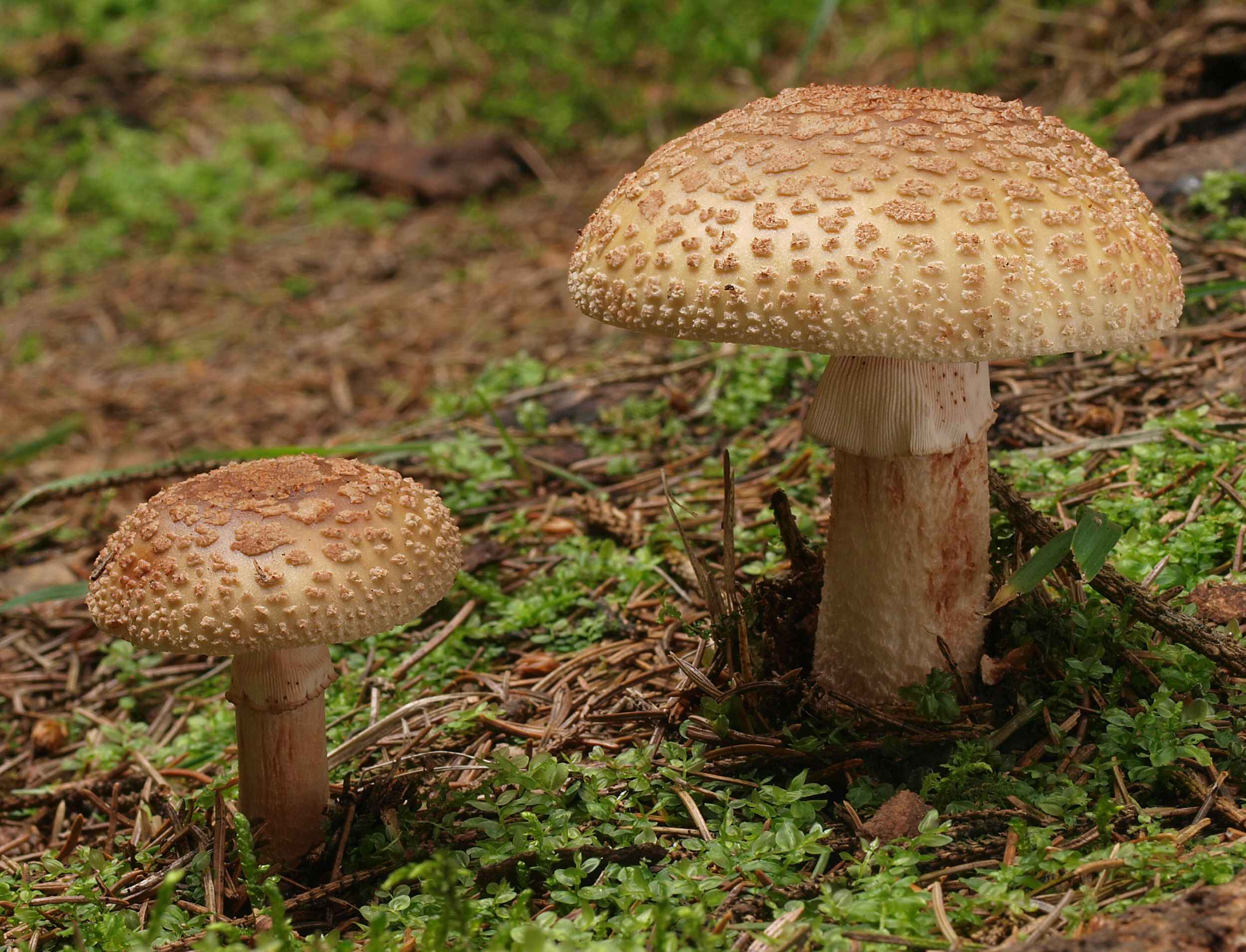
Perlpilz (Amanita rubescens)
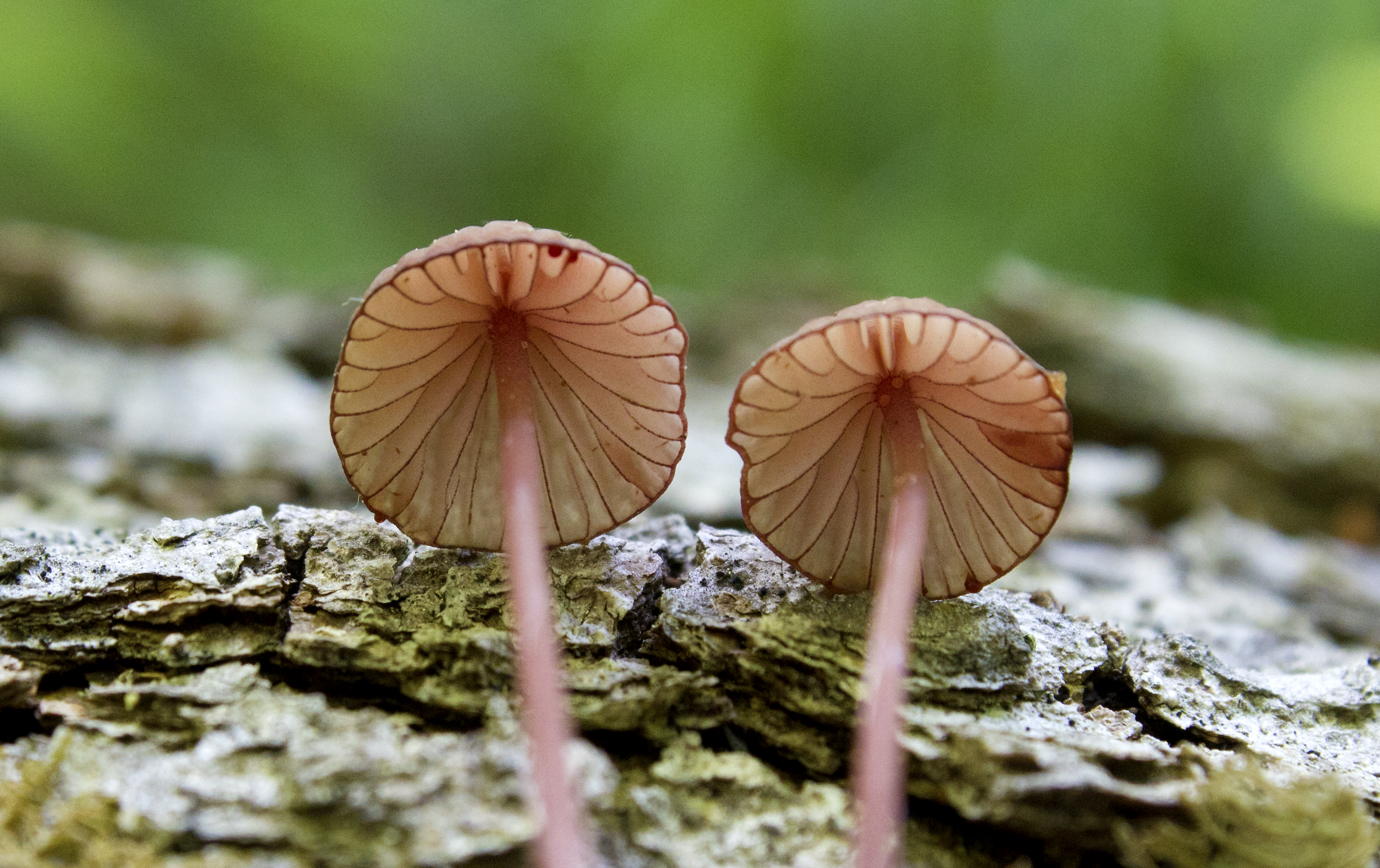
Purpurschneidiger Blut-Helmling (Mycena sanguinolenta)

## R

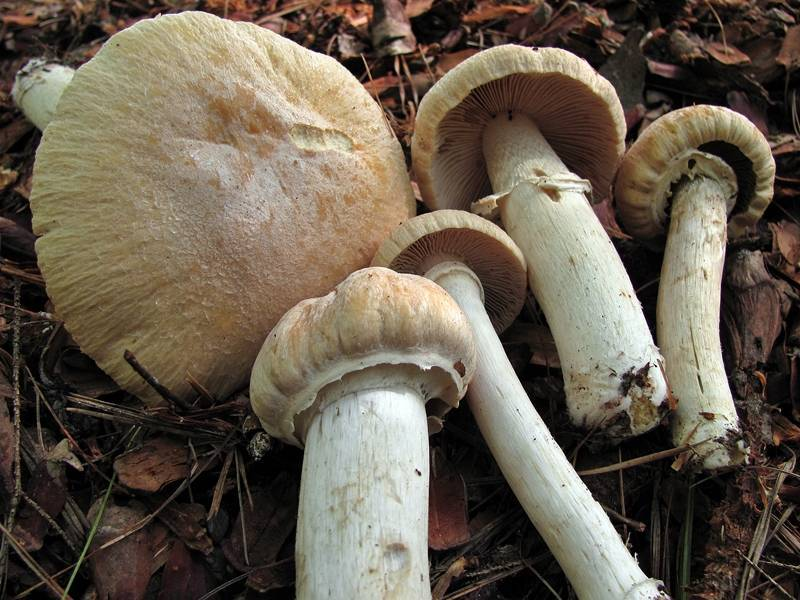
Reifpilz (Cortinarius caperatus)
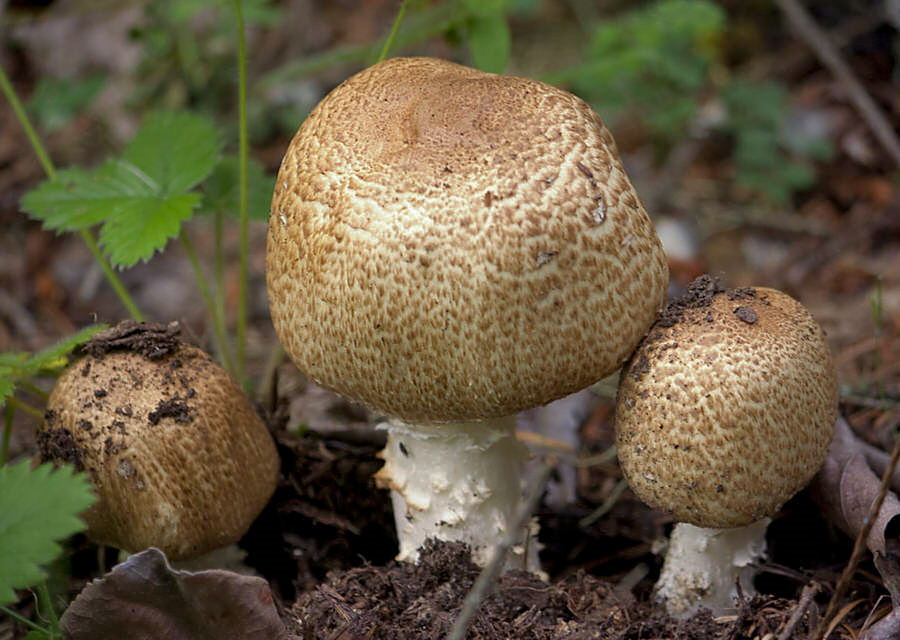
Riesen-Champignon (Agaricus augustus)
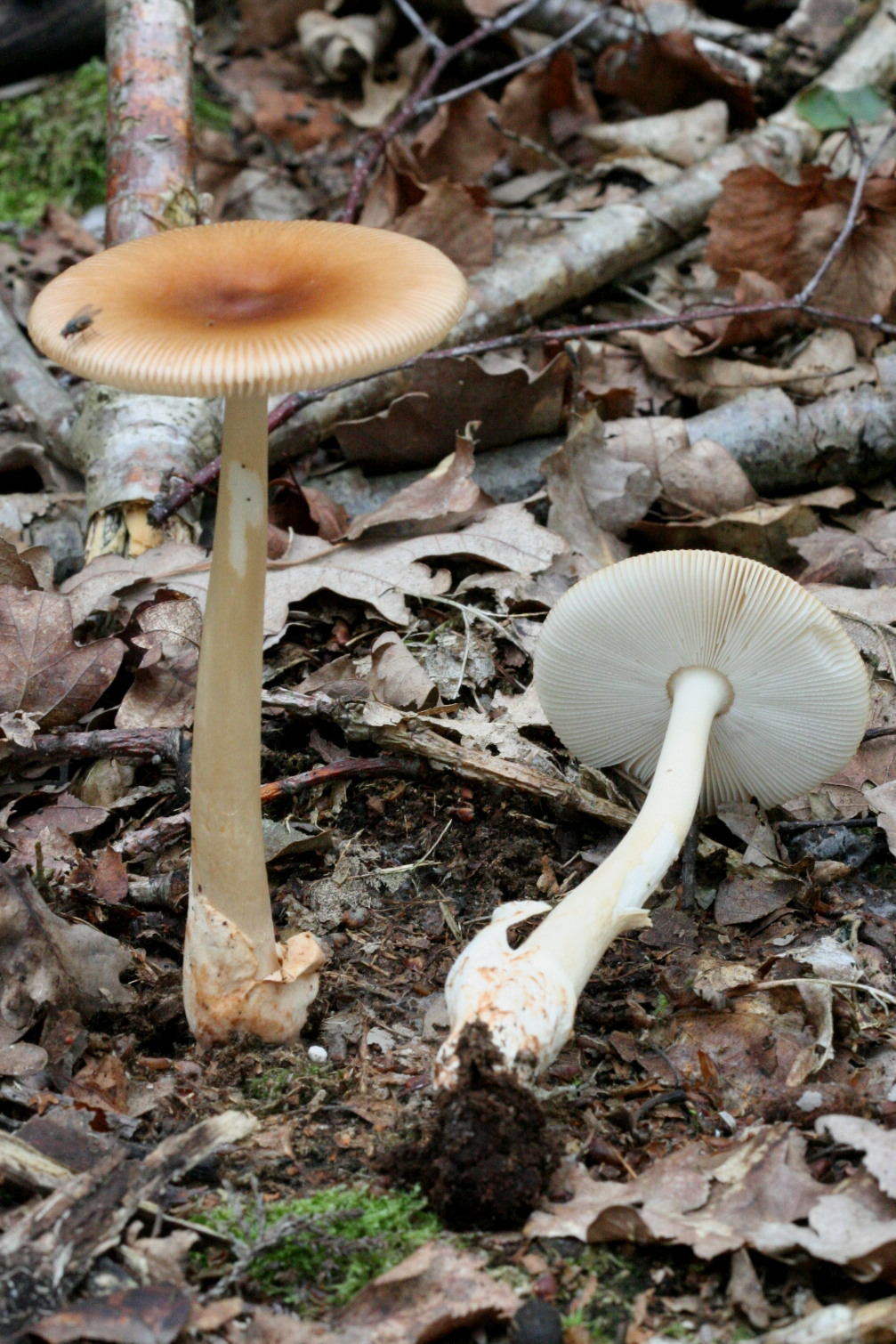
Rotbrauner Streifling (Amanita fulva)
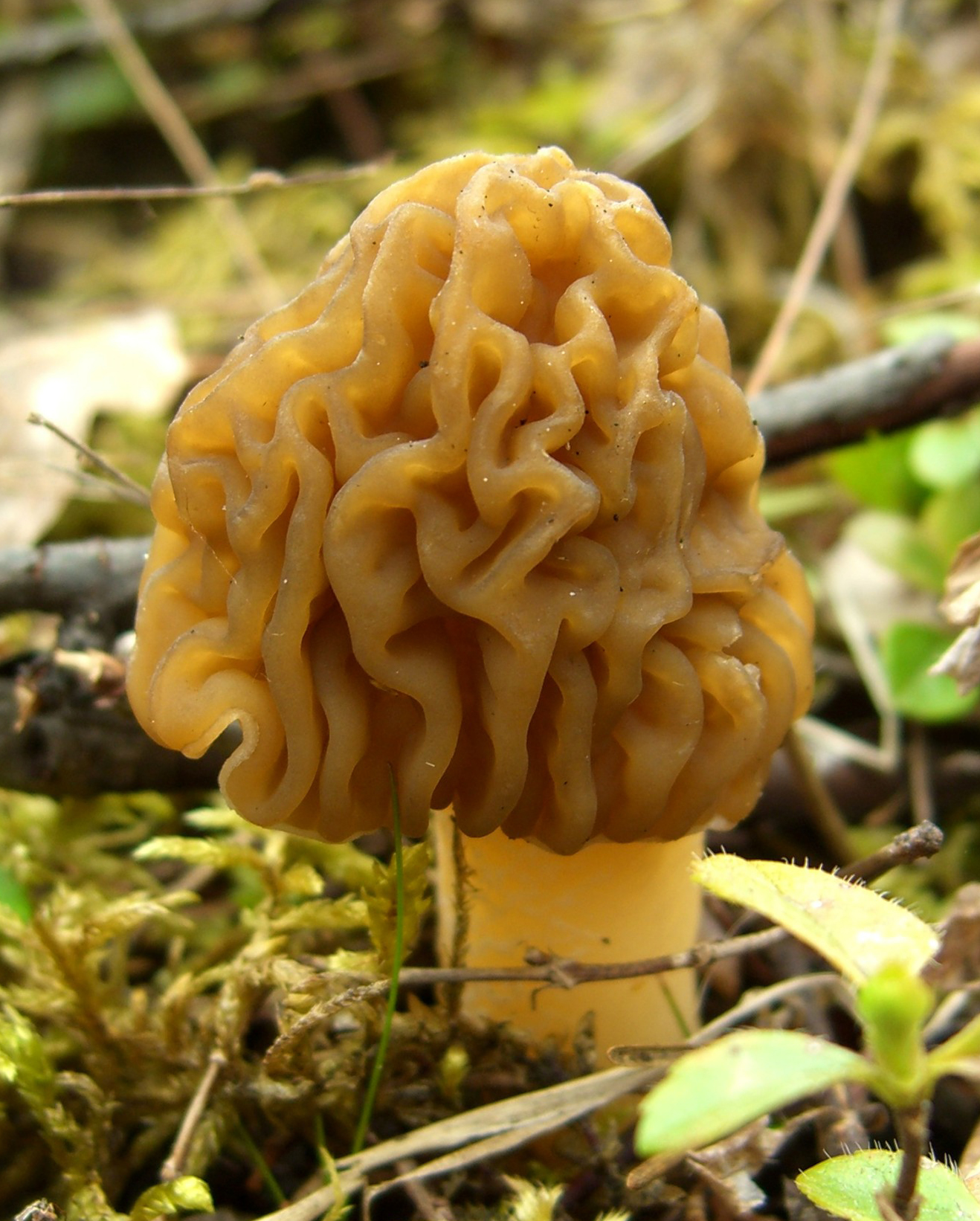
Runzel-Verpel (Verpa bohemica)

## S

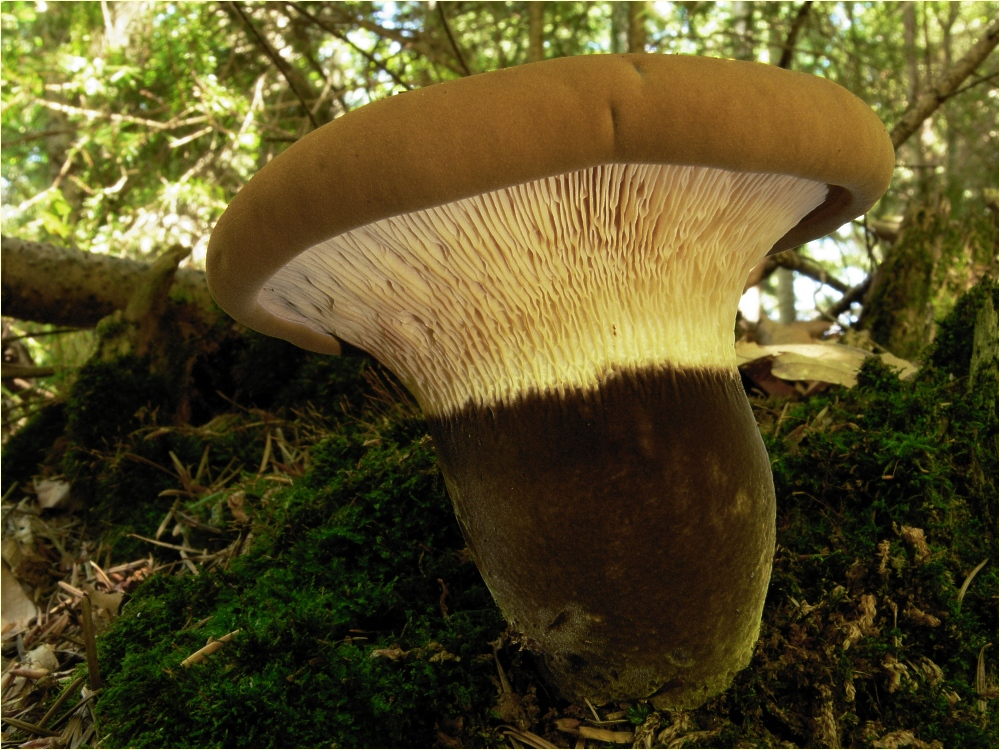
Samtfuß-Holzkrempling (Tapinella atrotomentosa)
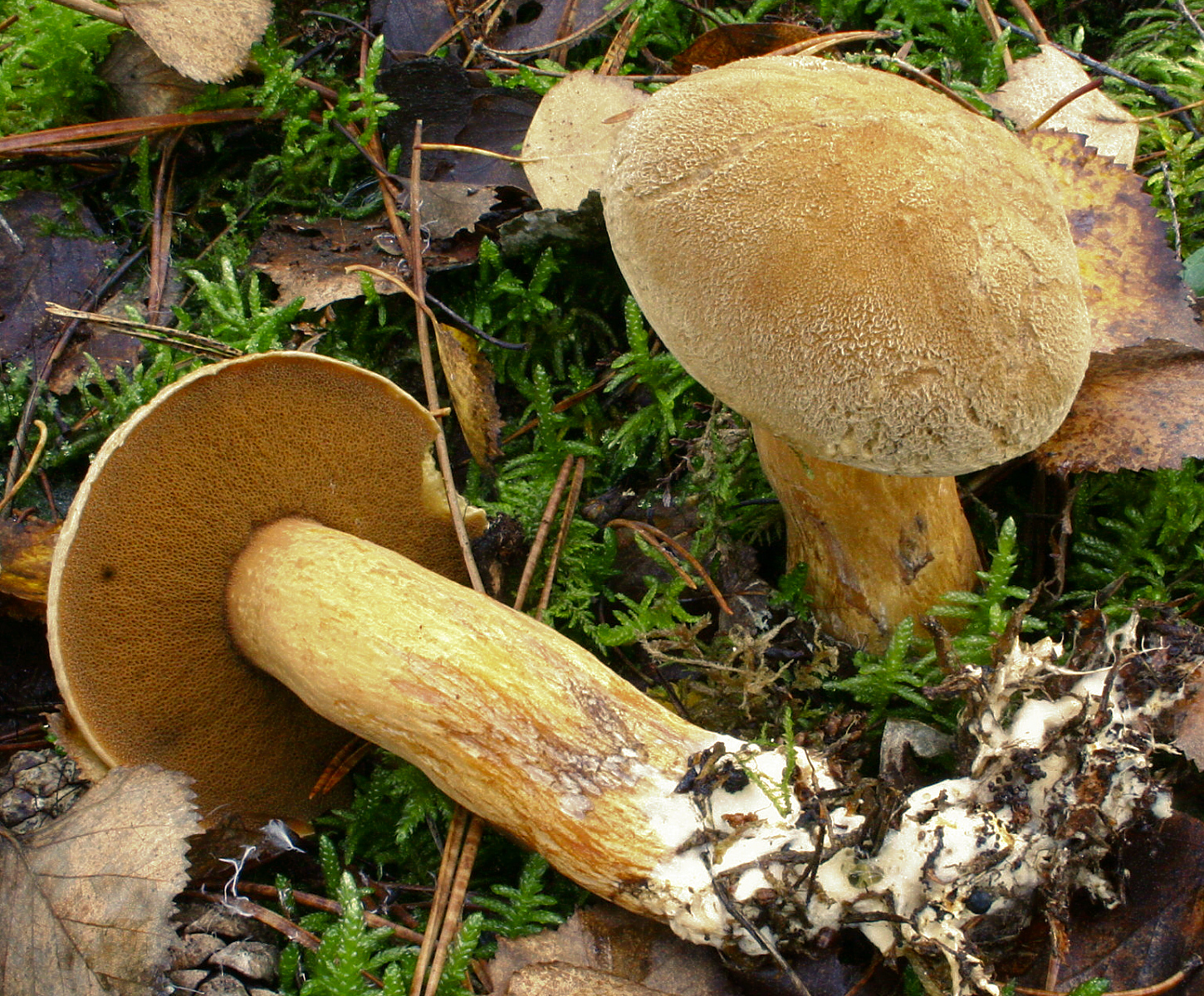
Sand-Röhrling (Suillus variegatus)
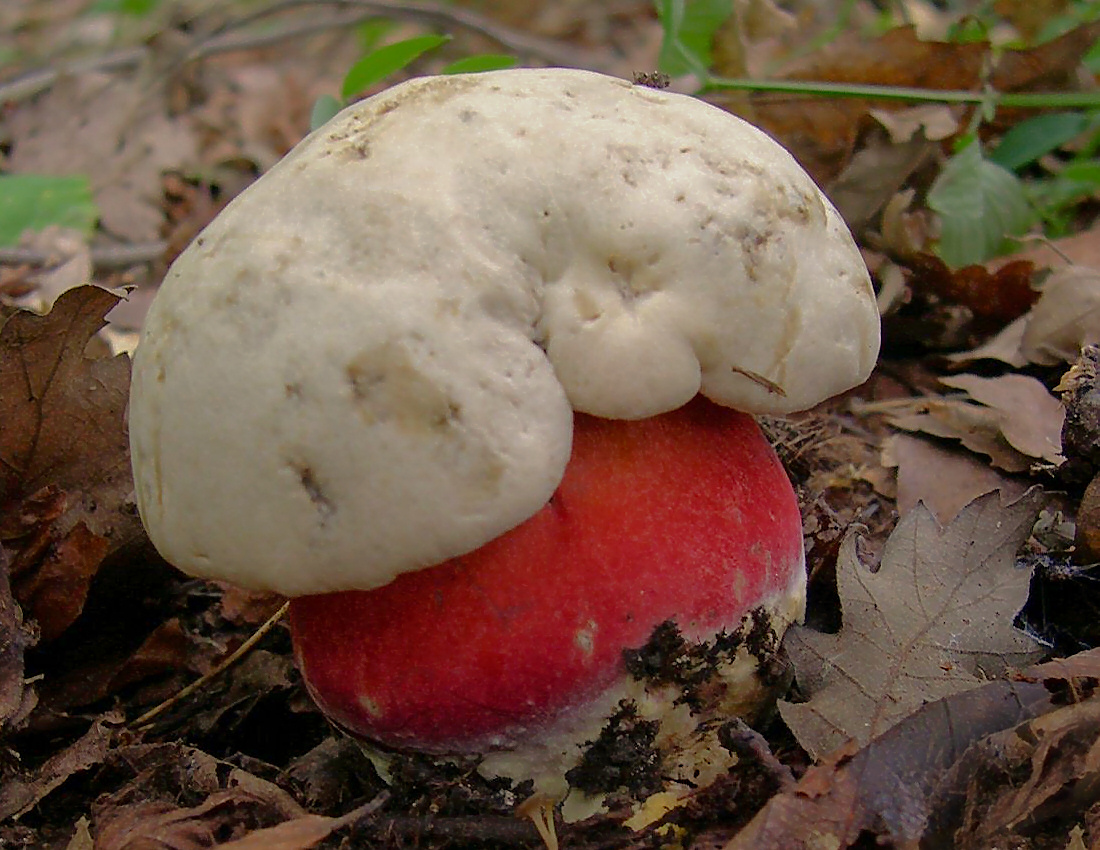
Satansröhrling (Boletus satanas)
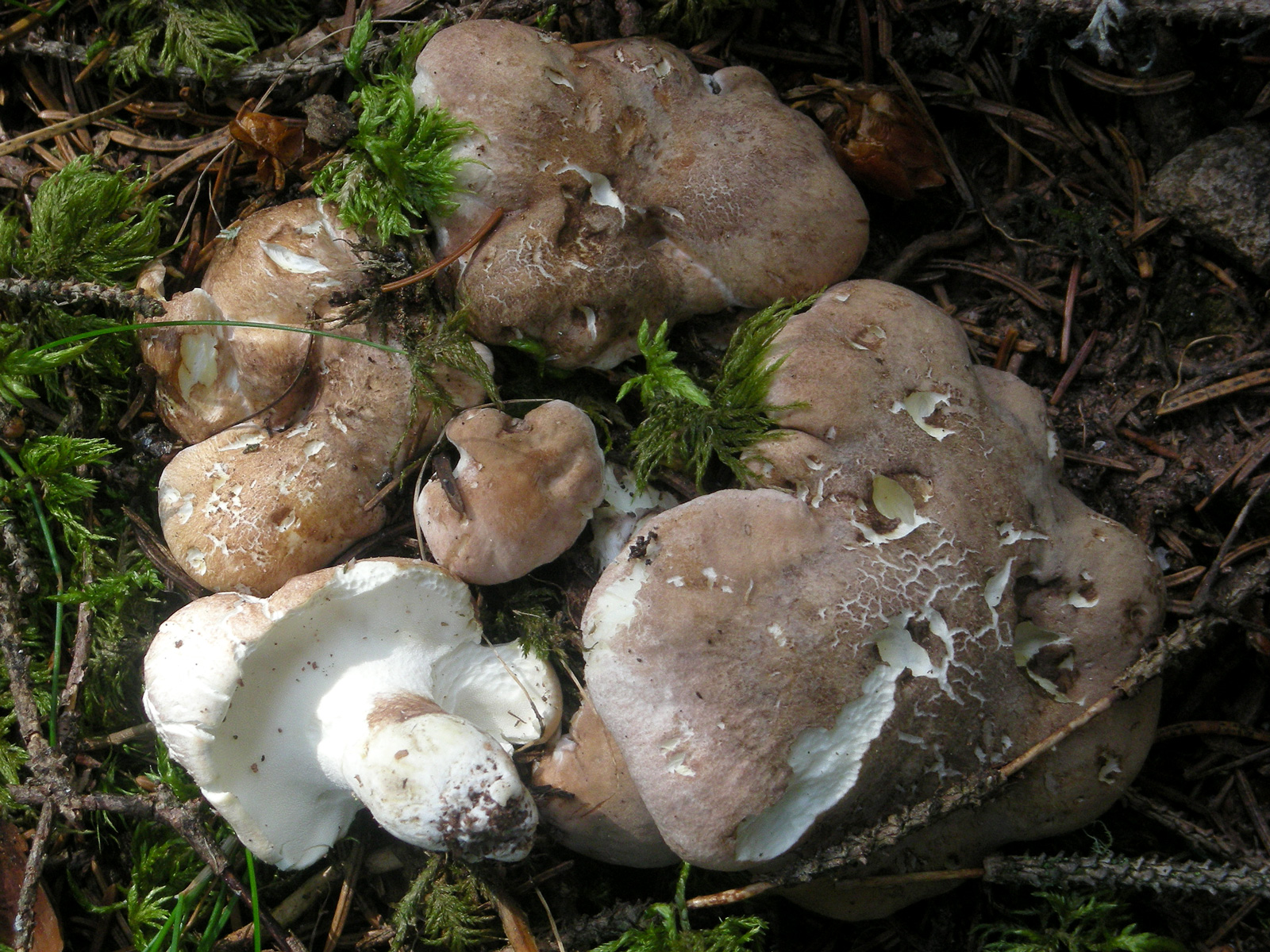
Schaf-Porling (Albatrellus ovinus)
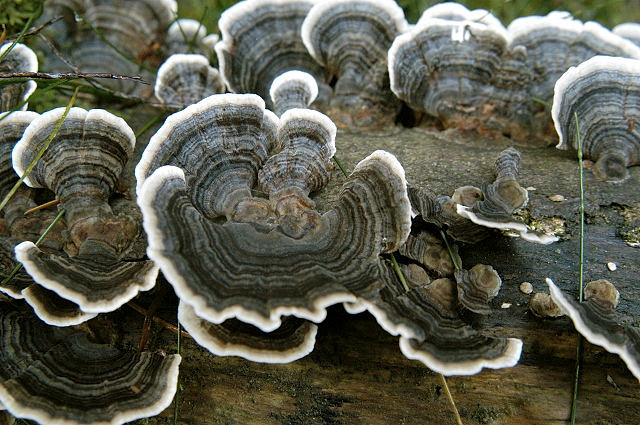
Schmetterlingstramete (Trametes versicolor)
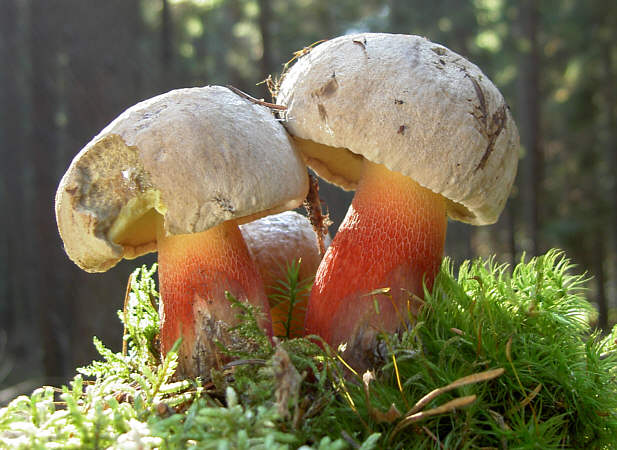
Schönfuß-Röhrling (Boletus calopus)
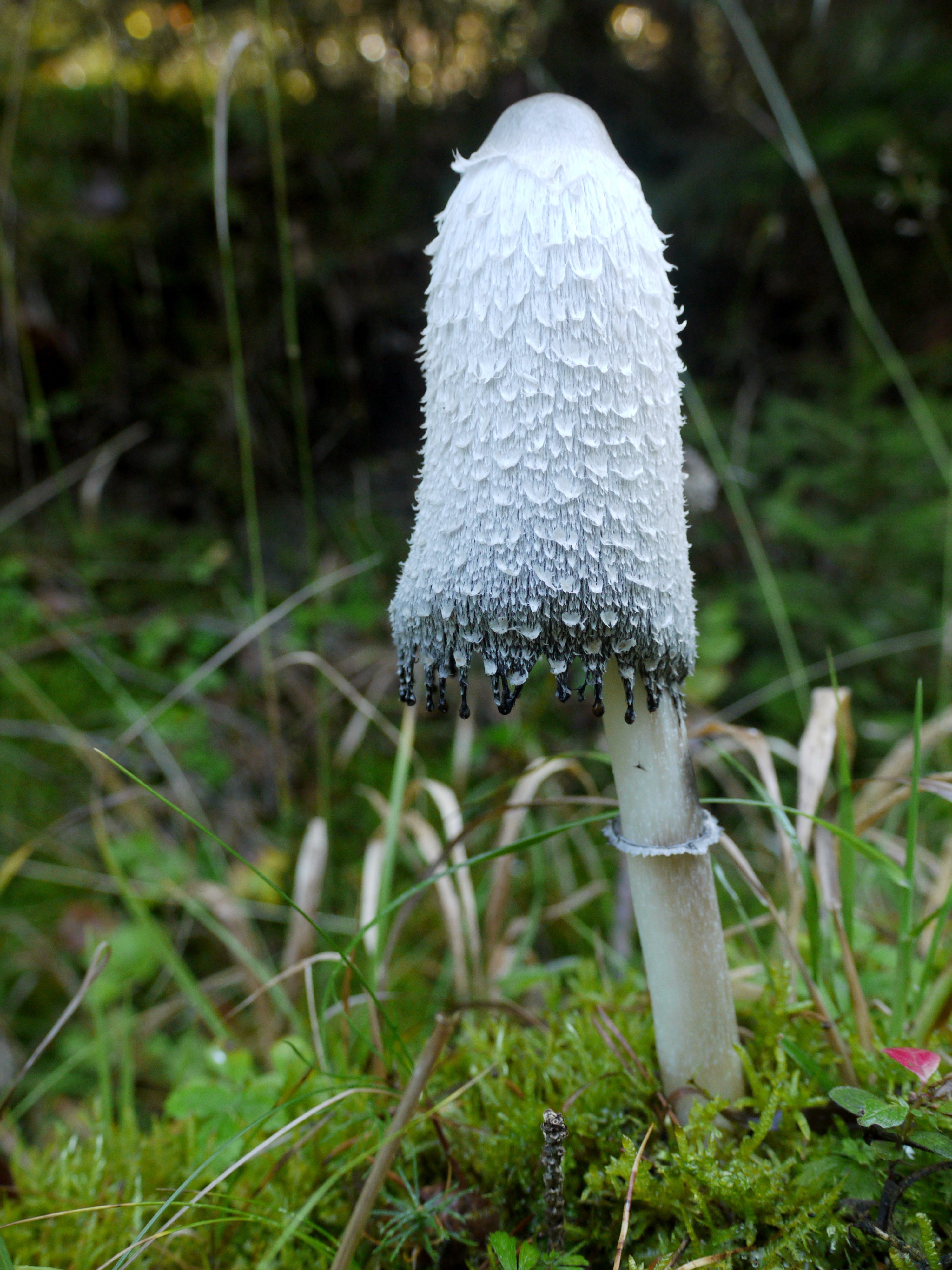
Schopf-Tintling (Coprinus comatus)
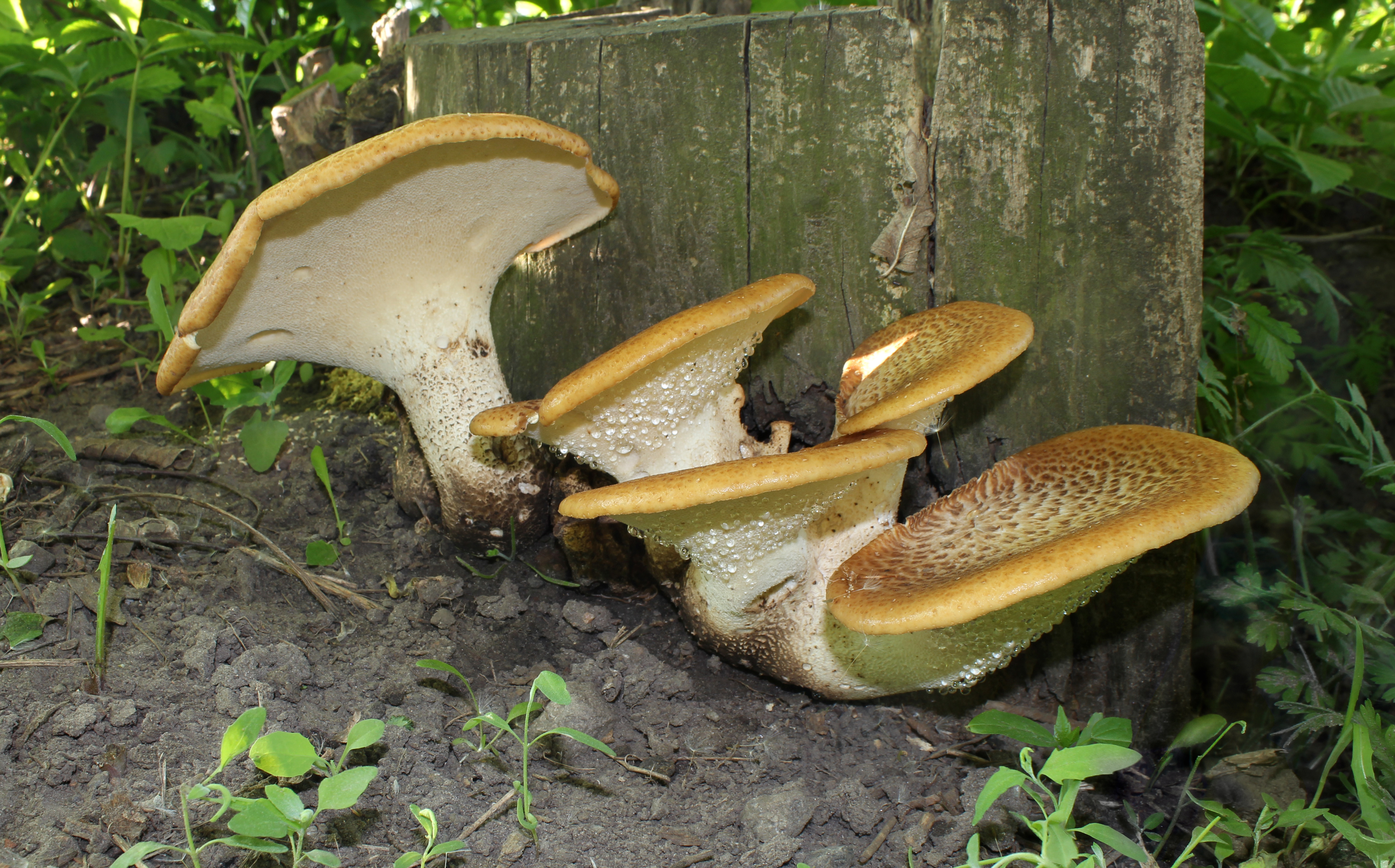
Schuppiger Stielporling (Polyporus squamosus)
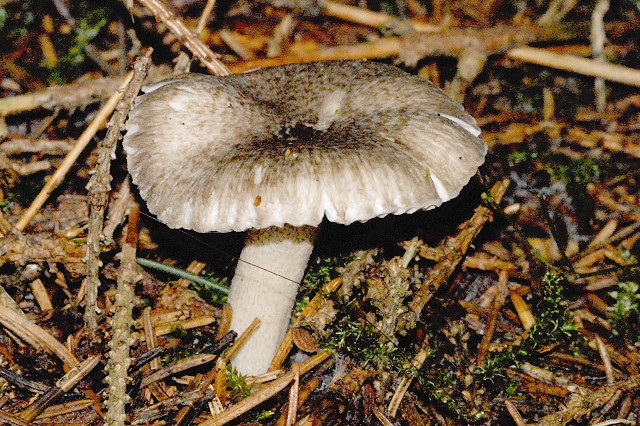
Schwarzpunktierter Schneckling (Hygrophorus pustulatus)
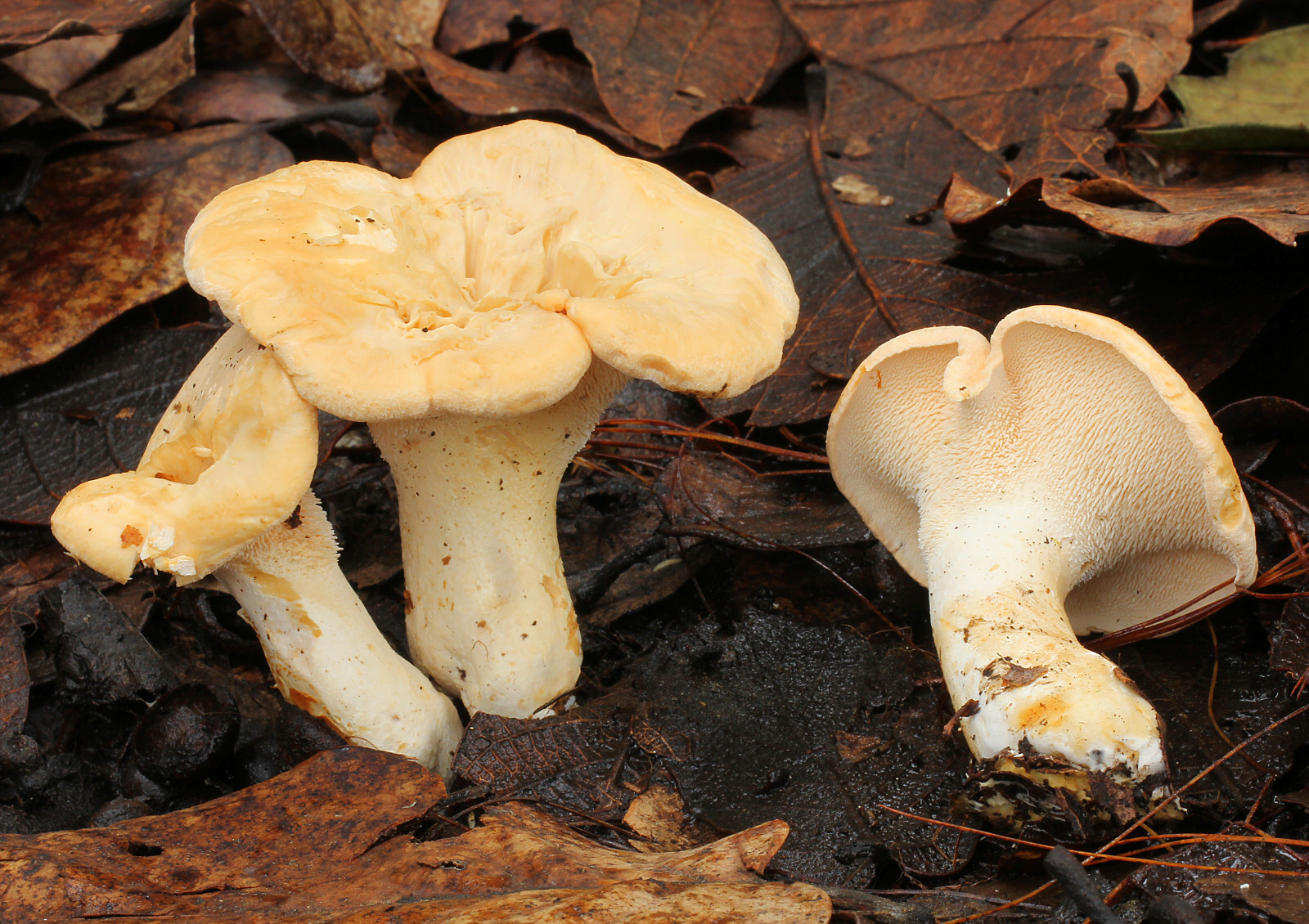
Semmel-Stoppelpilz (Hydnum repandum)
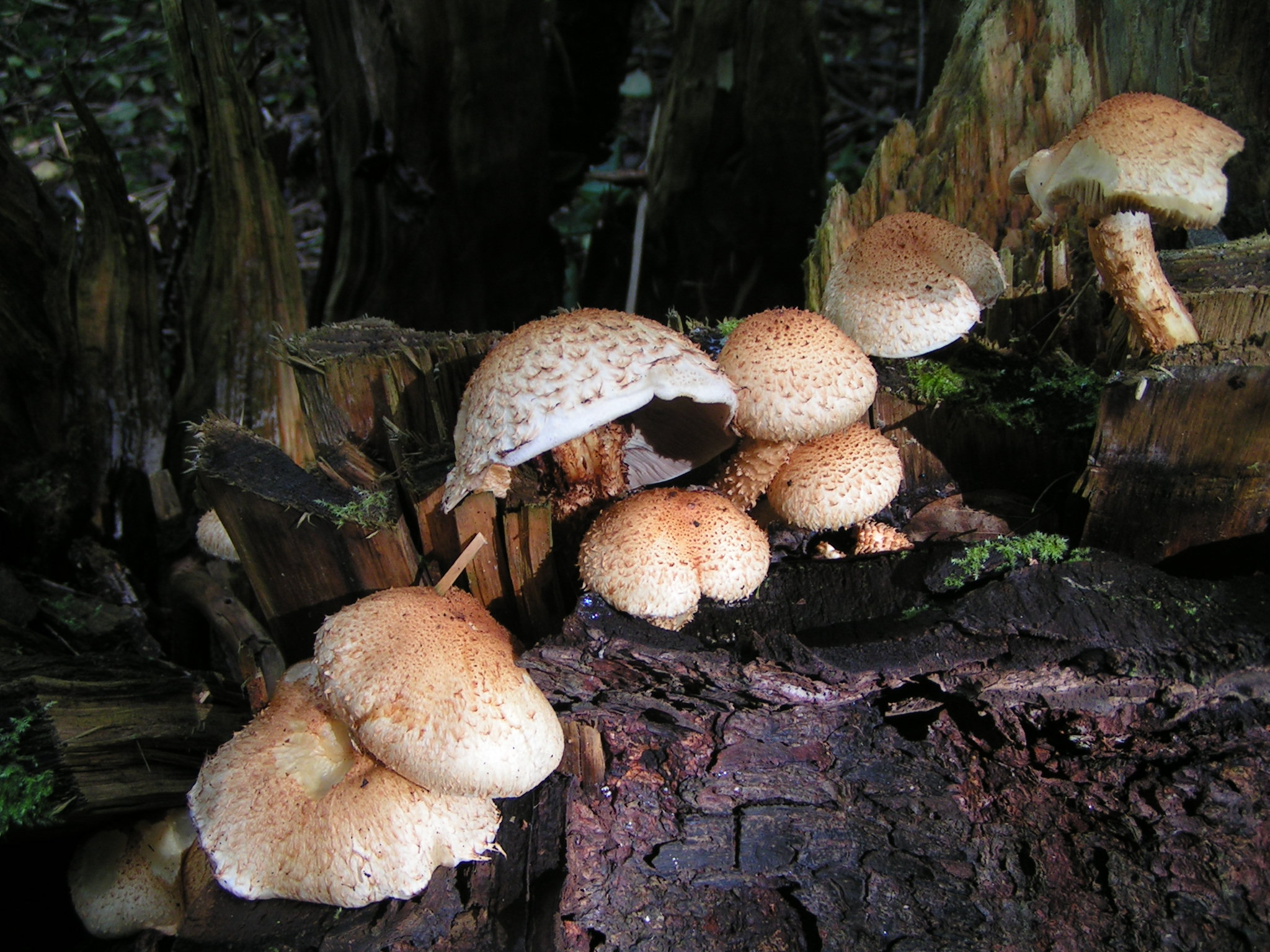
Sparriger Schüppling (Pholiota squarrosa)
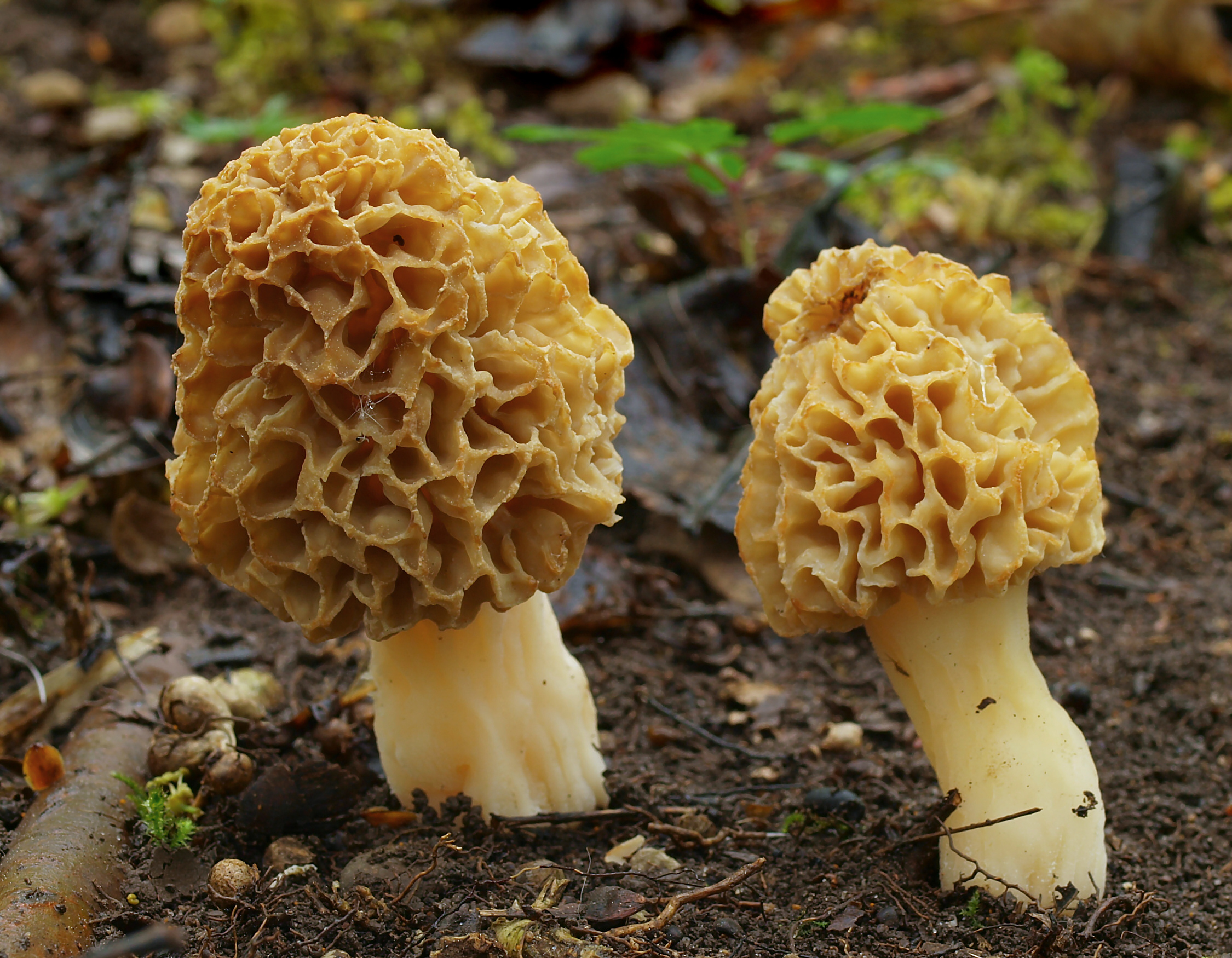
Speise-Morchel (Morchella esculenta agg.)
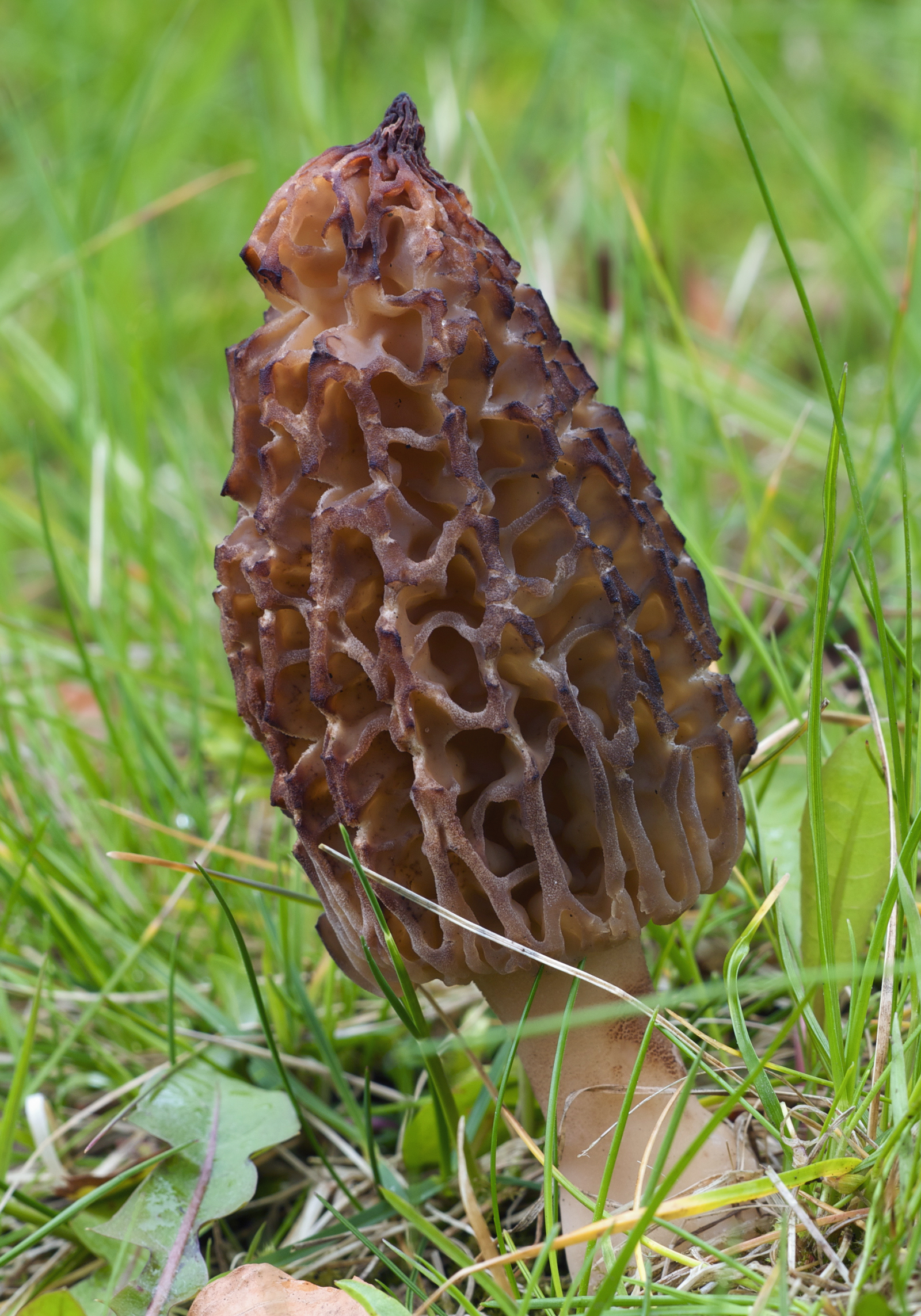
Spitzmorchel (Morchella elata)
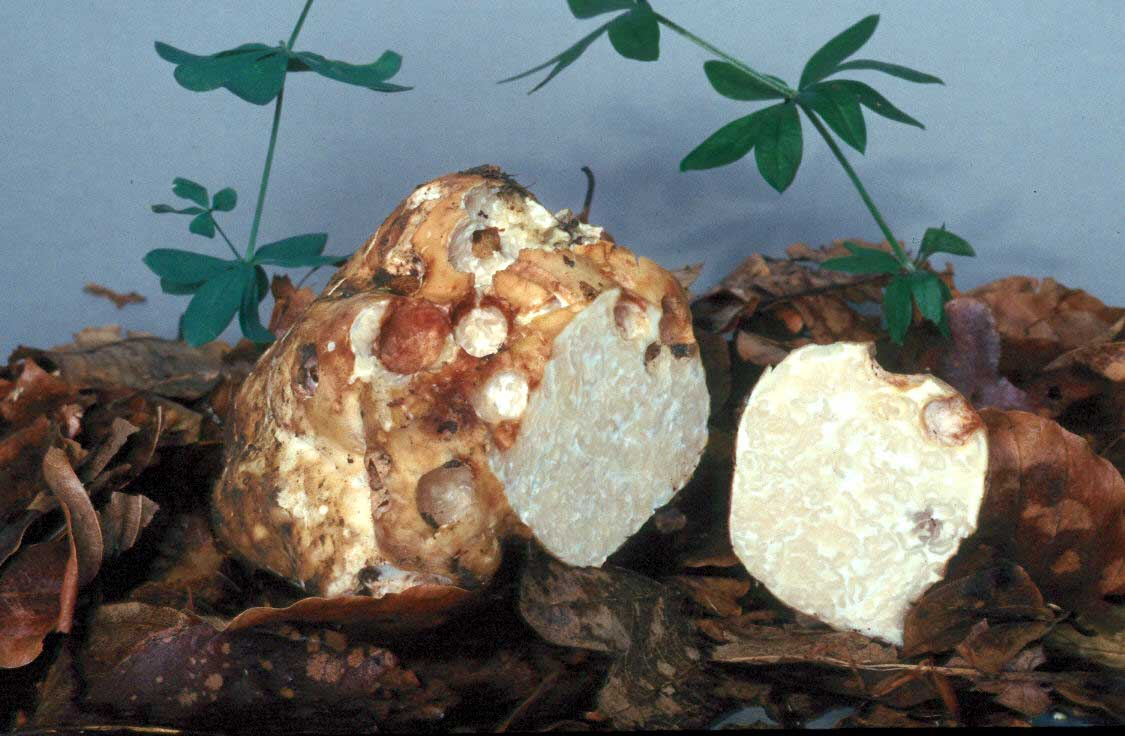
Stachelsporige Mäandertrüffel (Choiromyces maeandriformis)
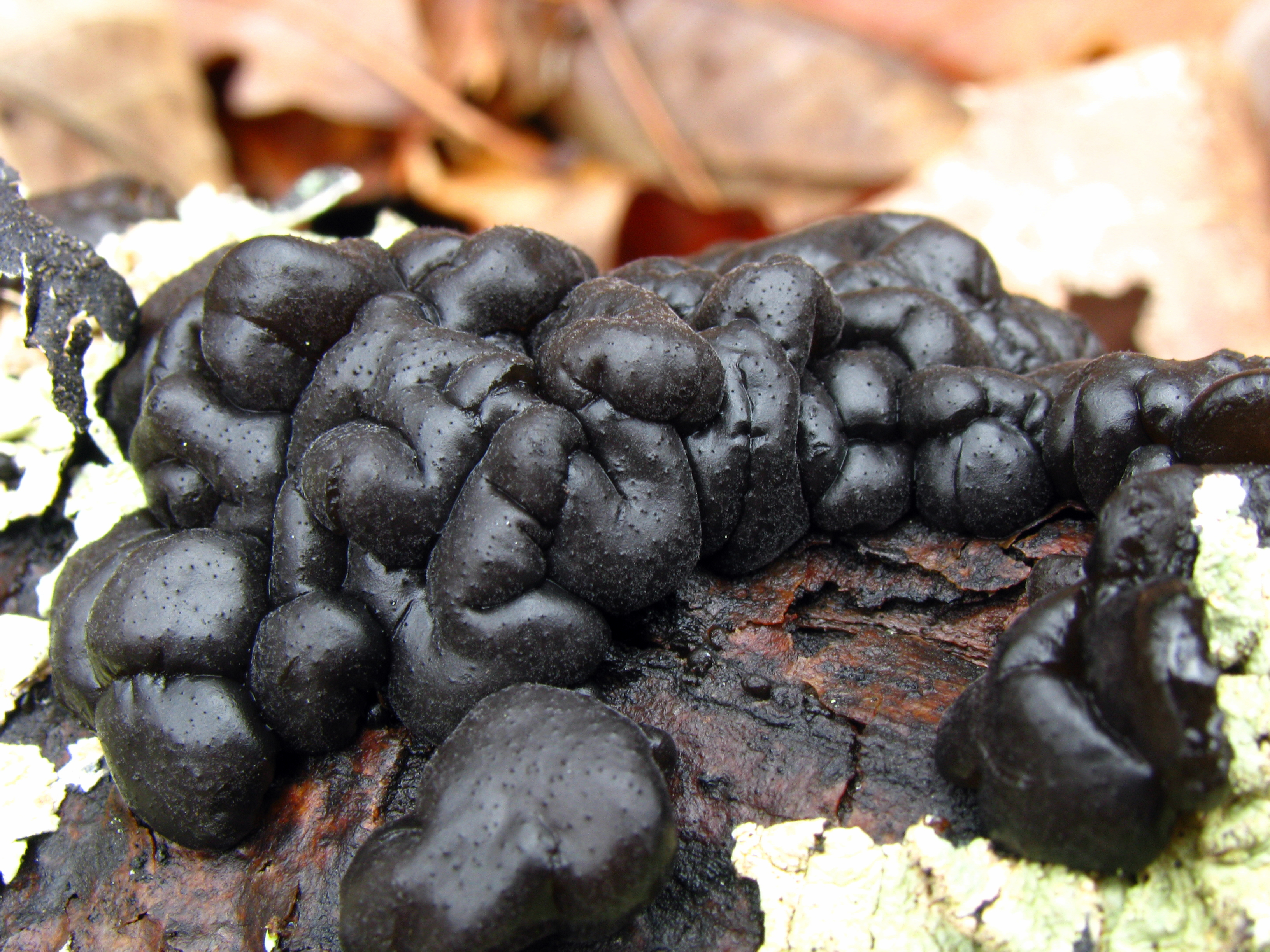
Stoppeliger Drüsling (Exidia glandulosa)

## T

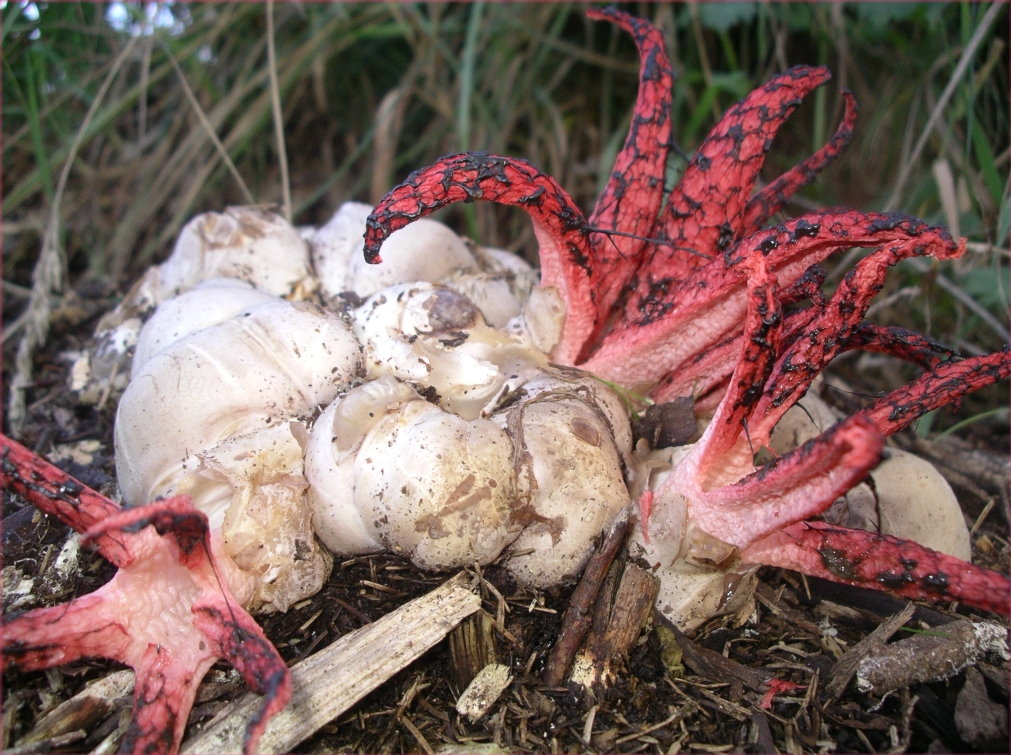
Tintenfischpilz (Clathrus archeri)
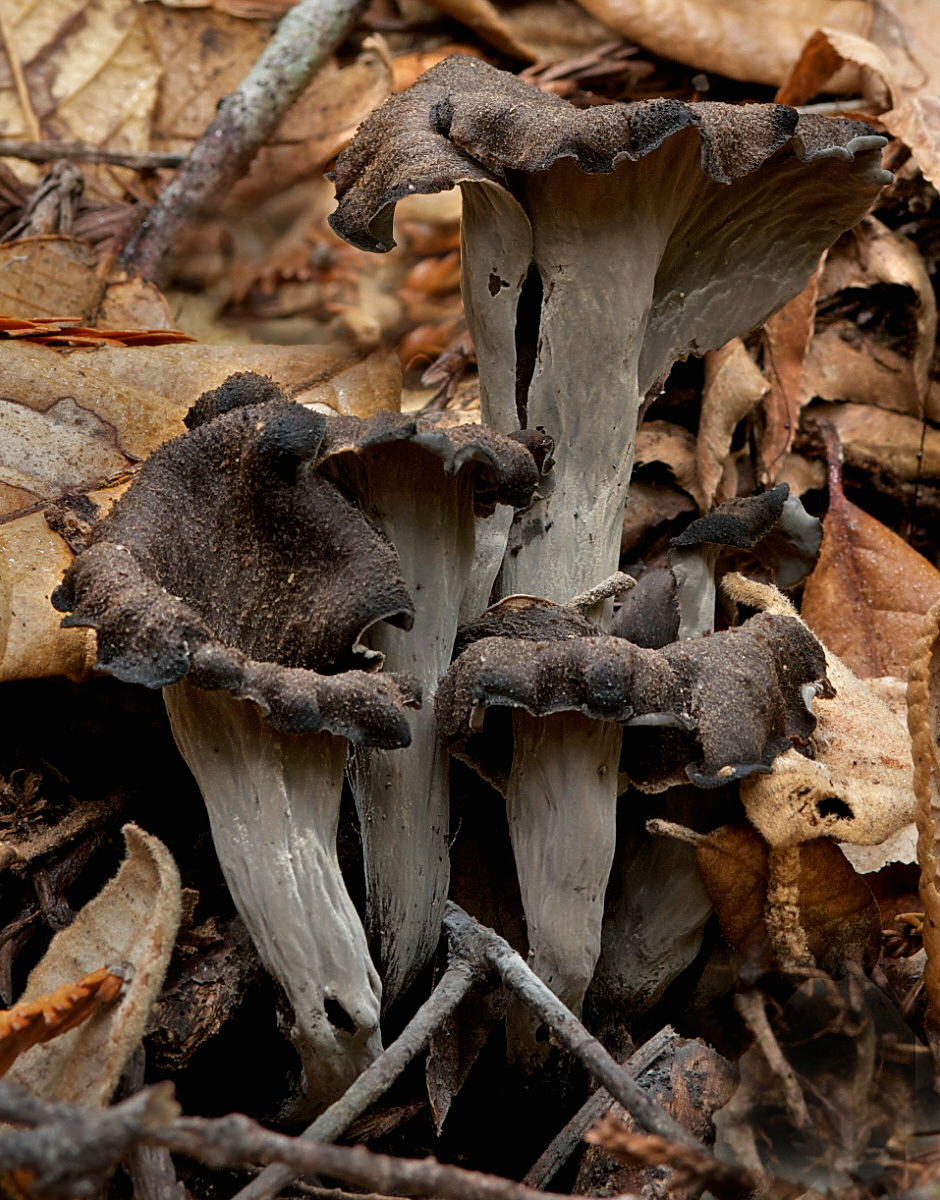
Totentrompete (Craterellus cornucopioides)
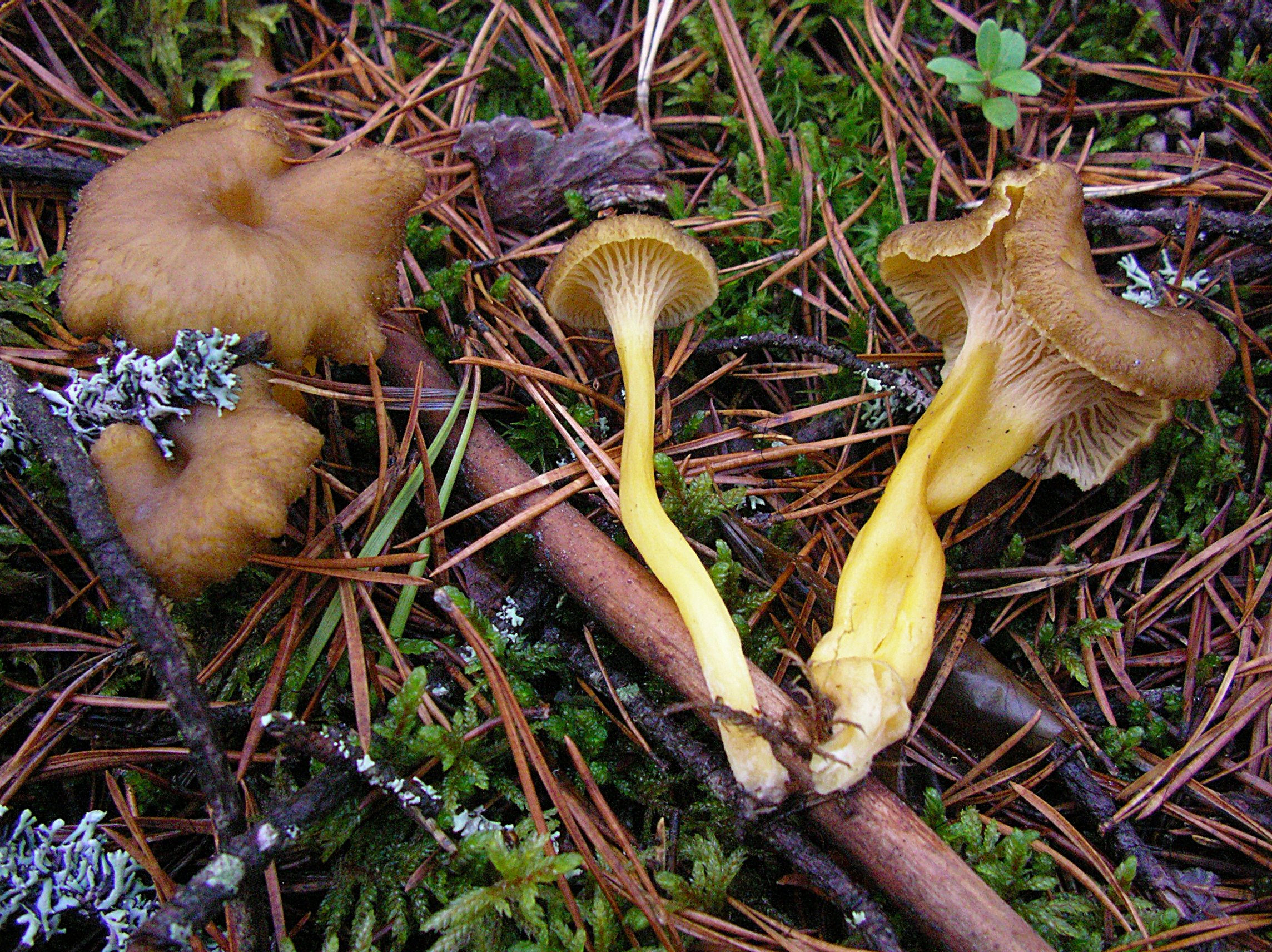
Trompetenpfifferling (Craterellus tubaeformis)

## V

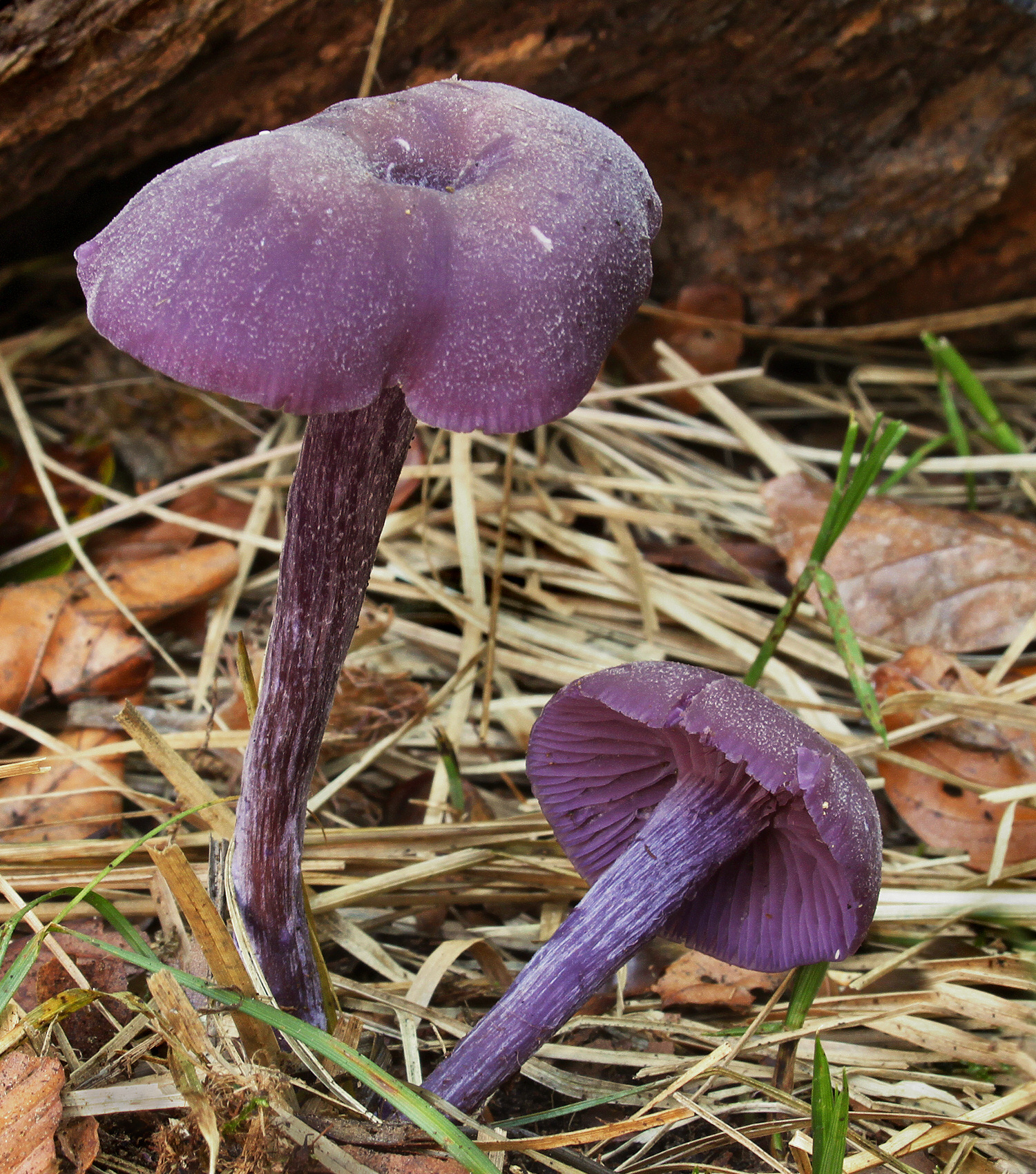
Violetter Lacktrichterling (Laccaria amethystea)
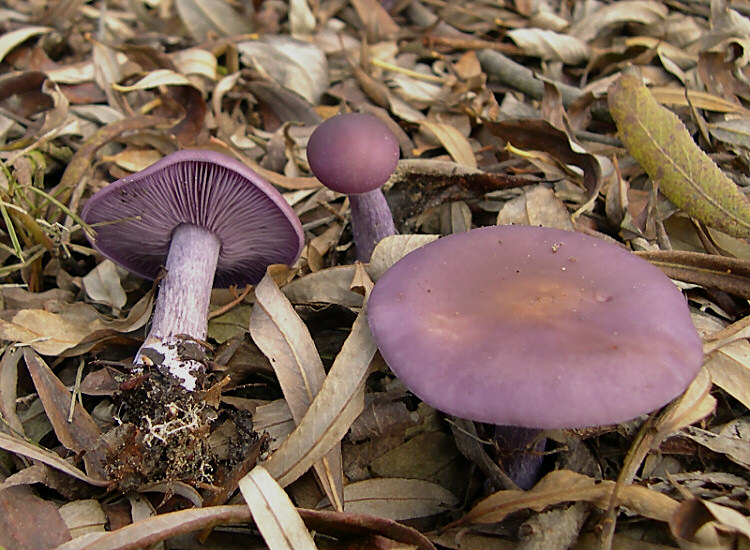
Violetter Rötelritterling (Lepista nuda)

## W

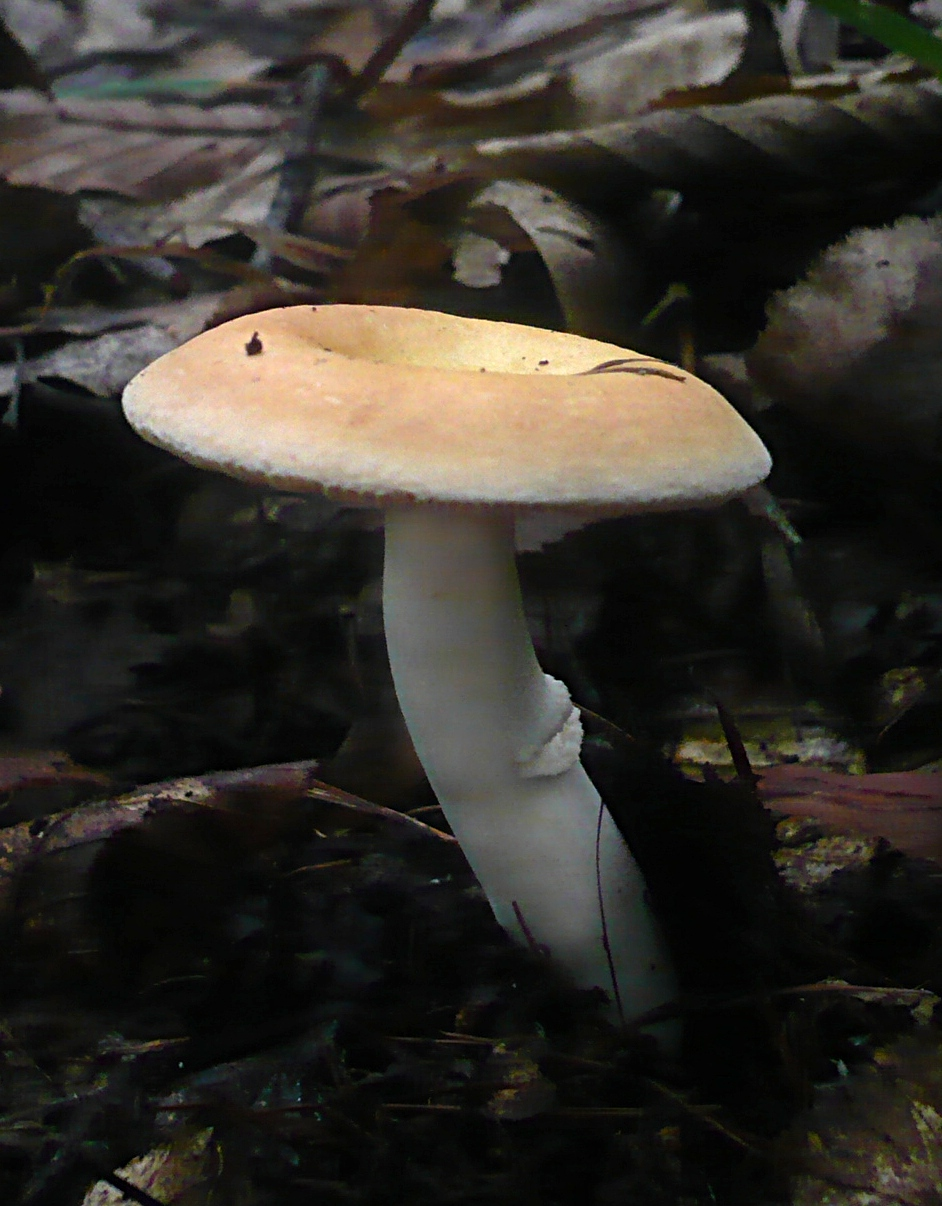
Wechselfarbiger Dotter-Täubling (Russula risigallina)
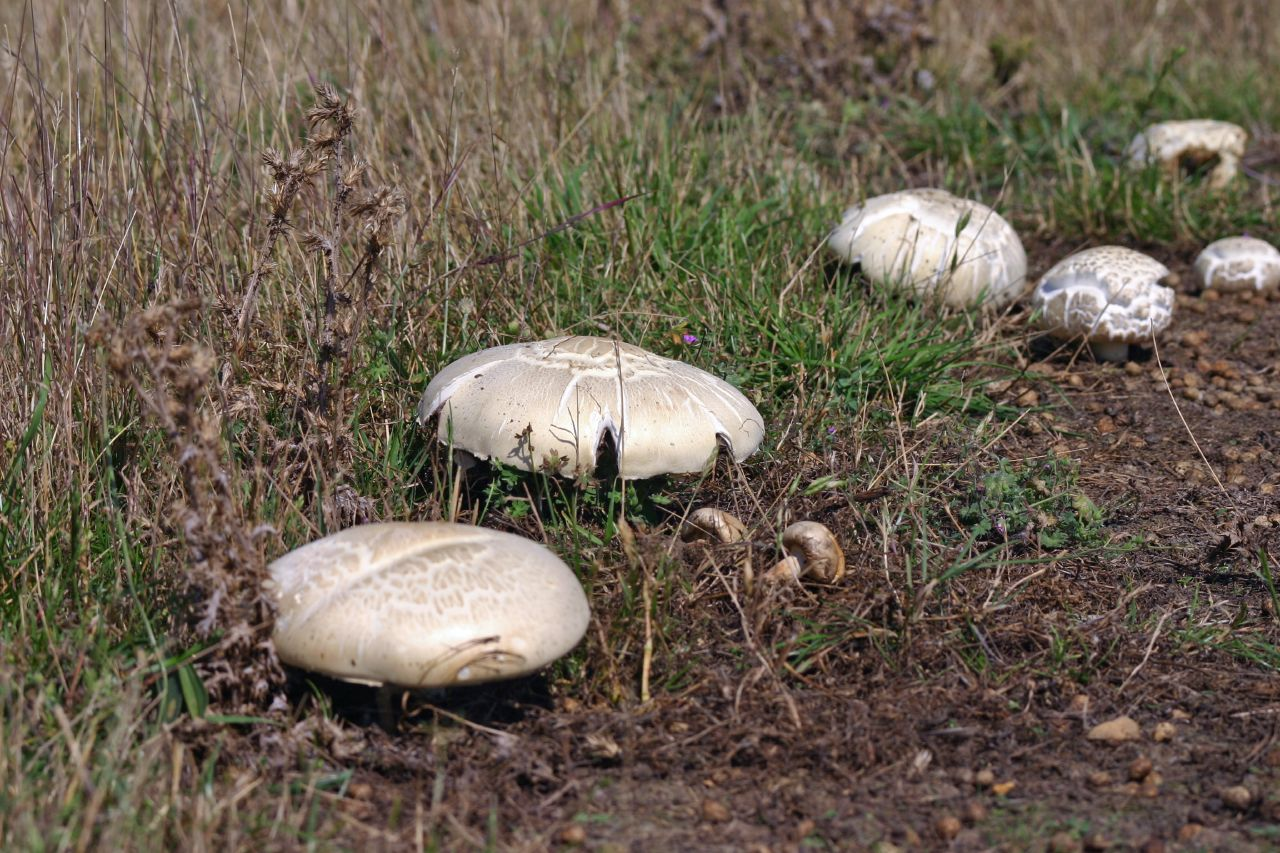
Weißer Anis-Champignon (Agaricus arvensis)
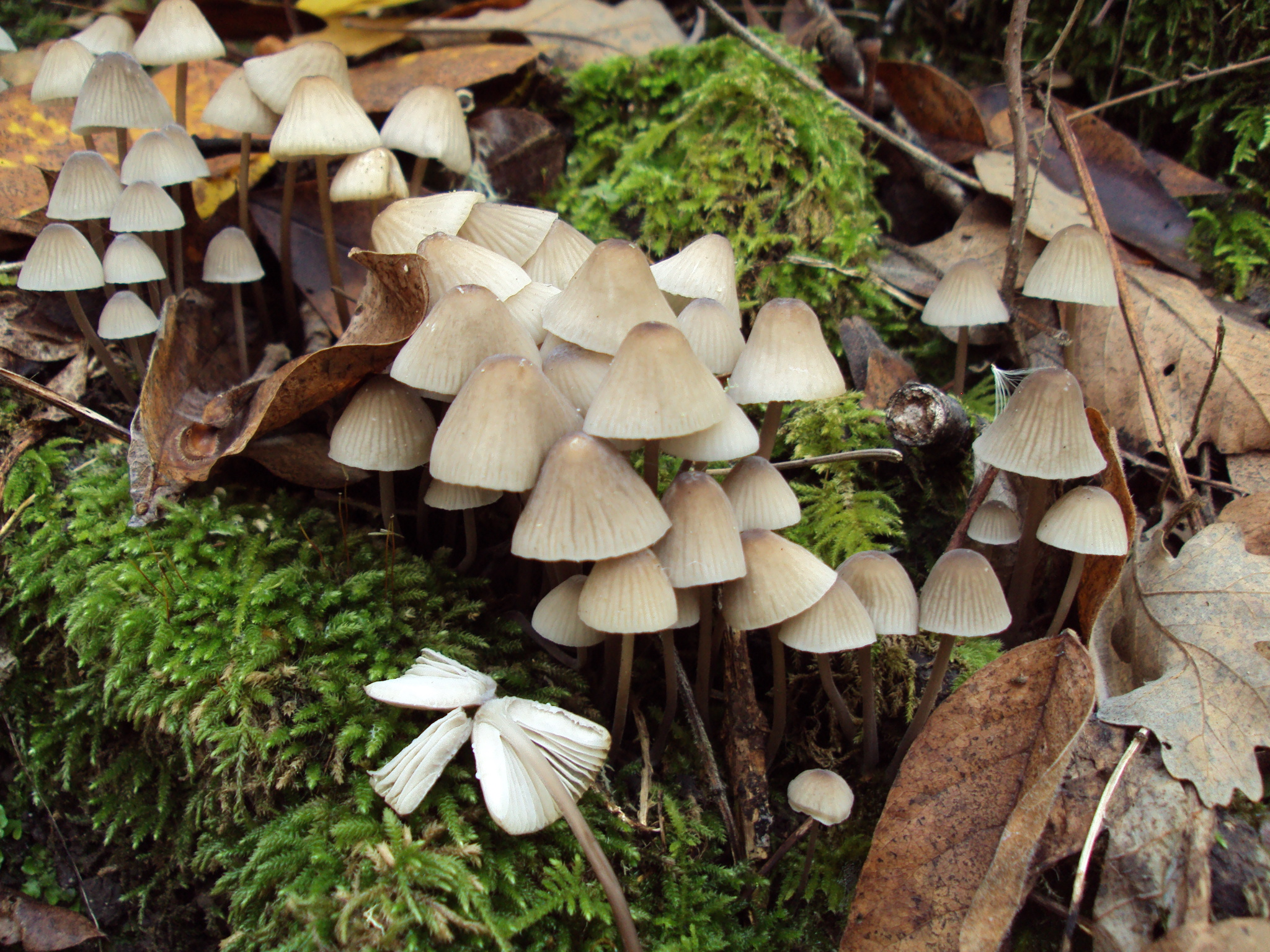
Weißmilchender Helmling (Mycena galopus)
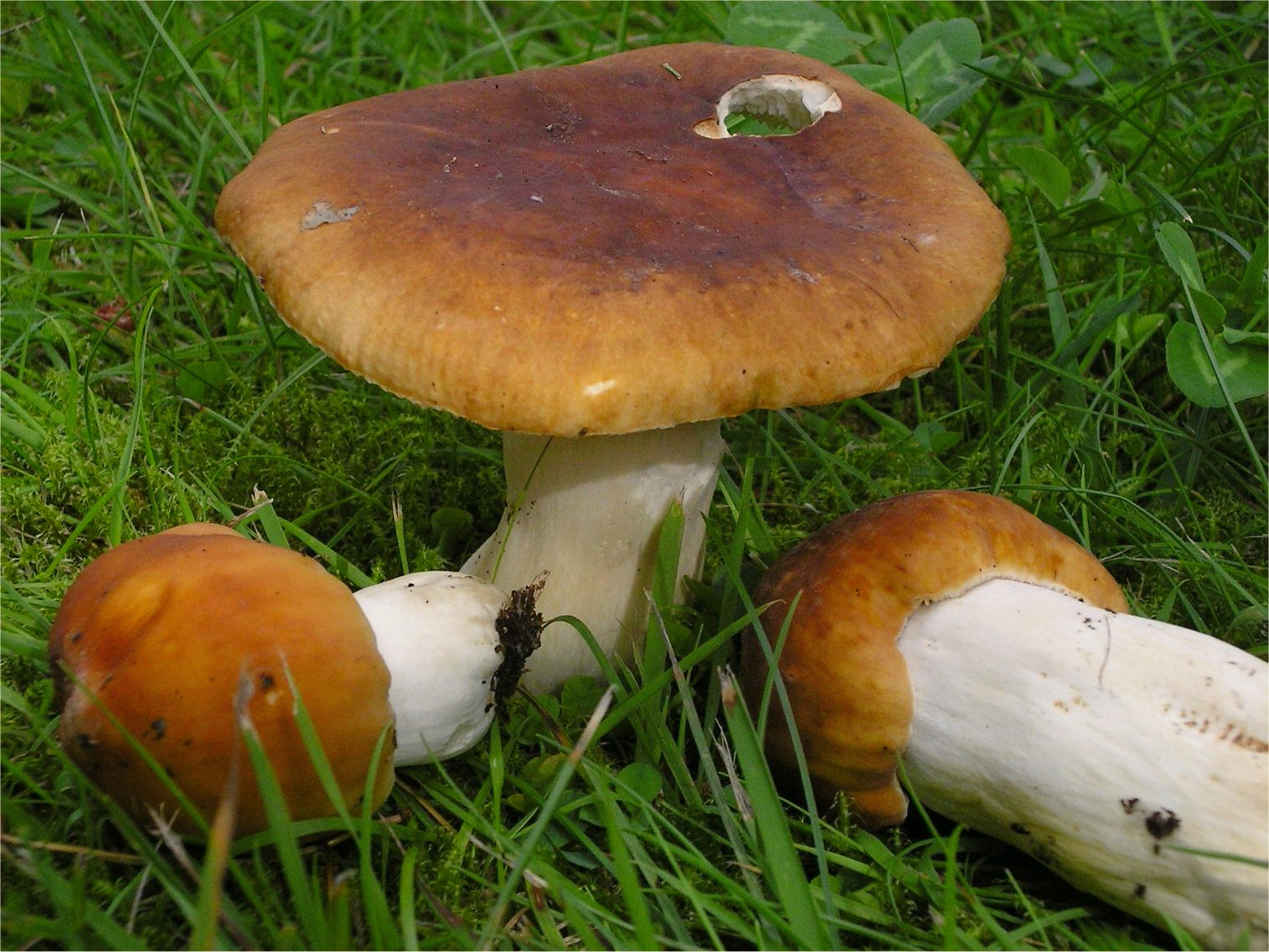
Wiesel-Täubling (Russula mustelina)
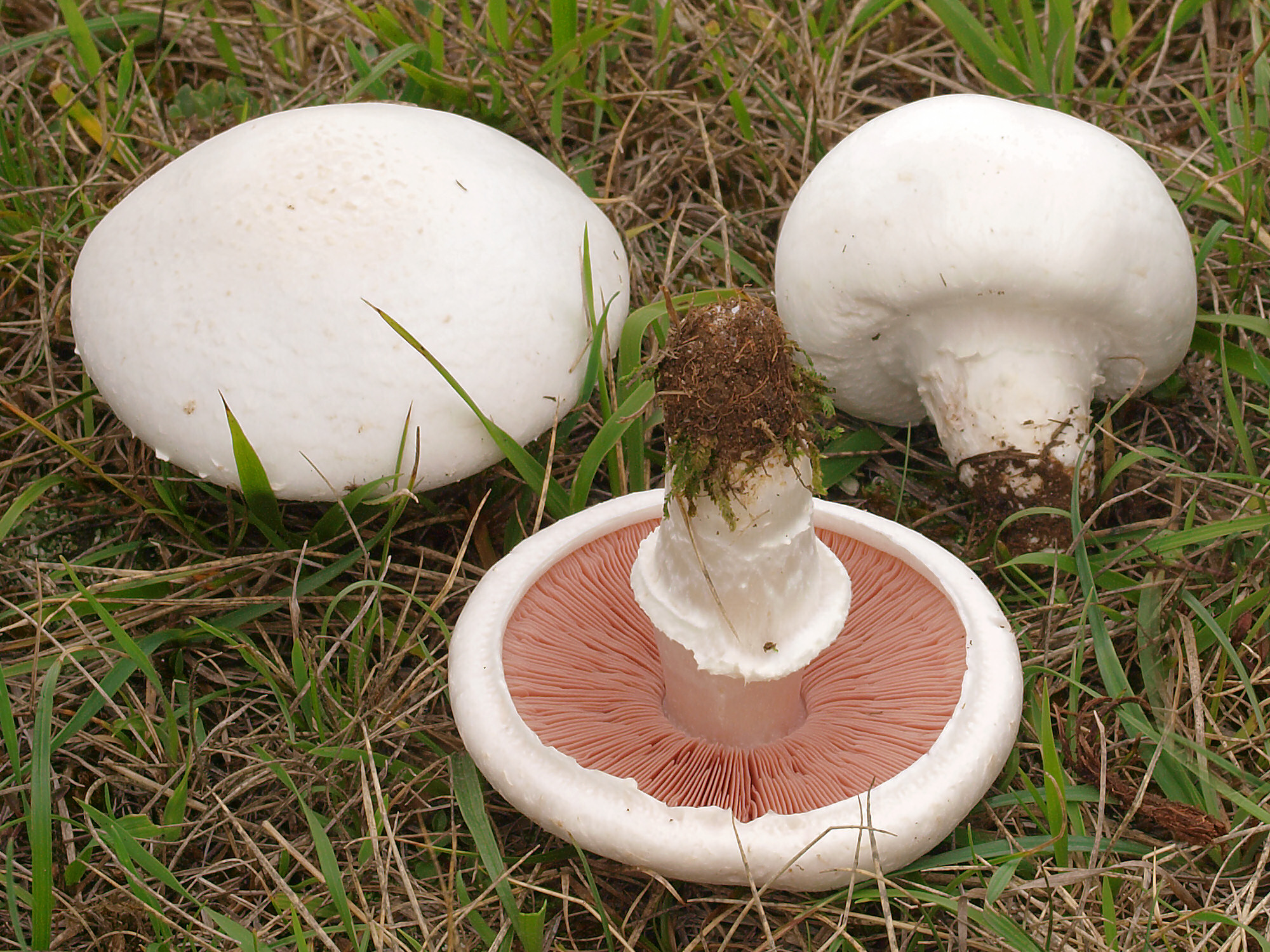
Wiesenchampignon (Agaricus campestris)
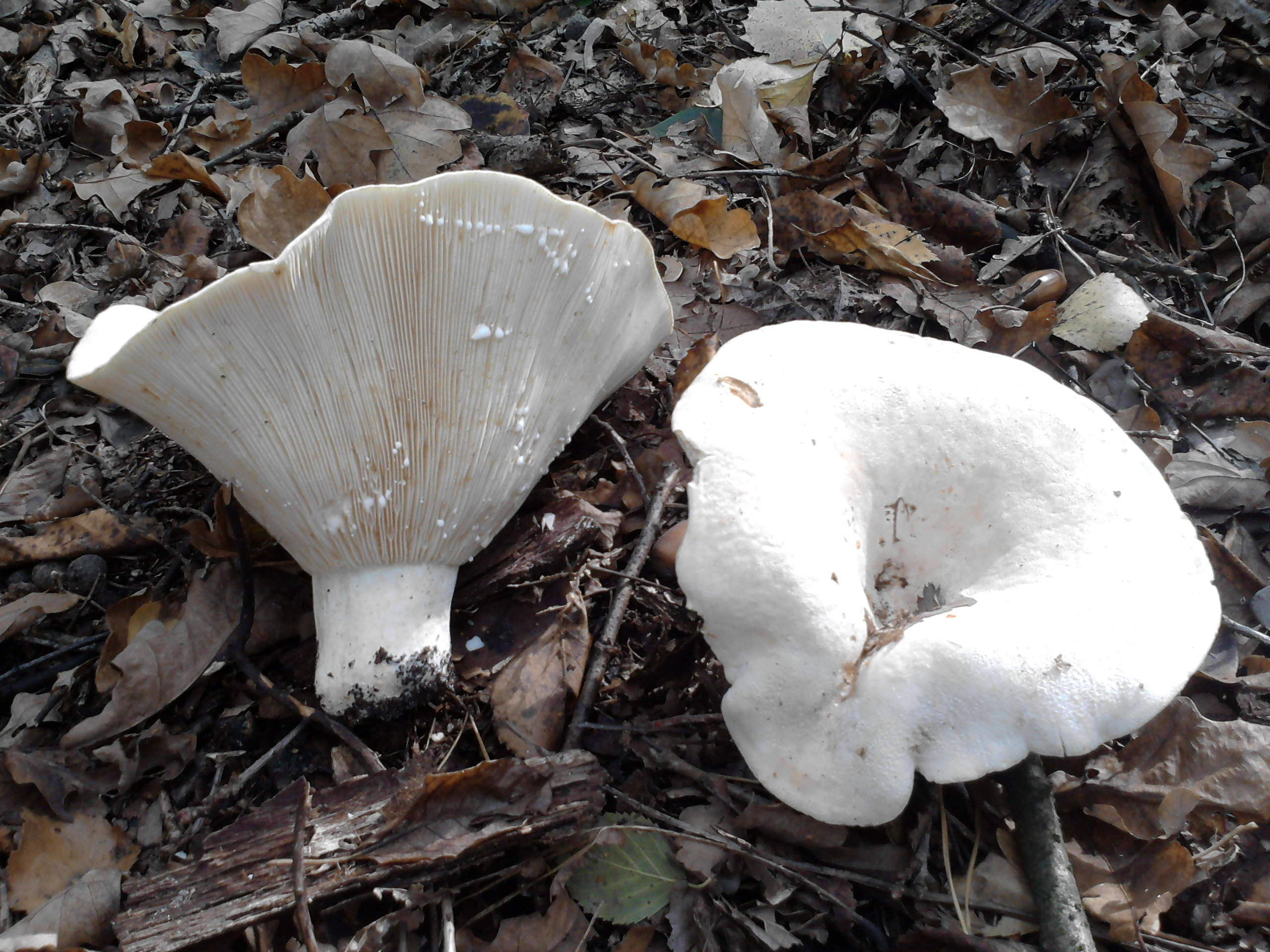
Wolliger Milchling (Lactarius vellereus)

## Z

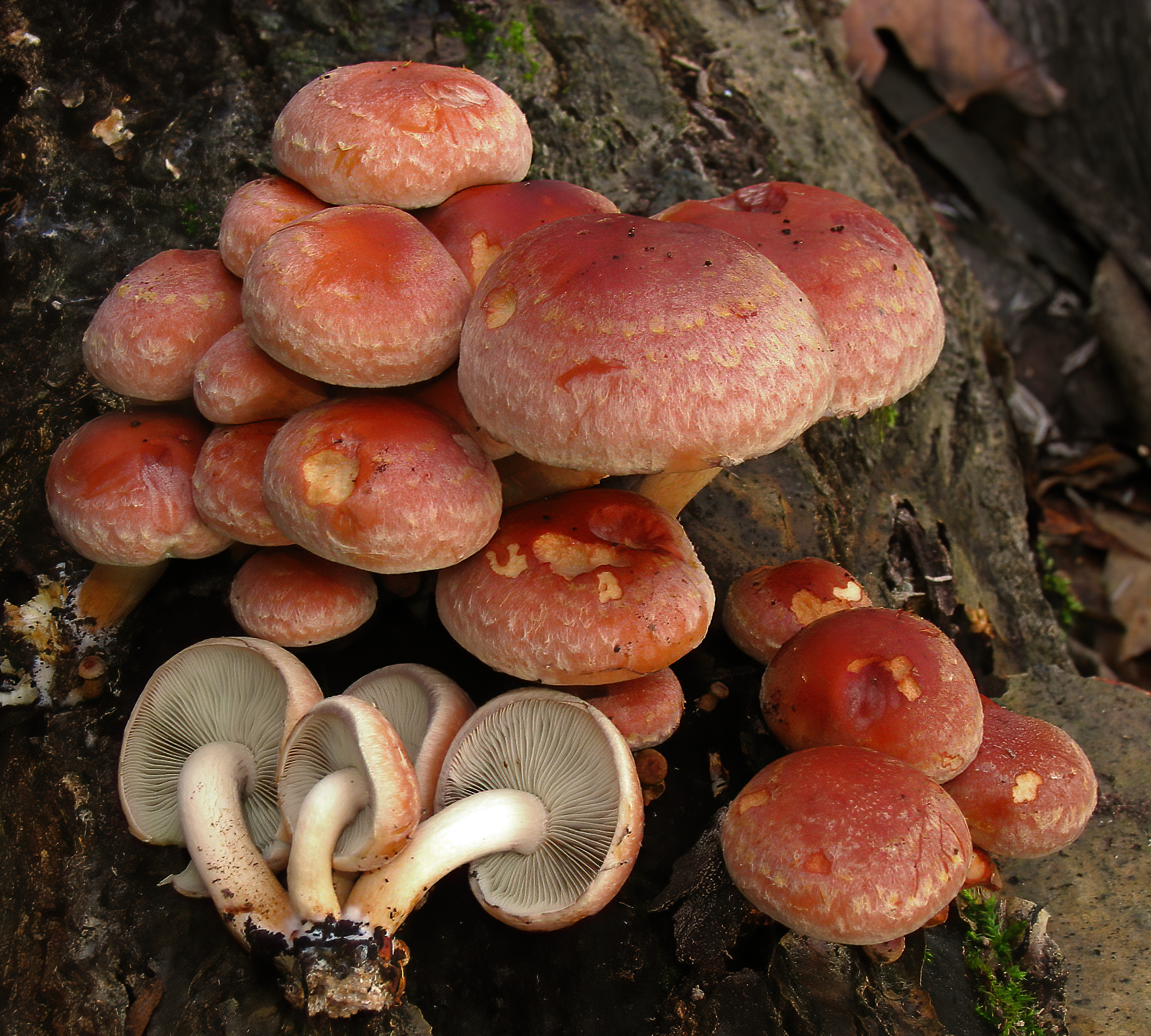
Ziegelroter Schwefelkopf (Hypholoma lateritium)
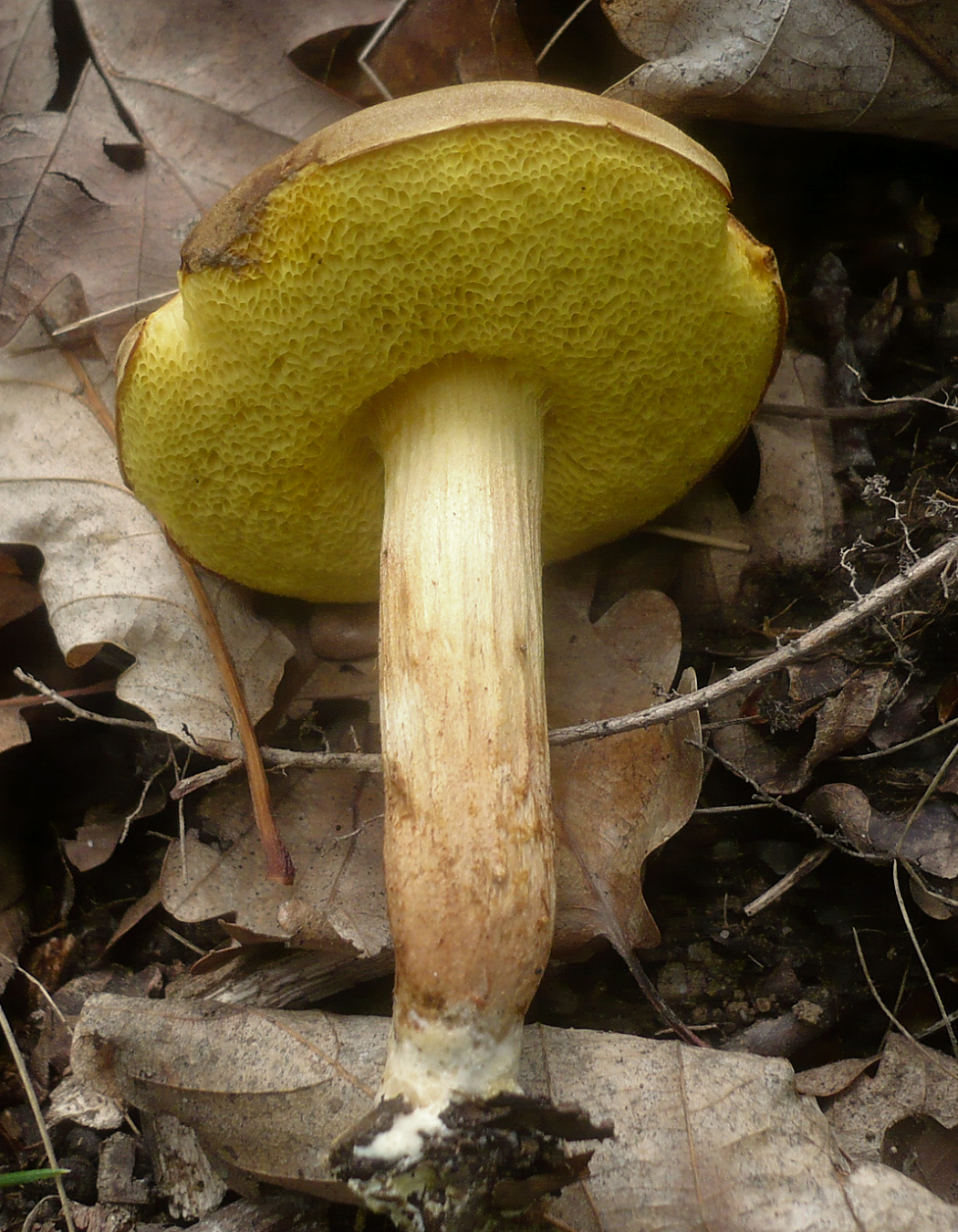
Ziegenlippe (Xerocomus subtomentosus)
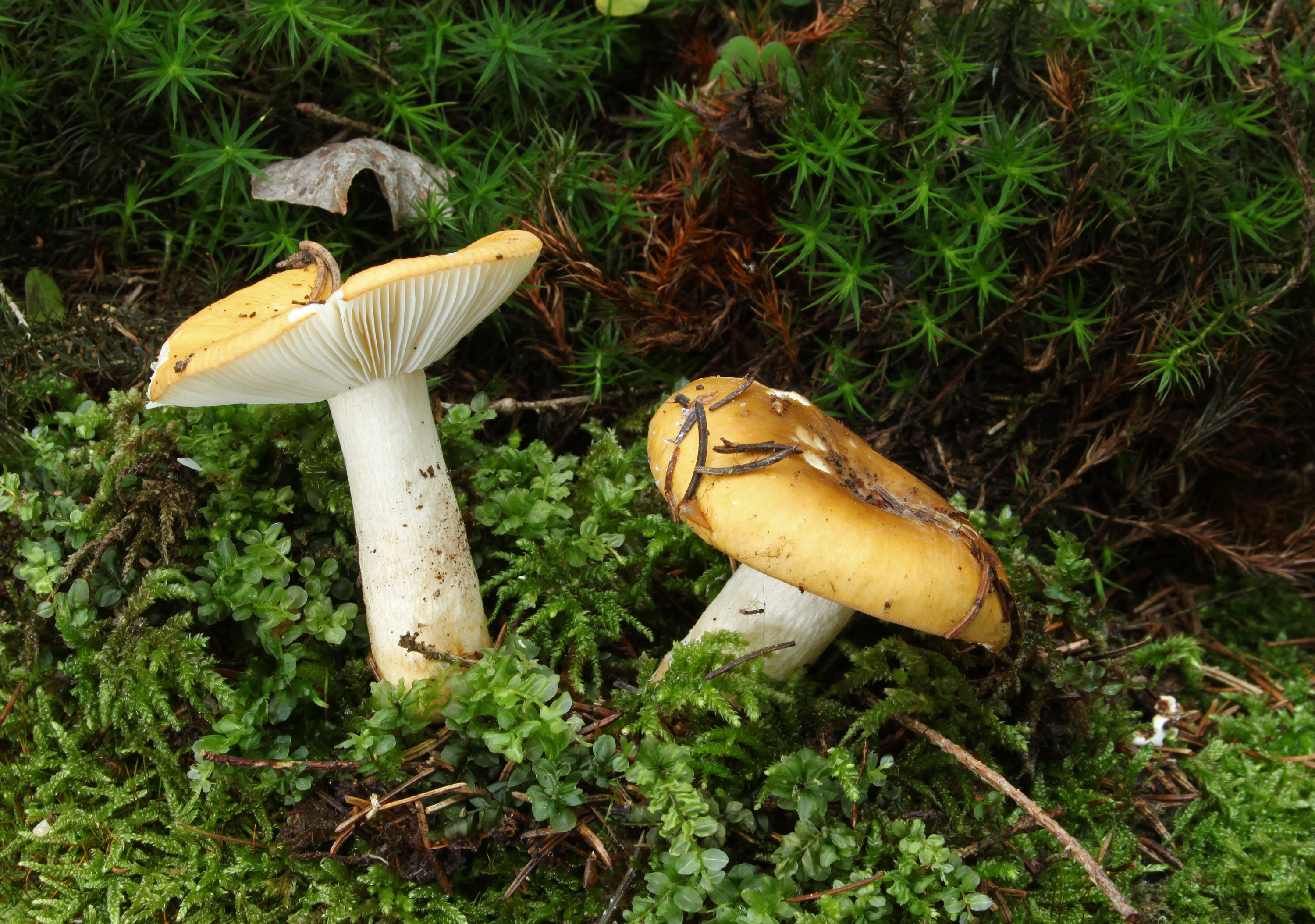
Zitronen-Täubling (Russula ochroleuca)
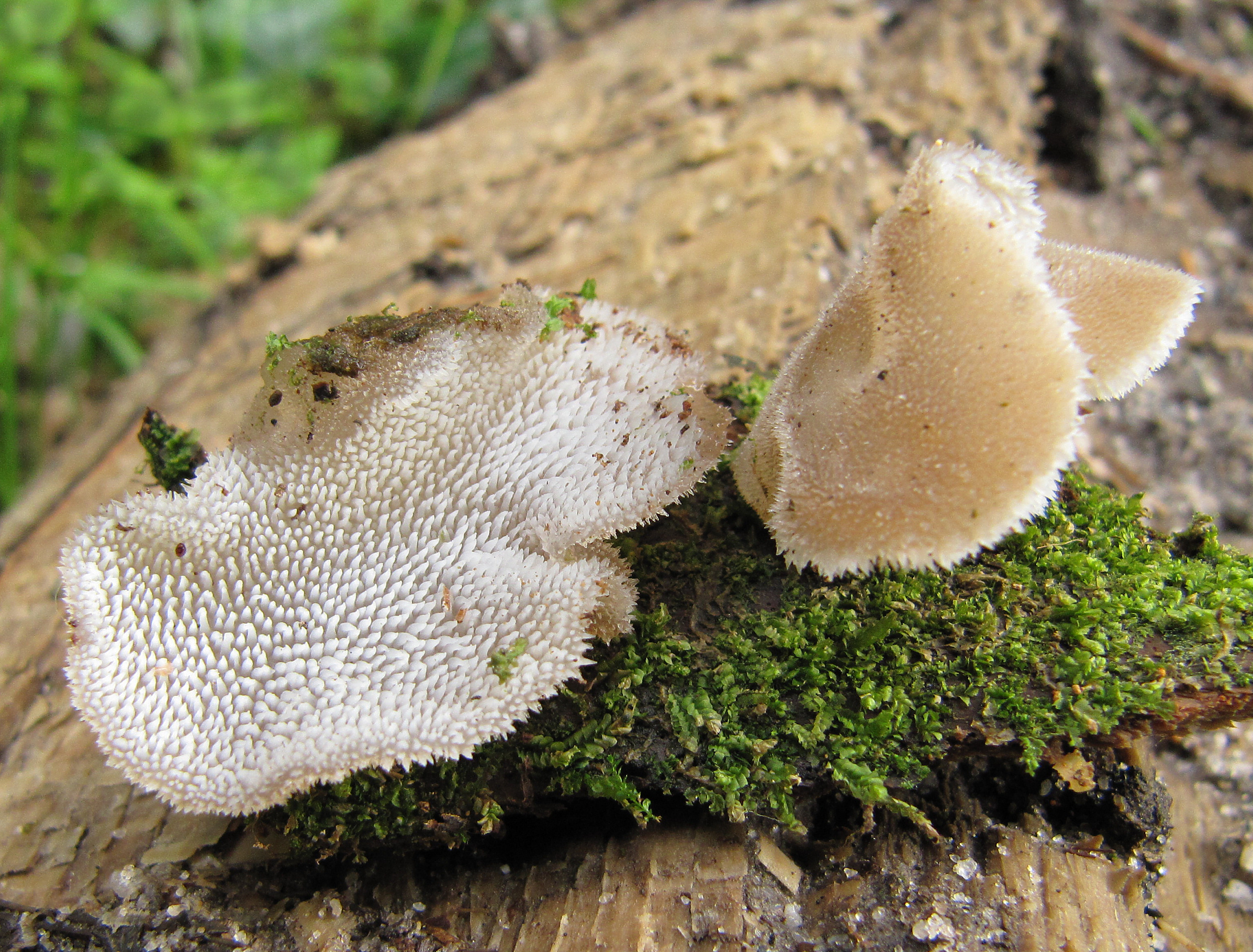
Zitterzahn (Pseudohydnum gelatinosum)
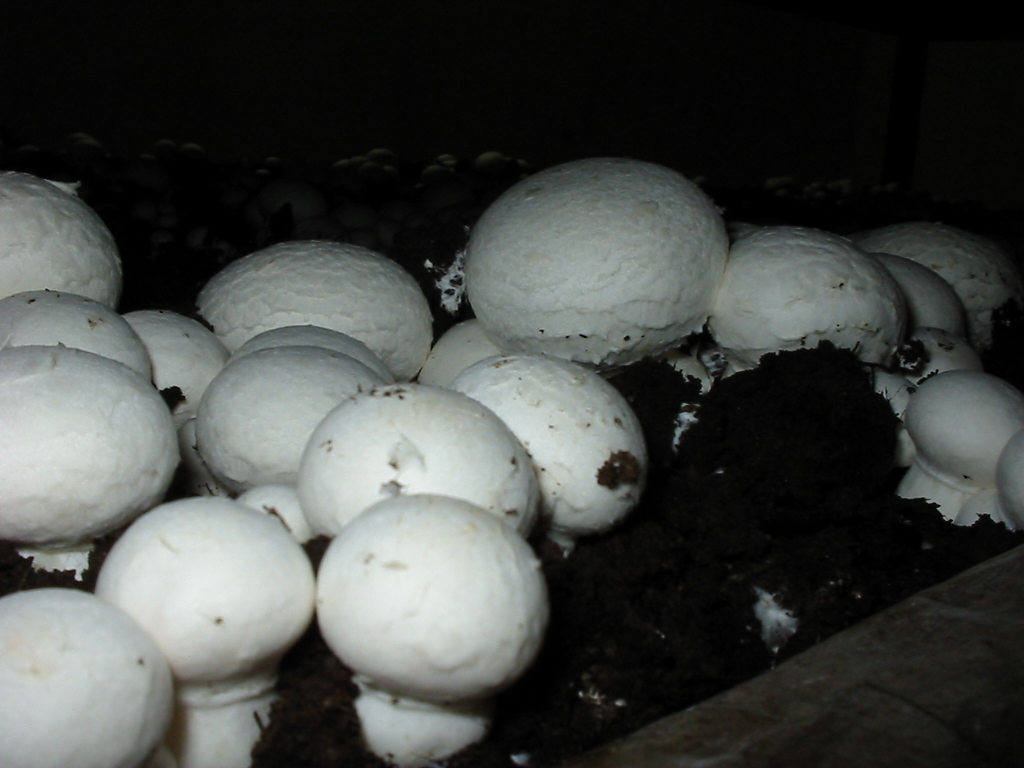
Zucht-Champignon (Agaricus bisporus)
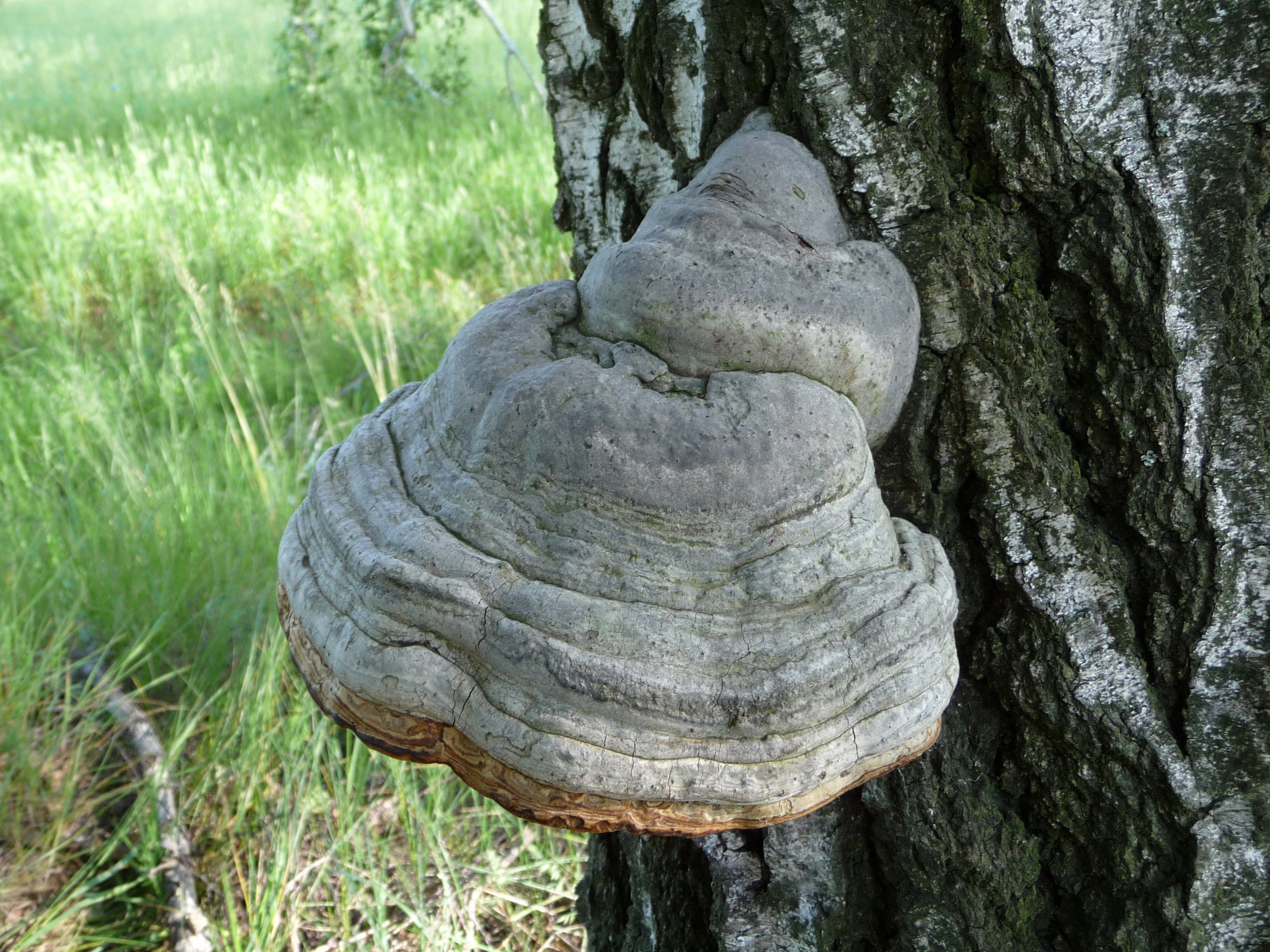
Zunderschwamm (Fomes fomentarius)